# Orizaba
Orizaba (del náhuatl: Awilisapan o Ahawilisapan ‘Lugar de aguas alegres’) es una ciudad mexicana ubicada en el centro geográfico de Veracruz, en la región de las altas montañas. Es la cabecera del municipio de Orizaba. Junto con otros municipios aledaños forma la cuarta área metropolitana más poblada del estado. Es conocida también como la Ciudad de las Aguas Alegres por su origen náhuatl y también como Pluviosilla, como la llamó poéticamente el escritor Rafael Delgado en algunas de sus obras.
Es un centro urbano de relevancia económica, histórica y cultural en el estado de Veracruz después del Puerto de Veracruz. Fue uno de los sitios con mayor desarrollo económico durante el Virreinato de la Nueva España por ser un punto de paso obligatorio y descanso en la ruta entre la Ciudad de México y el Puerto de Veracruz, el clima templado diferente al frío del altiplano y al calor de la costa hicieron de Orizaba un lugar de clima aceptable para los novohispanos como quedaría después plasmado en el lema del escudo que Carlos III obsequió a Orizaba, así como por ser un emporio industrial colonial con los estancos de tabaco y los ingenios azucareros. Fue también el sitio en el que de acuerdo con la tradición la célebre aventurera conocida como la Monja Alférez escogió pasar los últimos años de su vida.
Ese mismo auge económico sería la sentencia de Orizaba al ser un escenario de una batalla de la guerra de independencia en donde la población que simpatizaba con la causa realista fue tomada por José María Morelos en 1812.
Orizaba se mantuvo del lado conservador durante el agitado siglo XIX lo cual seguiría sellando su destino, mostró su fidelidad a la Patria al enviar al Batallón Orizaba al Puerto de Veracruz a defender la nación contra los invasores norteamericanos en 1847. En 1864 la ciudad caería rendida a los pies del emperador Maximiliano de Habsburgo pensando que su llegada daría por fin al país la tan anhelada paz y prosperidad que no se había tenido desde antes de la independencia. Los ejércitos republicanos saquearían nuevamente la ciudad ante esta predilección del emperador y los templos y conventos fueron despojados y abandonados tras haberse consumado la victoria de la República.
Pero en medio de las constantes revueltas del agitado siglo XIX Orizaba vio renacer nuevamente la importancia que tuvo en el virreinato al ser sede de nacientes industrias de capital extranjero que se establecieron en la región dada la abundancia de los recursos hídricos. Esta revolución industrial mexicana hizo que a la ciudad también se la conociera como "La Mánchester Veracruzana".  A la par de este desarrollo económico también estuvo el cultural, teniendo un destacado aporte al mundo de las letras y las artes plásticas del siglo XIX mexicano con artistas como Gabriel Barranco, José Justo Montiel, Salvador Ferrando y otros que prefirieron quedarse a vivir aquí antes que irse a probar suerte en la capital de la república o en otros sitios. Durante el porfiriato fue declarada la ciudad más educada de la provincia.
También junto con el progreso fabril llegó el descontento por la injusticia social, por lo cual se desarrollaron movimientos sociales que culminarían con la huelga y matanza del vecino municipio de Río Blanco en 1907 que sería antesala de la Revolución mexicana. El ejército constitucionalista invadió durante esta etapa la ciudad en 1915 con severas medidas anticlericales que afectaron en gran medida a la población.
Actualmente, se ha buscado modernizar a la ciudad y darle un impulso más turístico a partir de la promoción y la inversión en infraestructura turística como el paseo del río Orizaba  y el teleférico inaugurado en 2014. En 2015 fue nombrada Pueblo mágico por la Secretaría de Turismo, y es una de las ciudades más limpias y seguras de México.

## Elementos identitarios

### Origen
El nombre proviene de la pronunciación hispanizada del nombre Ahahuializapan, vocablo náhuatl que significa "alegría en el agua". Esta palabra derivó según el historiador Joaquín Arroníz a los siguientes: Aulicaba, Oricagua, Aulicaba, Abrizaba, Ulizaba, Olizaba y Orizaba, nombre que se le dio a lo que hoy es la ciudad. En el siglo XIX se la conoció como Orizava. Hoy en día, existen algunos grupos indígenas nahuas de la Sierra de Zongolica y del vecino municipio de Ixhuatlancillo que continúan llamando Ahuilizapan a la ciudad. A Orizaba también se la ha llamado "Ciudad de las aguas alegres" por su significado en náhuatl y la abundancia de agua en la región;  en sus obras literarias, el escritor Rafael Delgado llamó a la ciudad "Pluviosilla" por la frecuencia de caída de agua durante todo el año.

## Geografía física

### Localización
La ciudad está situada a 1235 m s. n. m., en la confluencia del río Blanco, con varios afluentes, incluyendo el río Orizaba, y cerca de la desembocadura de un gran valle de la Sierra Madre Oriental. Esta ubicación ha sido  importante cruce de caminos durante siglos, la principal ruta comercial entre la Ciudad de México y Veracruz. La distancia a la Ciudad de México es de 260 km y a la ciudad de Veracruz de 139 km. De acuerdo al censo del 2010, tiene 120 995 habitantes con una superficie de 41.39 kilómetros cuadrados.
|                                                                     | Norte: Ixhuatlancillo, Mariano Escobedo; la Perla faldas del Pico de Orizaba y la carretera a Santa Ana Atzacan. |                                                     |
| Oeste: Río Blanco, Nogales, Huiloapan, y autopista a Ciudad Mendoza | | Este: Ixtaczoquitlán y autopista a Fortín y Córdoba |
|                                                                     | Sur: Rafael Delgado y Tlilapan                                                                                   |                                                     |

### Hidrografía

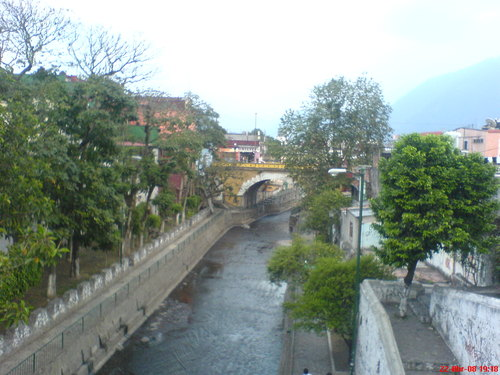
Río Orizaba

Plantíos de café en Orizaba a finales del

La ciudad de Orizaba está comprendida dentro de la cuenca hidrográfica del Río Papaloapan. Al ser un lugar rodeado de montañas y por las constantes precipitaciones durante prácticamente todo el año, Orizaba que lleva en su nombre ser un lugar de aguas alegres, se encuentra rodeada por cuerpos de agua que son afluentes del Río Blanco destacando sobre todo el río que la serpentea de norte a sur atravesando el centro de la ciudad a través de varios puentes.  Este río nace en las faldas del Pico de Orizaba y tributa sus aguas al río Blanco se le conoce simplemente como el río Orizaba. Existen otros arroyos nacidos del cerro de Escamela, algunos de los cuales ya solo existen de manera subterránea como el arroyo caliente, el arroyo de los aguacates y el río Tlilapan. Se tiene también la laguna de Ojo de agua al pie del cerro de Escamela y en el límite con el municipio de Ixtaczoquitlán de donde nace el río del mismo nombre que también tributa sus aguas al río Blanco.

### Orografía

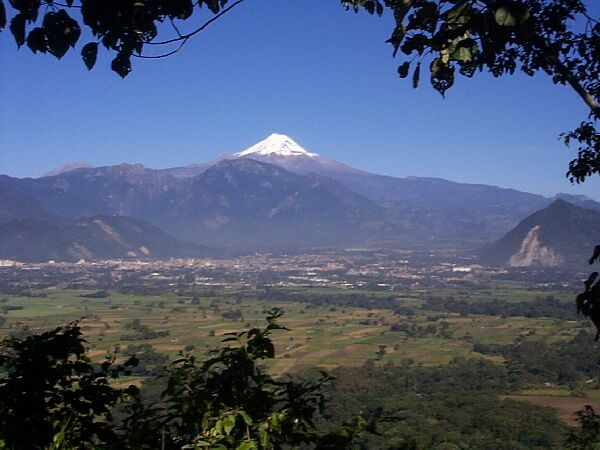
Panorámica de la ciudad con el Pico de Orizaba al fondo

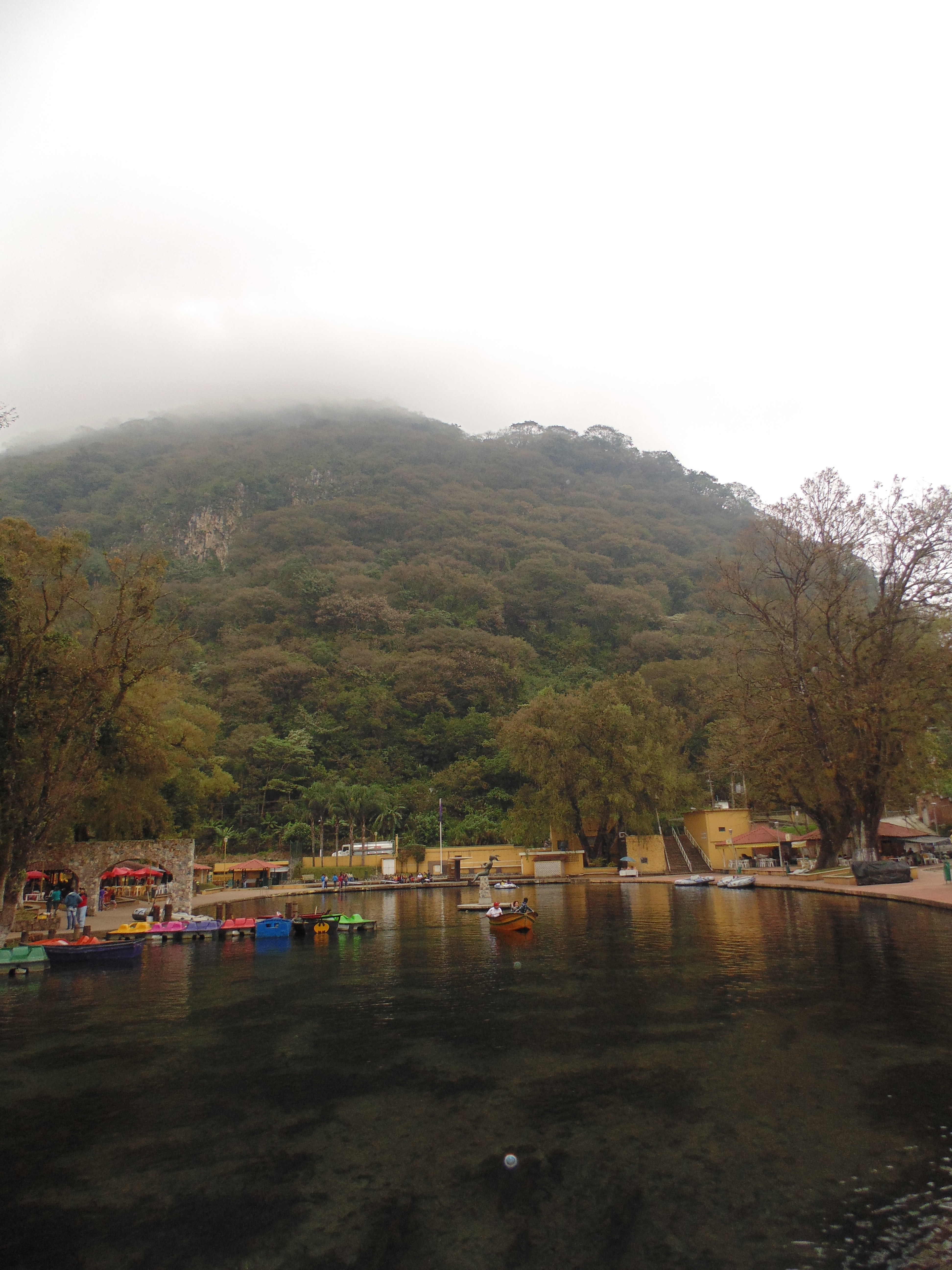
Laguna de Ojo de agua, Orizaba Veracruz.

La ciudad está situada en un valle rodeado de montañas que pertenecen a la Sierra Madre Oriental entre los cuales destaca el pico de Orizaba o Citlaltépetl (Cerro de la estrella), que es la montaña más alta de Veracruz y de México con 5747 metros sobre el nivel del mar.
El Citláltepetl es un volcán actualmente inactivo que hizo varias veces erupción durante la época colonial, la última en 1687,  siendo parte importante de la historia y el paisaje orizabeño al igual que el cerro que se observa en pleno centro de la ciudad; se trata del histórico Cerro del Borrego, con sus 1240 metros sobre el nivel del mar, que comparte con los municipios de Ixhuatlancillo y Río Blanco y que fue testigo de importantes hechos históricos de trascendencia nacional como fue la Toma de Orizaba por Morelos durante la Guerra de Independencia y la Batalla del cerro del borrego durante la intervención francesa.
Actualmente el ayuntamiento de Orizaba construyó un teleférico mediante el cual podrá accederse a su cima. Al oriente se encuentra el "mágico" cerro de Escamela, el cual es un lugar rodeado de leyendas y que comparte con el municipio de Ixtaczoquitlán, al pie del cual se encuentra la laguna de Ojo de agua, se han encontrado restos fósiles y recientemente se está convirtiendo en un atractivo turístico. Al sur de la ciudad asoma la sierra de Zongolica a través del cerro de San Cristóbal, al pie del cual se encuentra la autopista México-Veracruz.

### Clima
La ciudad de Orizaba tiene clima templado-húmedo todo el año; en los meses de primavera, por efectos de las "suradas" (el nombre del efecto Föehn en Orizaba), el termómetro llega a los 32 grados, para después dar lugar a un efecto de "norte", que indica mal tiempo, temperaturas frías, nieblas y lluvias; en la primera quincena de junio llegan las lluvias formales que se extienden hasta los últimos días del mes de octubre, (si bien la pluviosidad es mayor durante el mes de julio); durante este periodo, debido a la humedad alta, los días no son tan calurosos, como las noches tampoco son frías, es decir, las máximas rondan en torno a los 25 grados y las mínimas en torno a los 16 grados; los otoños en la ciudad son muy cortos y casi no se distinguen; durante este periodo que dura desde el final de la temporada de lluvias hasta la primera helada que marca el inicio del invierno, los árboles tiran sus hojas y presentan colores ocres y amarillos, los días son frescos, despejados y con una humedad baja; durante el invierno (que dura desde los últimos días de noviembre, hasta la primera quincena de febrero) son comunes los días nublados, con nieblas y lloviznas, aunque de igual forma los días despejados hacen presencia.
| Parámetros climáticos promedio de Orizaba (1951-2010) | Parámetros climáticos promedio de Orizaba (1951-2010) | Parámetros climáticos promedio de Orizaba (1951-2010) | Parámetros climáticos promedio de Orizaba (1951-2010) | Parámetros climáticos promedio de Orizaba (1951-2010) | Parámetros climáticos promedio de Orizaba (1951-2010) | Parámetros climáticos promedio de Orizaba (1951-2010) | Parámetros climáticos promedio de Orizaba (1951-2010) | Parámetros climáticos promedio de Orizaba (1951-2010) | Parámetros climáticos promedio de Orizaba (1951-2010) | Parámetros climáticos promedio de Orizaba (1951-2010) | Parámetros climáticos promedio de Orizaba (1951-2010) | Parámetros climáticos promedio de Orizaba (1951-2010) | Parámetros climáticos promedio de Orizaba (1951-2010) |
| Mes                                                   | Ene.                                                  | Feb.                                                  | Mar.                                                  | Abr.                                                  | May.                                                  | Jun.                                                  | Jul.                                                  | Ago.                                                  | Sep.                                                  | Oct.                                                  | Nov.                                                  | Dic.                                                  | Anual                                                 |
| ----------------------------------------------------- | ----------------------------------------------------- | ----------------------------------------------------- | ----------------------------------------------------- | ----------------------------------------------------- | ----------------------------------------------------- | ----------------------------------------------------- | ----------------------------------------------------- | ----------------------------------------------------- | ----------------------------------------------------- | ----------------------------------------------------- | ----------------------------------------------------- | ----------------------------------------------------- | ----------------------------------------------------- |
| Temp. máx. abs. (°C)                                  | 32.0                                                  | 37.0                                                  | 39.0                                                  | 36.0                                                  | 38.0                                                  | 33.5                                                  | 29.0                                                  | 35.0                                                  | 35.0                                                  | 29.5                                                  | 31.0                                                  | 30.0                                                  | 39.0                                                  |
| Temp. máx. media (°C)                                 | 21.3                                                  | 22.0                                                  | 24.9                                                  | 26.2                                                  | 27.0                                                  | 25.7                                                  | 25.1                                                  | 25.5                                                  | 24.9                                                  | 23.8                                                  | 23.0                                                  | 21.9                                                  | 24.2                                                  |
| Temp. media (°C)                                      | 15.6                                                  | 16.6                                                  | 19.2                                                  | 20.3                                                  | 20.9                                                  | 20.5                                                  | 20.5                                                  | 20.6                                                  | 19.4                                                  | 18.4                                                  | 17.5                                                  | 16.7                                                  | 18.8                                                  |
| Temp. mín. media (°C)                                 | 10.0                                                  | 11.2                                                  | 13.6                                                  | 14.4                                                  | 14.9                                                  | 15.3                                                  | 16.0                                                  | 15.8                                                  | 14.0                                                  | 13.0                                                  | 12.1                                                  | 11.5                                                  | 13.4                                                  |
| Temp. mín. abs. (°C)                                  | 1.0                                                   | 1.5                                                   | 4.0                                                   | 6.0                                                   | 5.0                                                   | 8.0                                                   | 10.0                                                  | 10.0                                                  | 9.0                                                   | 8.0                                                   | 4.0                                                   | 4.0                                                   | 1.0                                                   |
| Precipitación total (mm)                              | 45.6                                                  | 40.6                                                  | 42.9                                                  | 63.9                                                  | 130.3                                                 | 365.5                                                 | 422.9                                                 | 402.2                                                 | 379.8                                                 | 190.7                                                 | 97.2                                                  | 56.3                                                  | 2,237.9                                               |
| Días de precipitaciones (≥ 0.1 mm)                    | 10.3                                                  | 8.3                                                   | 8.5                                                   | 7.4                                                   | 11.8                                                  | 19.9                                                  | 23.2                                                  | 22.8                                                  | 23.4                                                  | 19.5                                                  | 12.8                                                  | 11.6                                                  | 179.5                                                 |
| Fuente: Servicio Meteorológico Nacional (México)      |                                                       |                                                       |                                                       |                                                       |                                                       |                                                       |                                                       |                                                       |                                                       |                                                       |                                                       |                                                       |                                                       |

## Naturaleza
Los orizabeños sienten preocupación por salvaguardar el medio ambiente por lo que se han realizado proyectos en el tema de la gestión de residuos sólidos no peligrosos logrando impulsar por parte del ayuntamiento el programa de recolección de residuos reciclables llamado "Basura por predial"  desde el año 2007 logrando obtener resultados en la reducción de la cantidad de residuos que se tienen que disponer a través de rellenos sanitarios y además obteniendo beneficios para los habitantes ya que los residuos que ellos recolectan son cambiados por puntos acumulables para el pago de impuestos aumentando con ello también la recaudación fiscal y reduciendo el padrón de deudas.  Este programa es único en el país y ha sido reconocido entre otros con el Premio al mérito ambiental por parte del Gobierno del Estado de Veracruz.
Otro programa importante al respecto del Ayuntamiento 2011-2013 fue el programa "Ni una gota más sin reciclar" mediante el cual se fomentó el reciclaje de aceite de cocina usado.

## Historia

### Época prehispánica

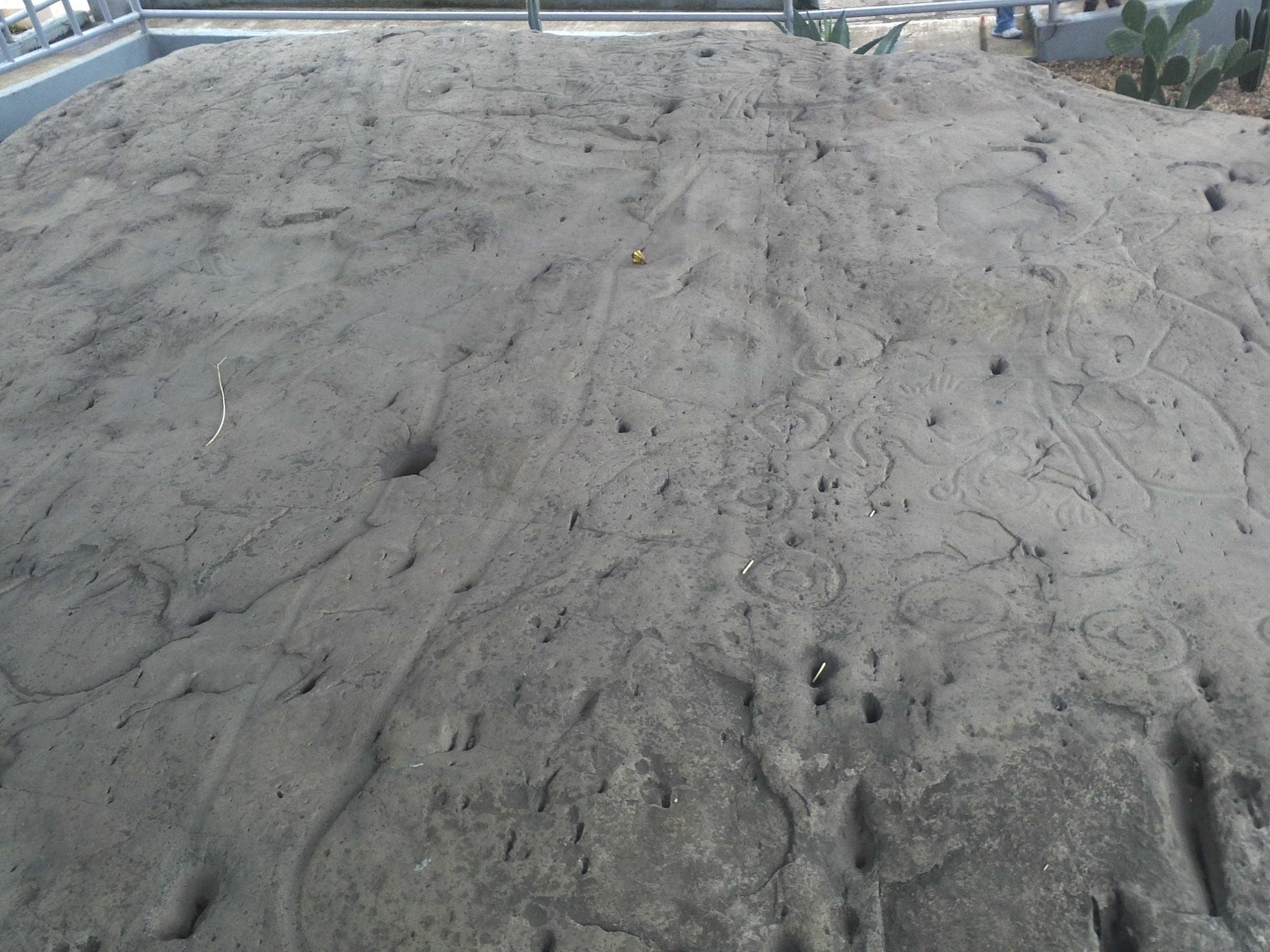
Piedra del gigante, primer documento histórico de la ciudad que narra un posible sacrificio humano sobre un monolito. Actualmente se ubica dentro del Panteón de la ciudad.

Los primeros pobladores del valle de Ahuilizapan fueron posiblemente de origen totonaca, y a partir del año 1051 arribaron los toltecas que ya poblaban el valle de México hacia el año 648 y aniquilados por el hambre, la peste y las guerras, emigraron al sur, pasando por este valle. Hacia el año 1200 la zona sufrió una invasión de los tlaxcaltecas. Para protegerse de los mexicas, los tlaxcaltecas fundaron las poblaciones de Tequila y Maltrata que usaron como fortines teniendo como centro al valle de Ahuilizapan. Para 1455, el valle quedó totalmente bajo el dominio de los mexicas, siendo sometidos nuevamente hacia 1469 por Axayácatl quien les impuso duros castigos por una rebelión que intentaron. Los aztecas dieron el nombre genérico de Ahauializapan a todo el valle que estaba compuesto por varias poblaciones como eran Ostoticpac (hoy Nogales), Izhuatlán (hoy Orizaba), Tlilapan, Tequila, Tezmalaca y Maltrata.

### Conquista
Después de la primera visita a Tenochtitlán, Hernán Cortés llegó por primera vez a Orizaba agradándole el lugar; permaneció dos días en su expedición a Veracruz para combatir a Pánfilo de Narváez en el mes de mayo de 1520.
Orizaba fue nombrada por Hernán Cortés en su tercera carta de relación al Rey de España donde daba el nombre de Aulicaba a la provincia y no solamente al pueblo de aquel entonces, pero posteriormente se llamó Orizaba únicamente al pueblo que para los indios se llamaba Izhuatlán, situado al noroeste de la actual ciudad.
Posteriormente, después de la conquista el 15 de mayo de 1524 se hospedaron brevemente en "Abrizaba", los doce peregrinos acompañados de Fray Martín de Valencia misioneros franciscanos que vinieron a evangelizar a las poblaciones indígenas.
En octubre de 1524, Cortés visita Orizaba por segunda vez acompañado por sus capitanes, sus criados, el último tlatoani azteca Cuauhtémoc, los caciques Tetlepanquetzal y Coanacoch en calidad de prisioneros, así como por doña Marina "La Malinche" y algunos clérigos. En el lugar que hoy conocemos como Huiloapan se celebró la boda de la Malinche con el capitán Juan de Jaramillo.  Más tarde, después de haber asesinado a Cuauhtémoc y a los otros dos caciques el 15 de julio de 1526, Hernán Cortés pasó nuevamente por Orizaba encomendando el entonces Valle de Ahauializapan a Juan de Coronel, soldado de Pánfilo de Narváez, convirtiéndose así en el primer encomendero del valle extendiéndose sus posesiones hasta Ostoticpac (hoy Nogales).
En 1532 la segunda audiencia hizo el deslinde de asentamientos nominando a Orizagua y Ostoticpac en cabeceras dependientes del pueblo de Tequila.

### Periodo colonial

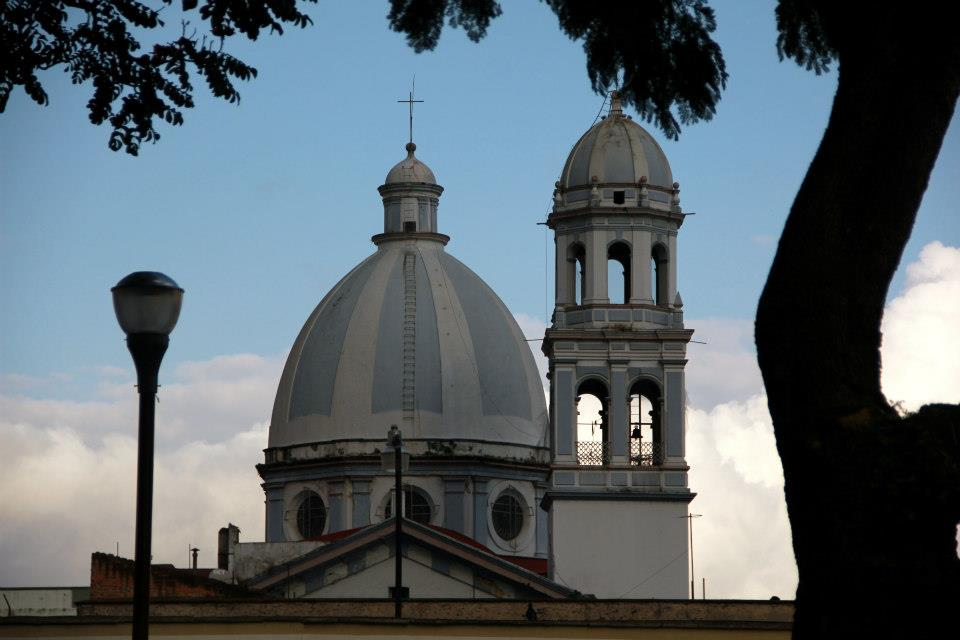
La Iglesia del Calvario es la iglesia más antigua de Orizaba. La construcción original fue hecha con paja y horcones por los franciscanos hacia 1569 y la imagen del señor del calvario fue obsequiada a la ciudad por el Obispo Juan de Palafox. El edificio actual construido sobre la antigua iglesia data del

Durante el período colonial, el Valle de Orizaba fue un punto de importancia estratégica en la economía novohispana al ser "Orizagua" como se le conocía en ese entonces, un paso obligado para los viajeros hispanos que llegaban de Veracruz a México. Los dueños de convoyes construyen el primer camino entre la Angostura y los Llanos de Escamela fundando la primera calle Real por donde pasaron los convoyes de todos los Virreyes de la Nueva España. (Actualmente la calle oriente 6). Para el año de 1535 Orizagua tenía unas cuantas casas de madera levantadas por los españoles que se establecieron, había ventas y mesones para dar alojamiento a los viajeros, además de las chozas de los indios de Izhuatlán, pueblo vecino al norte. La ciudad fue creciendo pronto, pues los convoyes descansaban tres o cuatro días por lo pesado del camino.
Hacia 1540 a iniciativa del Virrey Antonio de Mendoza, comenzó en Orizaba a establecerse la producción de azúcar gracias a la abundancia de recursos hídricos en la región.
En 1569 fue construida con horcones y paja bajo la dirección de los frailes franciscanos de Chocaman la primera Iglesia de la ciudad llamada "El calvario". El barrio de indios continuaba separado del de españoles.
Para 1553 los nativos designaron sus primeras autoridades, en tanto que los españoles dependían de la jurisdicción de Tequila hasta 1579 en que debido al mayor tráfico que se registraba, la autoridad que radicaba en Tequila fue trasladada a Orizaba siendo su primer corregidor Payo Patiño.
En 1590 Antonelli, el supervisor de la construcción del fuerte de San Juan de Ulúa trazó el mapa de un camino nuevo, a un lado de Cotaxtla que pasaba además por Córdoba, San Andrés y Nopaluca, por la ruta de Orizaba que era la ruta de los mensajeros de Moctezuma con la consecuente mejoría, pues para 1600 se fundó la casa del ayuntamiento para los indígenas, y para 1618 Pedro Mejía y Sebastián Maldonado a instancias de los dueños de carros y caballerías que hacían el viaje de México a Veracruz hicieron las gestiones necesarias para fundar un hospital del que fueron encargados los juaninos, iniciada la obra en 1619, fue hecha lentamente porque hubo que edificarla a base de limosnas. Los carreteros impusieron una cláusula a los juaninos exigiendo que diariamente los frailes recorrieran dos leguas a la redonda del hospital para recoger caminantes enfermos.

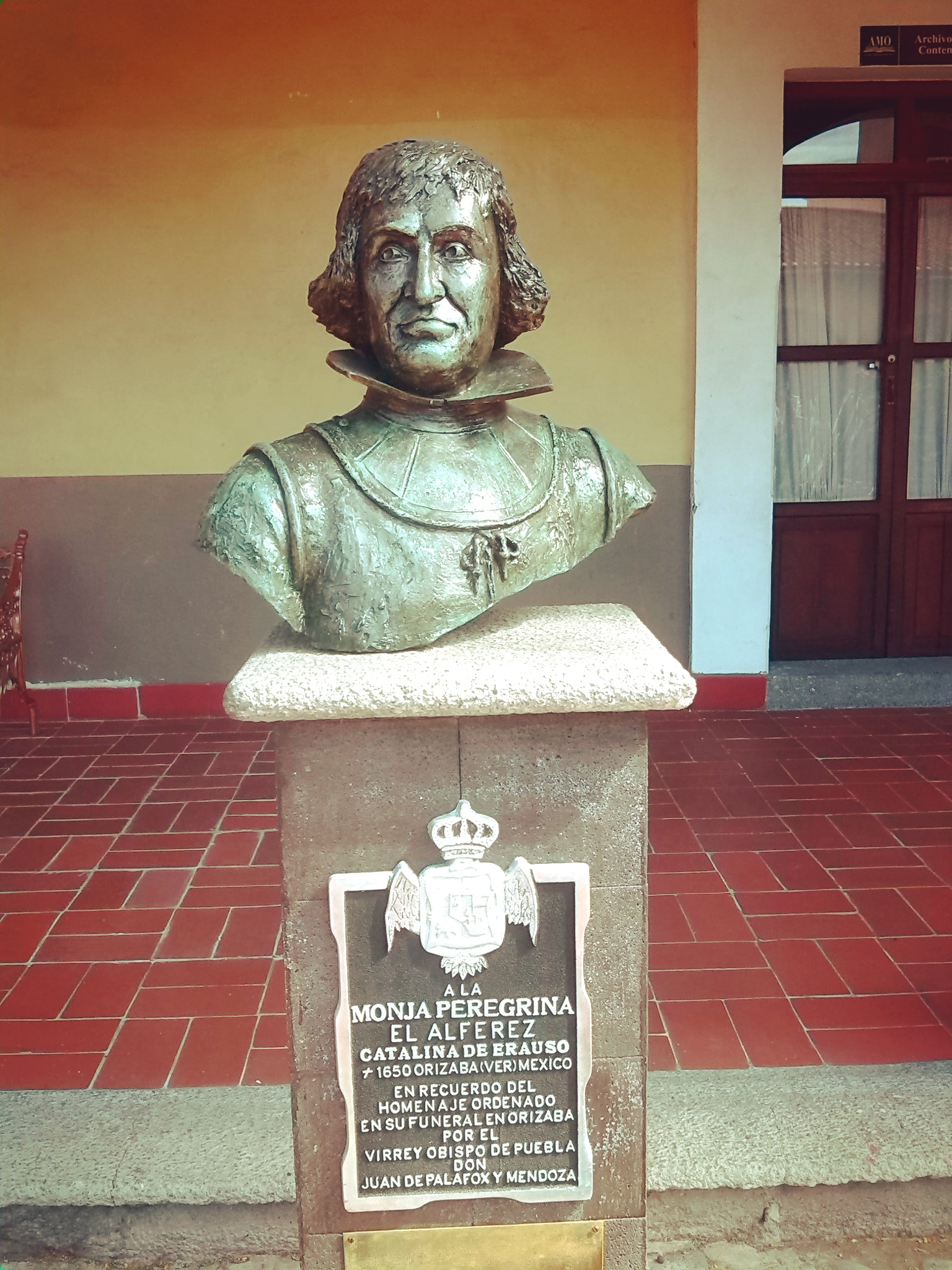
La célebre viajera Catalina de Erauso "La monja alférez" vivió sus últimos días en Orizaba siendo enterrada en el templo de San Juan de Dios de esta ciudad.

Hacia 1650 apareció en Orizaba Don Antonio de Erauso (la Monja Alférez) o Alonso Díaz Ramírez de Guzmán o Catalina de Erausto y Galaviaga quien recorría el camino con una recua de mulas cargando ropa y así dedicada a la arrería se enfermó en Cuitaxtla (hoy en día Cotaxtla) del "mal de la muerte" expirando en 1650 y fue sepultada de acuerdo a algunas fuentes en San Juan de Dios, iglesia anexa al hospital y convento de los juaninos, terminando así una vida de aventura por varias partes de América y España, aunque otras fuentes señalan que está enterrada en la localidad de Cotaxtla donde murió.
Capital del virreinato de la Nueva España
En 1796, España entró en guerra con Inglaterra por lo que se temió un ataque a las colonias americanas por parte de los ingleses, debido a ello se pensó en la posibilidad de un ataque al Puerto de Veracruz por lo que las autoridades virreinales comenzaron a prepararse para el ataque. Debido a que el clima de la costa era extremadamente caluroso, las tropas se comenzaron a acuartelar en las ciudades de Córdoba, Xalapa y Orizaba tierra adentro para evitar el desgaste de los soldados por enfermedades y cansancio. Debido al desarrollo económico que Orizaba tenía sobre las otras ciudades de Veracruz gracias al monopolio del tabaco, la ciudad fue escogida por el virrey Miguel de la Grúa Talamanca, conocido como el marqués de Branciforte para vivir y establecer la sede del gobierno virreinal durante la emergencia militar. De esta forma Orizaba fue la capital del virreinato de la Nueva España entre 1797 y 1798. Dicho honor perjudicó también a los habitantes de la ciudad que entonces estaba dividida en dos cabildos, uno de españoles y uno de naturales. Las afecciones a la población fueron el alza de impuestos y de los precios de los alimentos, así como la expropiación de algunas propiedades y el aumento de los habitantes. Este hecho también serviría para mejorar los caminos. Esta fue la primera ocupación militar de la ciudad de Orizaba de las muchas que viviría durante los siguientes siglos.
Origen del escudo de armas de Orizaba

Escudo de armas de Orizaba

El 27 de enero de 1774 el rey Carlos III concedió la categoría de villa a Orizaba y el 18 de diciembre de 1776 el mismo rey les concede a sus habitantes el derecho de usar su propio escudo de armas y el estandarte con la leyenda:

 "Benigno el clima, fértil el suelo, cómodo el sitio y leal el pueblo"

El 29 de noviembre de 1830, finalmente Orizaba fue declarada ciudad. De acuerdo a los cronistas de ese entonces, este hecho se celebró con una fiesta de varios días. En recuerdo de estos hechos, el 18 de diciembre se celebra el día de Orizaba.

### Guerra de independencia
Durante la Guerra de Independencia, la ciudad fue tomada el 29 de octubre de 1812 por el Insurgente José María Morelos y Pavón dada la importancia que la ciudad tenía como paso de las principales rutas comerciales de la Colonia y los importantes estancos de tabaco que había en la ciudad destruyendo estos estancos que generaban muchas ganancias para el virreinato. Morelos permaneció en la ciudad hasta el 31 de octubre del junto con otros héroes de la independencia como Vicente Guerrero, Hermenegildo Galeana, Guadalupe Victoria y otros.  Posteriormente, al finalizar la guerra de Independencia en 1821, la ciudad vio el paso del primer jefe del Ejército Trigarante don Agustín de Iturbide antes y después de la firma de los Tratados de Córdoba en la ciudad vecina celebrándose una misa posteriormente en la entonces Parroquia de San Miguel (hoy Catedral de Orizaba).

### México independiente

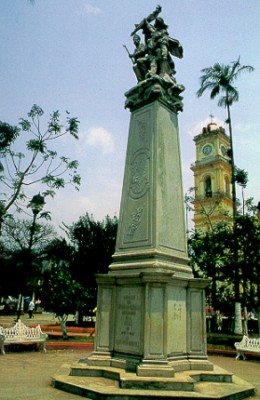
Monumento a los defensores de la patria de 1847 en el parque Apolinar Castillo

En 1825 se funda el Colegio Preparatorio Nacional, el primero y por tanto más antiguo del Estado de Veracruz. En 1826 Vicente Segura escribe la Historia de Orizaba y su primer cuadro estadístico. En 1830 por decreto del Estado de fecha 29 de noviembre se concede el título de Ciudad a Orizaba y en 1836 don Lucas Alamán estableció la primera fábrica textil de la ciudad, "La fábrica de Cocolapan", dando comienzo a la vida económica como ciudad industrial y en 1839 se creó el primer periódico llamado "La Luz". En 1837 sucede un motín que no pasó a mayores debido a la ley de ese año que redujo las monedas de cobre a la mitad de su valor.
El 30 de diciembre de 1844 el pueblo de Orizaba apoya a Mariano Paredes en contra de Santa Anna.
El 28 de enero de 1847 se dio bandera a un batallón organizado con ciudadanos de Orizaba encabezado por el coronel José Gutiérrez de Villanueva conocido como el Batallón Orizaba, cuando se hizo la capitulación del ejército mexicano en el Puerto de Veracruz tuvieron que volver dispersos. En los años 1848 y 1849 Orizaba fue ocupada por una brigada norteamericana y se nombraron autoridades y un juez hasta la evacuación de las tropas yanquis. El 6 de noviembre de 1848 tuvo lugar una rebelión sofocada por la guardia nacional. En 1852 una nueva asonada de Vargas que se había pronunciado en Coscomatepec fue sofocado por los guardias nacionales en Orizaba una vez más. En 1852 se inaugura el primer servicio de telégrafos.

### Reforma y segundo imperio

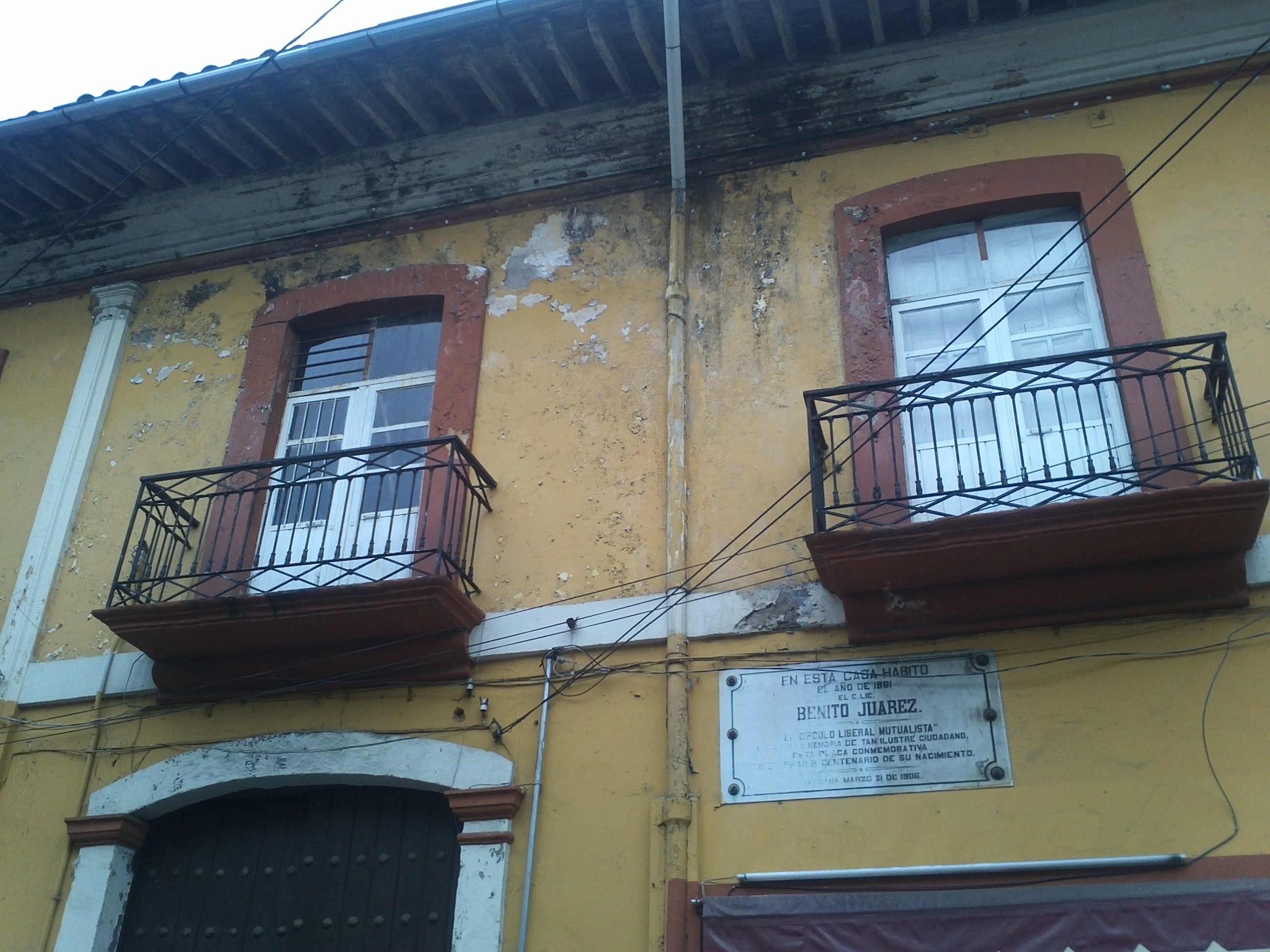
Casa donde pernoctó Benito Juárez en 1861

En 1855 hubo una revuelta de Valentín de la Vega en contra de Santa Anna quien se apoderó de la Ciudad de Orizaba a favor de la causa del Plan de Ayutla. El 27 de septiembre de 1856 se inauguró la Alameda. Orizaba recibió con sumo desagrado la Constitución de 1857 promulgada el 5 de febrero de este año debido a que afectaban en gran medida los intereses de la Iglesia católica. Miguel Miramón hizo varias veces escala en Orizaba después de sus fracasos en contra del gobierno de Benito Juárez. En este mismo 1857 Juárez promulgó el decreto por el cual se extinguen los conventos clausurando de inmediato los conventos de San José, de San Juan de Dios y el Oratorio de San Felipe Neri.
Juárez en Orizaba
El 26 de agosto de 1860 las fuerzas de Juárez ocuparon Orizaba e impusieron por la fuerza las Leyes de Reforma que afectaban a los religiosos que vivían en la región. En 1861 el presidente Benito Juárez se hospedó en la ciudad por 2 días llevando rumbo a la Ciudad de México.
Invasión hispana
En 1862 la ciudad de Córdoba se levanta en contra de Juárez, los conservadores de Orizaba secundan el movimiento. En este año la ciudad es ocupada por el ejército invasor español al mando del general Juan Prim y Prats ocupando el exconvento del Carmen como cuartel. En esta invasión del ejército español, llegó a Orizaba el coronel José Antonio Soler Mazo quien luego de pasarse a las filas republicanas se casaría en la ciudad con doña Emilia y fueran los abuelos del reconocido compositor infantil Francisco Gabilondo Soler "Cri-Cri" (1907-1990) a quienes mencionó en su canción "El ropero".
Batalla del Cerro del borrego

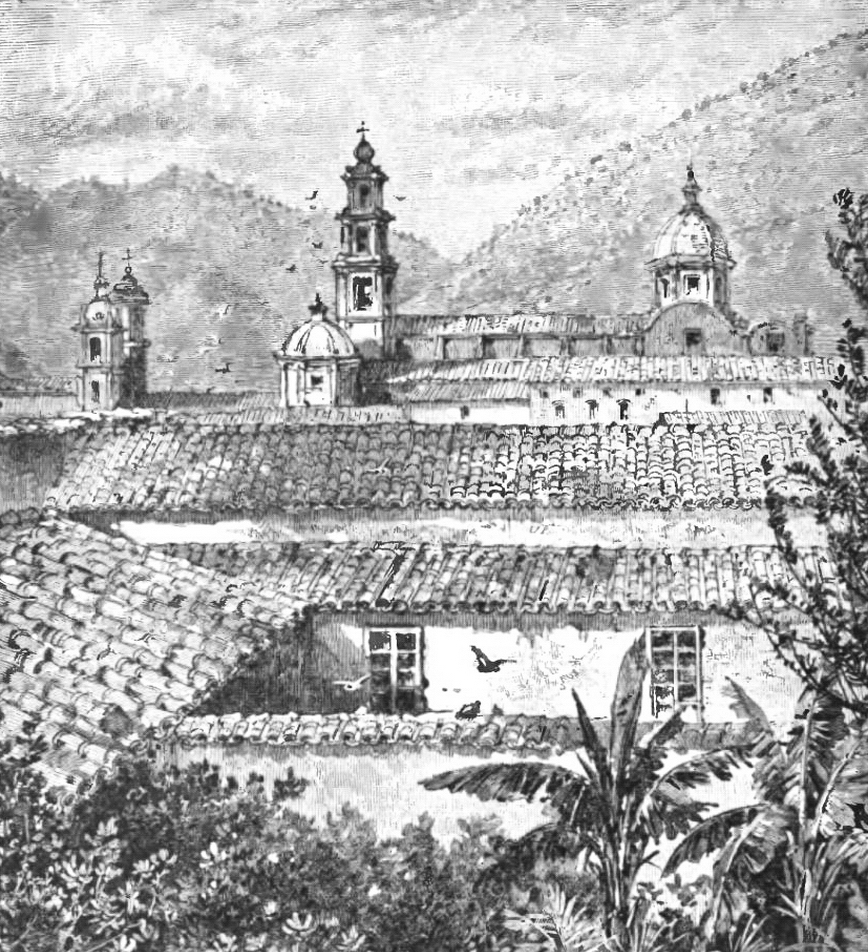
El céntrico cerro del borrego fue testigo el 23 de junio de 1862 de una batalla entre los ejércitos francés y mexicano durante la segunda intervención francesa. Dicha batalla llevó el nombre del cerro y terminó con una aplastante victoria francesa.

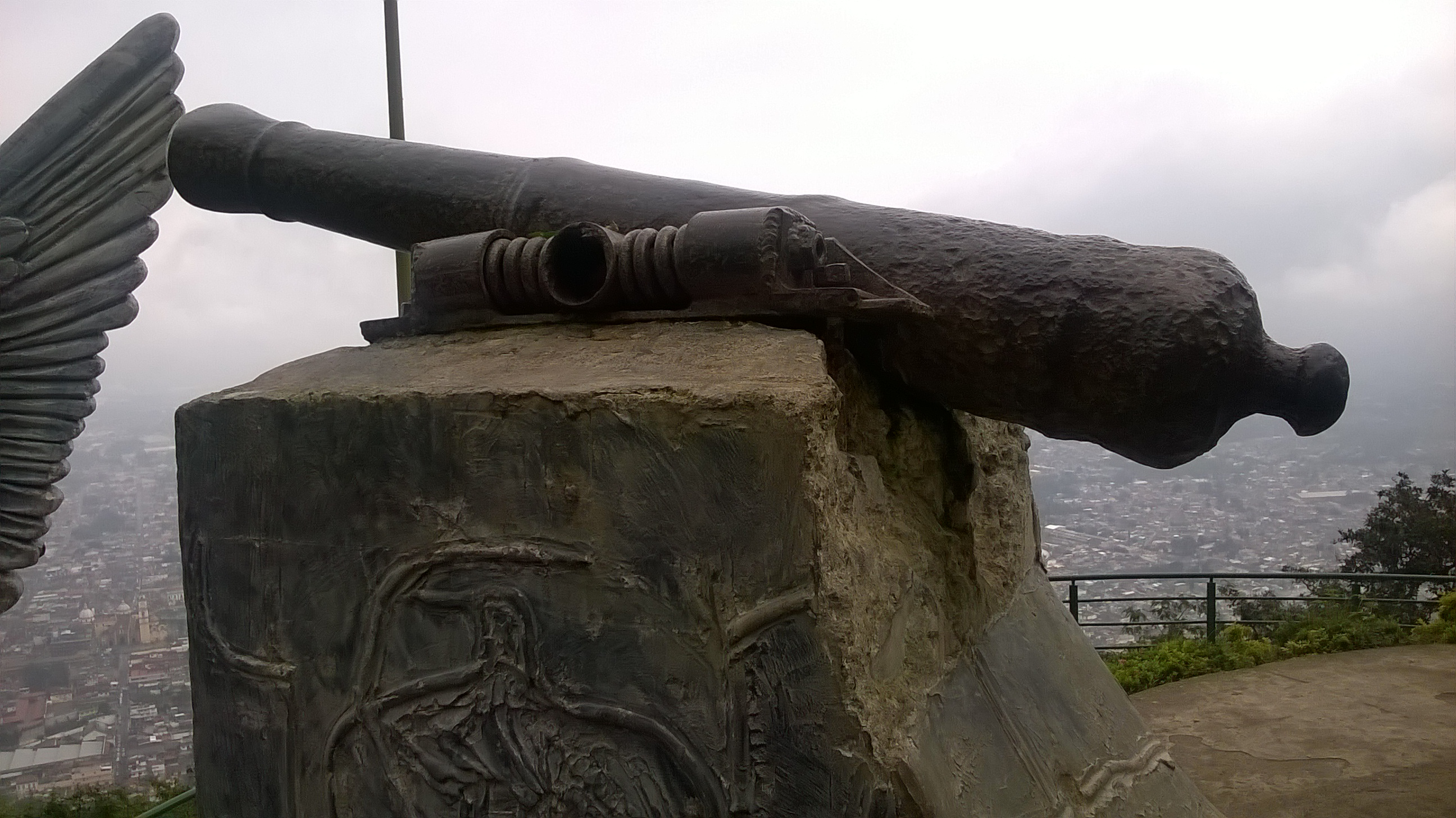
Cañones utilizados en la batalla del Cerro del Borrego

En junio de 1862 después de la victoria mexicana en la Batalla de Puebla el ejército francés al mando del Conde de Lorencez se refugian nuevamente en Orizaba tomando diferentes edificios como cuarteles y especialmente la Alameda como caballeriza. El General Zaragoza mandó sitiar a los franceses cortando los suministros a toda la población quienes sufrieron mucho ante este sitio. La noche del 23 de junio el general Jesús González Ortega al frente de la División Zacatecas es enviado por Zaragoza para tomar la cima del Cerro del Borrego y derrotar definitivamente a los franceses. Sin embargo fueron descubiertos y derrotados por los franceses quienes habían observado desde temprana hora las maniobras y tuvieron tiempo para preparar el ataque. Este hecho se conoce como la Batalla del Cerro del borrego. En agosto de 1862 los franceses colocaron una cruz de fierro en el primer descanso del Cerro del borrego en memoria de los mexicanos caídos en la batalla, a la postre este monumento se llegaría a conocer como la Cruz de Sorcia y se conserva como un monumento a la paz.
En 1863 con la ayuda del pueblo, incluso de los conservadores, se fugan los generales Ignacio de la Llave y Jesús González Ortega de la prisión de San Antonio después de haber participado en el Sitio de Puebla. Ese mismo año, el gobernador de Veracruz, Francisco Hernández y Hernández decretó el cambio de nombre al estado por el de Veracruz-Llave en recuerdo del general Ignacio de la Llave que nació en Orizaba y que fuera asesinado en San Luis Potosí el 25 de junio de 1863 tras habérsele encomendado el traslado de valores y fuera emboscado por su propia tropa.
Maximiliano de Habsburgo y Carlota en Orizaba
En abril de 1865 Orizaba recibe con júbilo al emperador Maximiliano de Habsburgo y su esposa Carlota quienes son saludados con campanas y cañonazos en la Iglesia de Santa Gertrudis y según la leyenda el pueblo desenganchó los animales de carga y arrastraron la carreta del emperador hasta llegar al centro de la ciudad. Durante su efímero imperio, Orizaba sería uno de los lugares favoritos de los emperadores quienes visitaban frecuentemente la ciudad y se hospedaban en la rica Hacienda de Jalapilla y la fábrica de Cocolapan.   La emperatriz hizo escala en la ciudad en 2 ocasiones siendo la última en 1866 en su camino de regreso a Europa.  El 25 de febrero de 1868 ya con Juárez instalado en la capital las fuerzas conservadoras desocupan Orizaba, uno de los últimos bastiones imperialistas y se recupera la tranquilidad por mucho tiempo con la República restaurada.
Orizaba, capital del estado de Veracruz

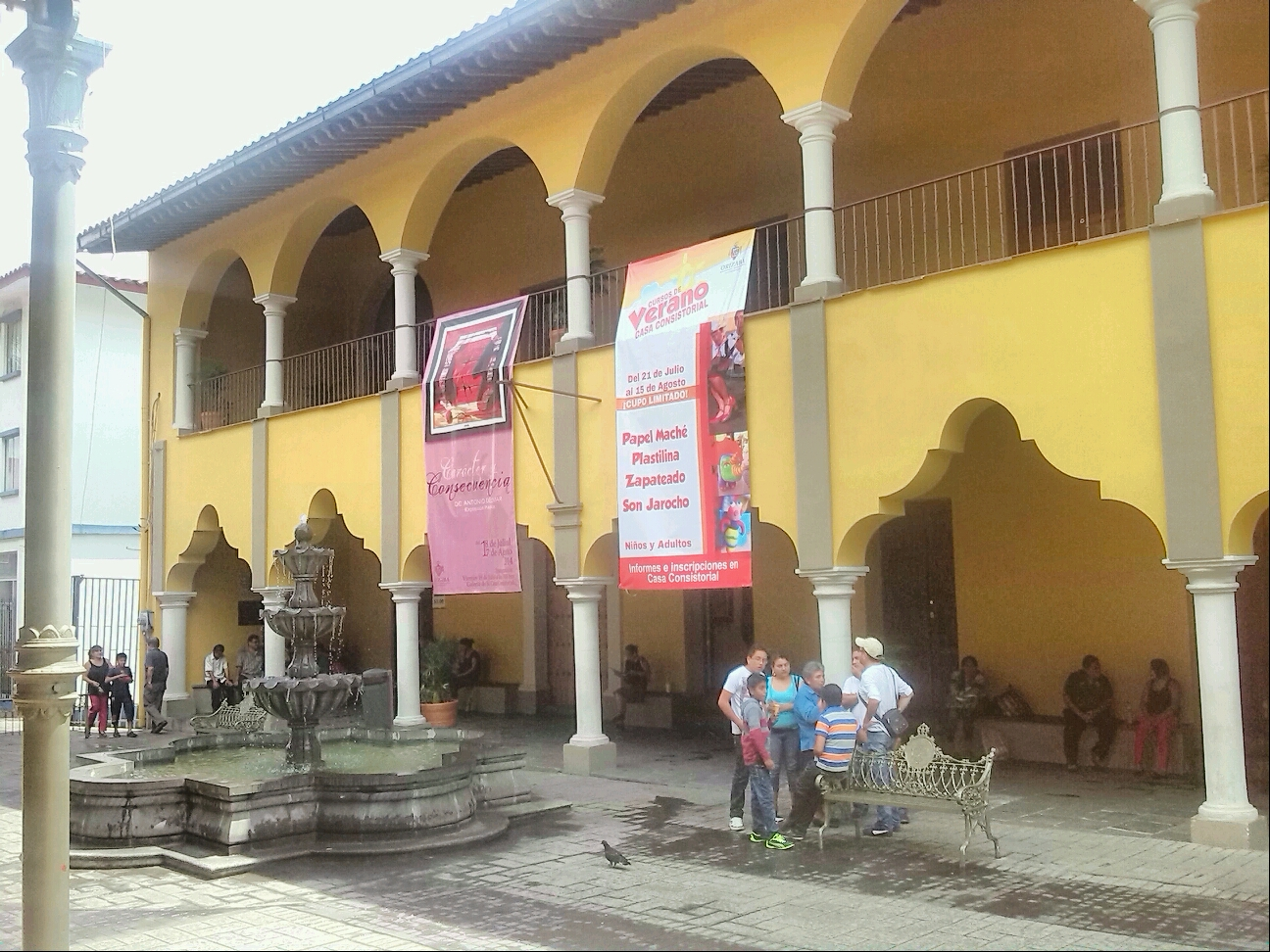
La casa consistorial funcionó como sede del gobierno estatal de 1874 a 1878 durante la gestión del gobernador Apolinar Castillo

Vista de Orizaba fines

El 8 de mayo de 1874, Orizaba fue declarada capital de Veracruz por el gobernador Apolinar Castillo funcionando la Casa Consistorial como Palacio de Gobierno, pero en 1878 una rebelión encabezada por Juan de la Luz Enríquez quita del poder a Castillo y traslada definitivamente la capitalidad a Xalapa. En honor a Castillo se le dio su nombre al Parque Municipal que anteriormente se llamaba Paseo de los Naranjos, en honor a Juan de la Luz Enríquez se le dio su nombre al cementerio municipal nuevo inaugurado a principios del siglo XX. El primer panteón civil de la Ciudad funcionó de 1857 a 1895 en terrenos de lo que hoy es Cervecería Moctezuma la cual fue fundada en el año de 1896.
En 1887 dejó de existir el municipio independiente de Barrio Nuevo para pasar a formar parte de Orizaba ante el crecimiento de la ciudad.

### Porfiriato

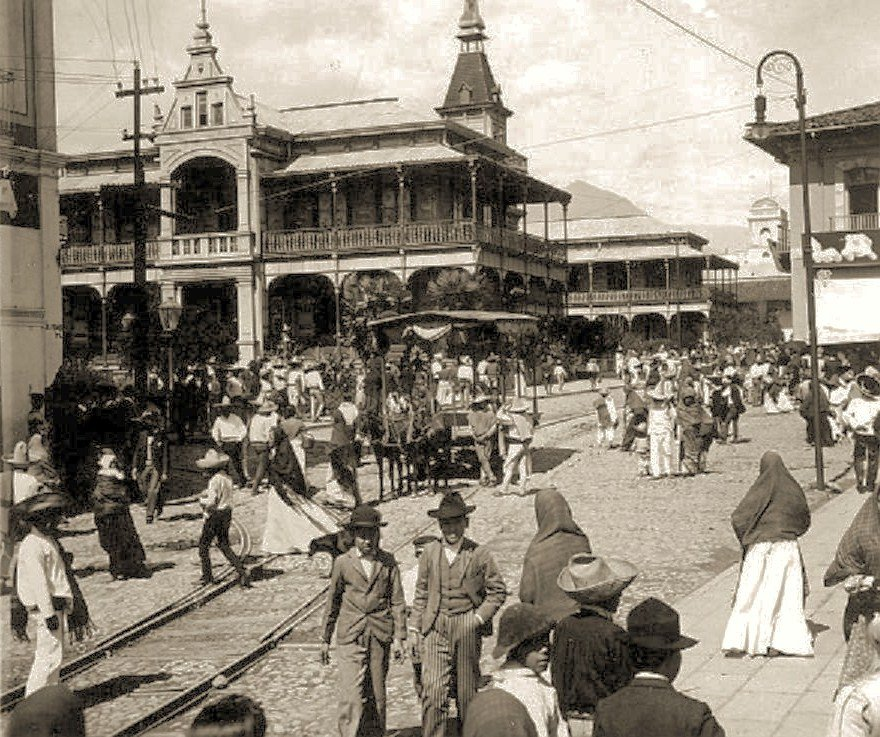
Palacio de Hierro en 1910

Durante el gobierno de Porfirio Díaz, Orizaba fue declarada la ciudad más educada en la provincia mexicana.  Hacia 1894 fue terminado de armar el Palacio de hierro el cual fue instalado en la antigua plaza de armas de la ciudad, traído en su totalidad de Bélgica a bordo de tres barcos y comprado por el ayuntamiento de ese entonces junto con otras personas adineradas de la ciudad.  El edificio serviría durante casi un siglo como sede del ayuntamiento de Orizaba. También durante el porfiriato se inauguró otro edificio emblemático del centro de la ciudad, el Gran Teatro Ignacio de la Llave en honor al prócer quien mandó a construir este recinto unos años antes de su muerte cuando era Gobernador de Veracruz.
Huelga de Río Blanco

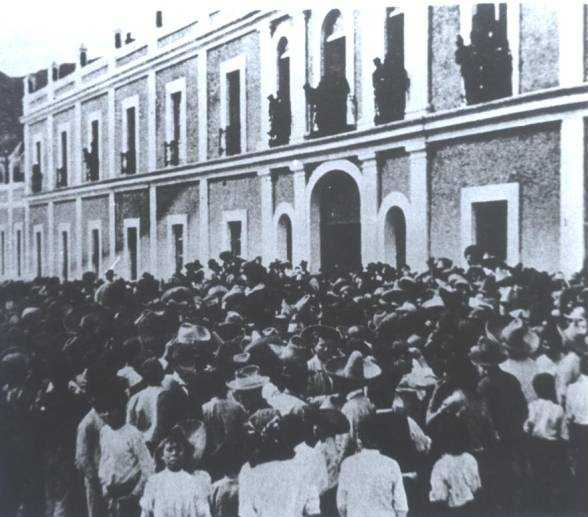
Obreros amotinados frente a la fábrica de Río Blanco. 7 de enero de 1907

Hacia finales del siglo XIX y comienzos del siglo XX diversas industrias se establecieron en el valle de Orizaba, debido principalmente a la abundancia de recursos hídricos, la mayoría de estas industrias eran del giro textil como la de Cocolapan que ya existía desde 1840 y durante el porfiriato se instalaron la fábrica del Yute, la fábrica de Cerritos al norte de la ciudad y las fábricas de Río Blanco, de San Rafael en Nogales y de San Lorenzo en Ciudad Mendoza. También en 1896 se instaló la Cervecería Moctezuma al sur de la ciudad.
El desarrollo industrial de la región hizo también crecer los problemas sociales como la falta de seguridad y de condiciones generales de trabajo justas, jornadas inhumanas de sol a sol, deudas interminables en las tiendas de raya, inexistencia de prestaciones y del derecho de los obreros a asociarse en sindicatos además de que todo el apoyo del aparato de gobierno era hacia los empresarios y no hacia los trabajadores aunado a la falta de apertura democrática en el país.  Debido a ello el descontento social provocó las primeras huelgas y la unión de los obreros de varias fábricas de la región quienes en un intento de asociarse decidieron unirse en enero de 1907 en un solo movimiento cuya asamblea se celebró en el Teatro Llave. Lamentablemente, el movimiento y las huelgas fueron reprimidas violentamente en la mañana del 7 de enero de 1907 en la fábrica del vecino municipio de Río Blanco. A partir de entonces, los habitantes de la ciudad como de todo el país esperaron solo un par de años para que el movimiento estallara a nivel nacional.

### Revolución mexicana

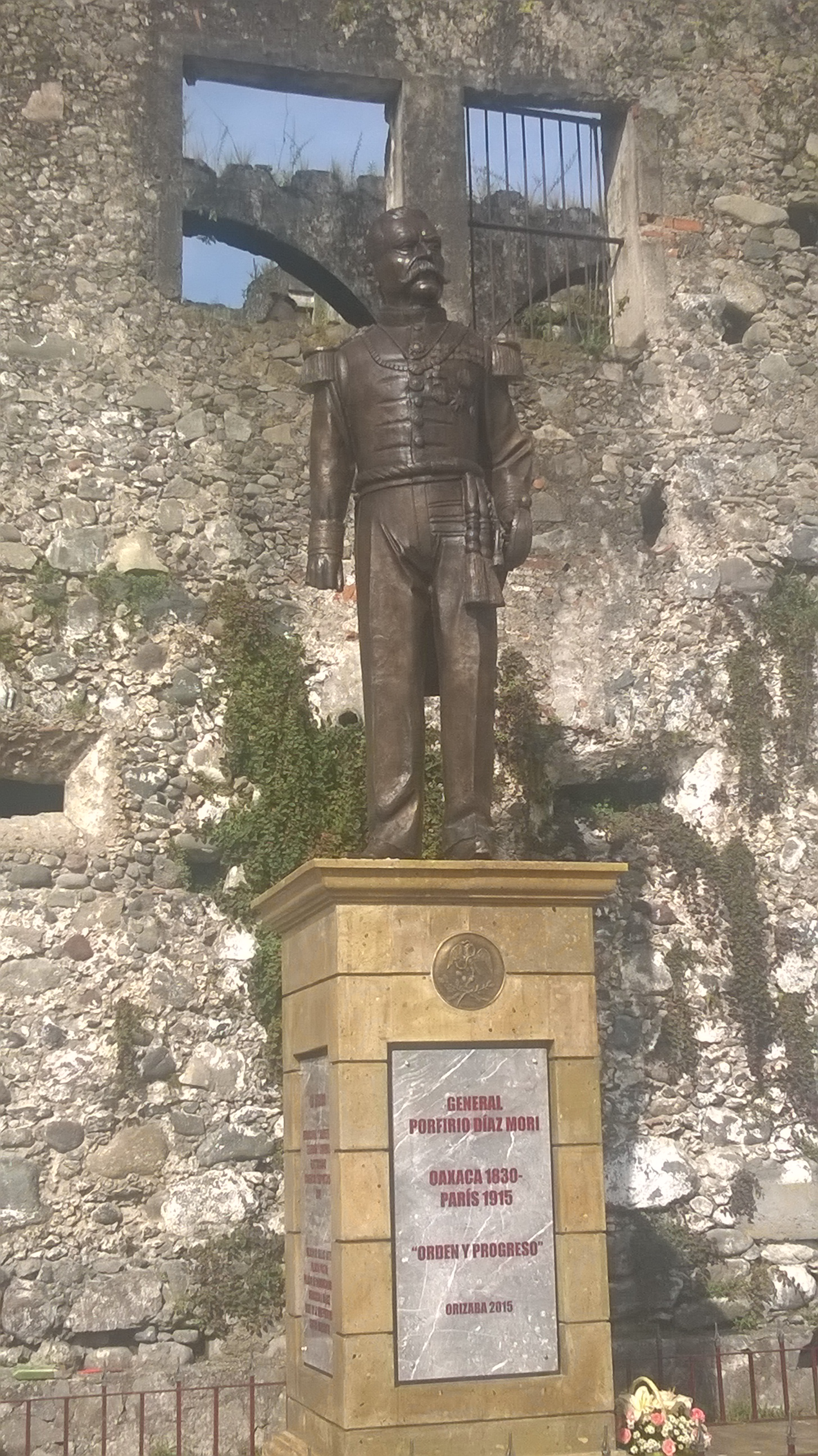
Controvertido monumento al General Porfirio Díaz inaugurado en 2015 en la Plaza Bicentenario

El 22 de mayo de 1910 la ciudad fue visitada por Francisco I. Madero durante su campaña presidencial para las elecciones de 1910 dando un histórico discurso desde el balcón de un conocido hotel en honor a los mártires de Río Blanco de 1907. En este año, las huelgas ya se habían convertido en algo frecuente y cada vez el clima se tornaba más hostil. Posteriormente, tras el comienzo del levantamiento armado a nivel nacional, tuvo lugar el alzamiento en la región de los generales Rafael Tapia, Gabriel Gavira, Camerino Z. Mendoza y Heriberto Jara, contra el dictador Porfirio Díaz.
En 1912, el 2 de julio, el administrador de la fábrica de Cocolapan sacó a empellones de ésta al obrero Ángel Pérez, vocal de la directiva obrera, pretextando que había descompuesto una máquina. Ante esto los trabajadores pidieron al administrador que reconsiderara su actitud, y ante la negativa de este, pidieron apoyo a la fábrica de Cerritos y el Yute, donde pararon labores. Los obreros de Cocolapan reunidos fuera de la misma acordaron no reanudar labores. Entonces aparecieron los soldados y comenzaron a disparar sus fusiles, muriendo 30 trabajadores.
Ocupación constitucionalista
En 1915, se registró la ocupación del Ejército Constitucionalista, utilizando algunos templos como cuarteles; entre las tropas venían también algunos artistas "revolucionarios" para documentar estos hechos entre los que se encontraban los pintores Gerardo Murillo el Dr. Atl y José Clemente Orozco.  Orizaba se convirtió así en sede de la Casa del Obrero Mundial, organizadora de los batallones Rojos en apoyo a los constitucionalistas, así como capital federal y estatal, siendo Presidente de la República el Gral. Venustiano Carranza y el gobernador del Estado el Gral. Cándido Aguilar. En el mismo hotel donde Madero dio un discurso años atrás a la población se realizaron conferencias entre el gobierno de Carranza y el gobierno revolucionario de la Convención de Aguascalientes pero Carranza no cedió el poder. Durante esta ocupación constitucionalista se registró un nuevo saqueo de la ciudad, especialmente de varios de los templos que perdieron nuevamente varios de sus ornamentos debido a que las tropas tenían una marcada tendencia ideológica anticlerical.

### Periodo posrevolucionario
Persecución religiosa

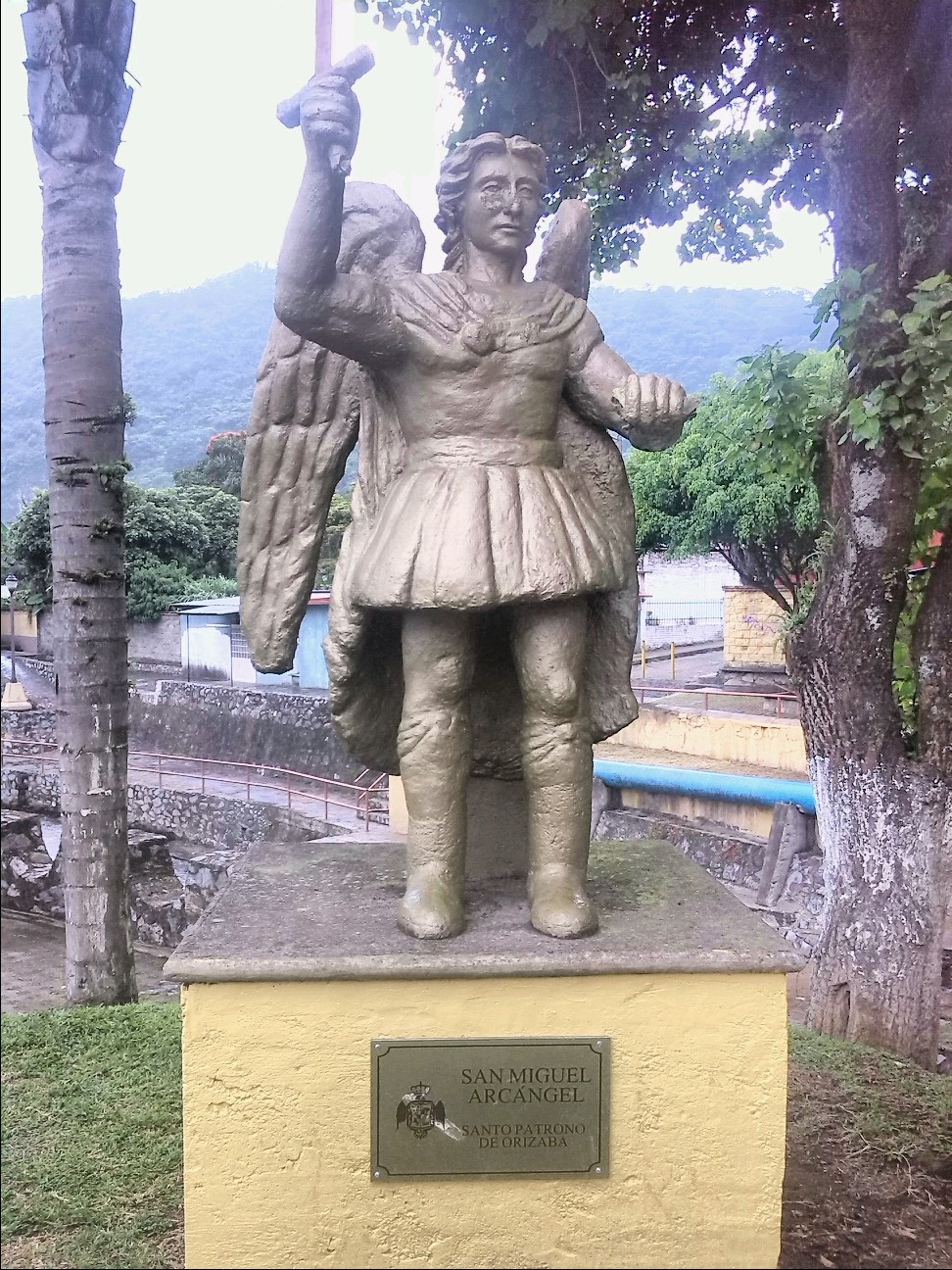
San Miguel Arcángel es el santo patrón y una de las imágenes más veneradas en la ciudad

Después de la revolución mexicana y la instauración de la Constitución Política de 1917, la población de la ciudad y en general de todo el estado de Veracruz sufrió un clima de tensión ocasionado por la aplicación de leyes anticlericales emitidas por el gobernador Adalberto Tejeda que limitaban la actividad y el número de sacerdotes en el estado. Ante un fallido atentado a Tejeda y el asesinato en Veracruz del padre Ángel Darío Acosta el 25 de julio de 1931 por militares a las órdenes de Tejeda, el Obispo Guízar y Valencia no tuvo más remedio que ordenar el cierre de los templos católicos en todo el estado de 1931 a 1937.  Al mismo tiempo, se celebraban cultos clandestinos en casas particulares durante el cierre de los templos y en Orizaba el 7 de febrero de 1937 se hallaba un grupo de católicos en misa secreta en una casa particular al sur de la ciudad cuando irrumpió la policía disparando contra los presentes. En el zafarrancho una joven de 19 años de nombre Leonor Sánchez López hija de un obrero de la región, cayó herida y falleció poco tiempo después negándole además la atención de un sacerdote. El funeral de Leonor se realizó en medio de la protesta popular y al día siguiente la población se lanzó a destruir las puertas de los templos para que ya no pudieran cerrarlas y realizaron guardias para vigilar por turnos las iglesias. Este asesinato en Orizaba y la posterior protesta sirvió para que el conflicto religioso finalizara poco tiempo después con la apertura definitiva de los templos y los acuerdos celebrados entre el obispo Rafael Guízar y Valencia y el nuevo gobernador Miguel Alemán Valdés que había estudiado su educación básica en Orizaba y que sería posteriormente presidente de la república. Actualmente la señorita Leonor Sánchez se encuentra en proceso de beatificación.
Inicios del Seguro Social en Orizaba

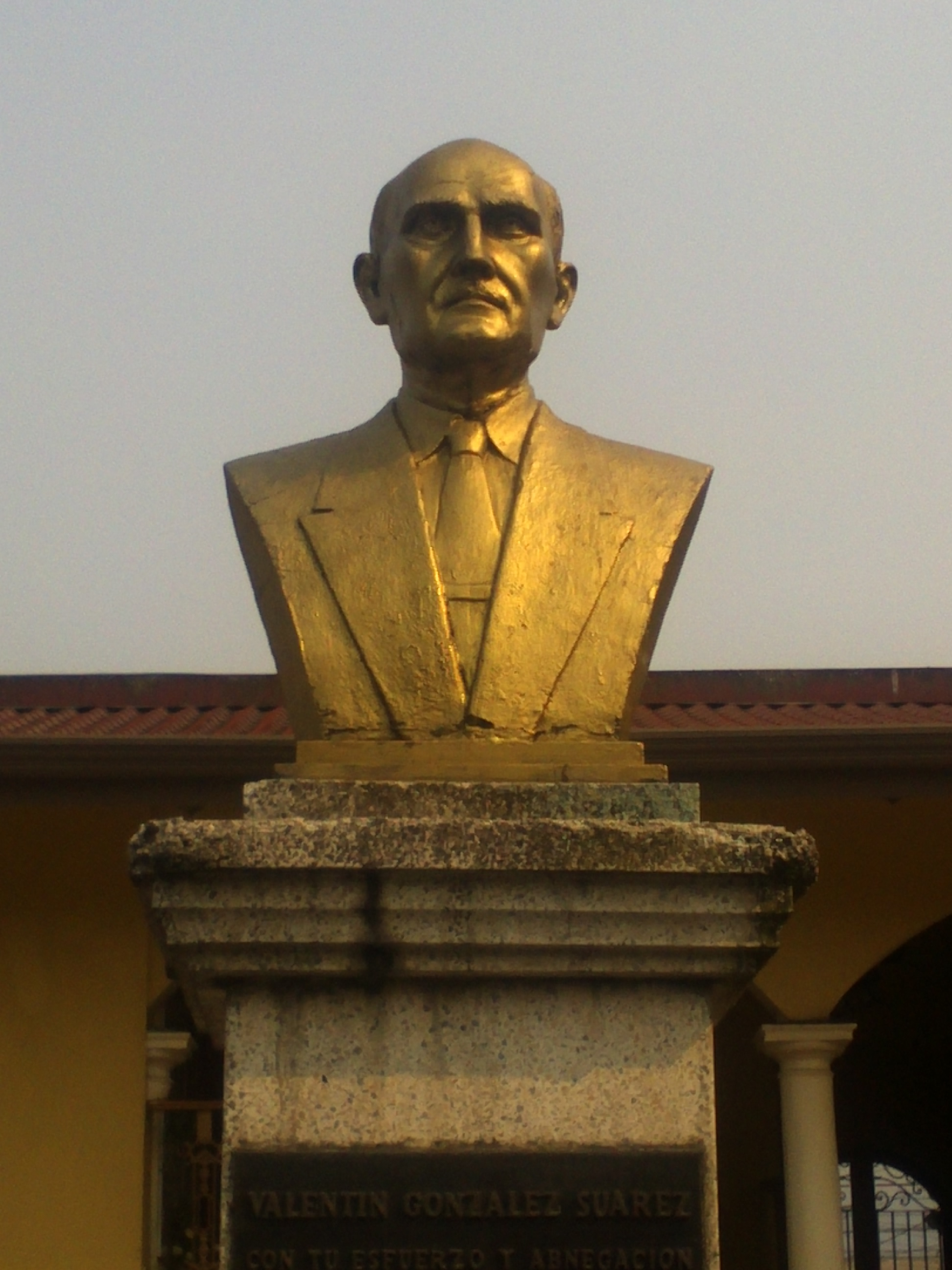
Valentín González Suárez fue un luchador social preocupado por las condiciones de los trabajadores siendo creador de la iniciativa que daría origen al IMSS

El desarrollo industrial de Orizaba y la región posterior a la revolución mexicana mejoró las condiciones de vida de los trabajadores como la jornada de trabajo y el derecho a la asociación y a la huelga, sin embargo, continuaban sin resolverse problemas ancestrales de los trabajadores en un momento en que la seguridad social no existía. El proceso de implementación de la Seguridad social en México tuvo su origen en un grupo de trabajadores en Orizaba dirigidos por el obrero español radicado en la ciudad Valentín González Suárez.
Hacia 1931 existían en Orizaba cerca de 6600 trabajadores los cuales eran atendidos por un pequeño servicio médico pagado por los empresarios, pero que solo atendía a los trabajadores bajo ciertas condiciones. Debido a ello, ante un problema familiar como enfermedades o defunciones y accidentes, los obreros se solidarizaban para ayudar a sus compañeros en desgracia, siendo muchas veces insuficiente la ayuda. Valentín González, trabajador de la fábrica de Río Blanco redactó en 1936 un ensayo titulado "Un estudio del seguro general del trabajo y previsión social" en donde propuso la creación del Instituto Mexicano del Seguro Social presentando este proyecto al Congreso de la Unión y siendo este el punto de partida para la creación del Instituto logrando su objetivo hacia 1947 siendo la región de Orizaba sede de los inicios del IMSS en México. El proyecto del Seguro social no fue sencillo, ya que tuvo que enfrentar la oposición de los empresarios, de los médicos organizados que obtenían jugosas ganancias a costa de los mermados ingresos del proletariado y de la Iglesia católica que tachó el proyecto como socialista desde sus púlpitos, pero al final, se logró el objetivo inicial de Valentín González de que los obreros contaran con Seguridad social hasta la fecha. El proyecto de González Suárez se reprodujo con éxito en otros países de Latinoamérica que cuentan con un sistema de seguridad social muy parecido al mexicano.

### Terremoto de 1973
El 28 de agosto de 1973 a las tres horas con cincuenta y dos minutos de la mañana un fuerte sismo de 7.3 grados en escala de Richter con epicentro en las Cumbres de Maltrata sacudió a la ciudad dejando muchos daños materiales, 1200 personas que perdieron la vida, un número indeterminado de heridos y algunos edificios derrumbados, la solidaridad de los orizabeños contribuyó a que las labores de rescate fueran más rápidas, por lo que muchas personas quienes quedaron entre los escombros fueran rescatadas vivas durante las primeras horas posteriores al sismo.  Esta tragedia es una de las peores que se recuerdan en la historia reciente de Orizaba afectando también a otros lugares como Ciudad Serdán en Puebla, Córdoba, Atzacan e Ixtaczoquitlán.  El terremoto dejó daños que tardaron varios años en repararse en monumentos históricos como el Palacio municipal (entonces Centro educativo obrero) y el Teatro Llave.

### Actualidad
Transición democrática
En medio del agitado clima político nacional de 1994, al celebrarse elecciones municipales en Orizaba el pueblo orizabeño decidió elegir por primera vez a un alcalde surgido de un partido de oposición siendo electo el Dr. Tomás Trueba Gracián para el periodo 1995-1997. El Partido Acción Nacional se mantuvo en el poder por un periodo más regresando el Revolucionario Institucional en el año 2000 con Martín Cabrera Zavaleta quien se caracterizó más por los escándalos del alcalde que por sus obras. Tras una complicada elección estatal en la que por primera vez se tuvieron elecciones para Gobernador de Veracruz y de alcalde, el PAN regresaría para su último gobierno hasta la fecha encabezado por el Dr. Emilio Estadelman, al concluir, comenzaría un periodo para Orizaba dominado por ciertos actores del sector empresarial quienes han impulsado la actividad turística y comercial en la ciudad a pesar de fuertes críticas de la población. En 2014 inicia su segundo periodo el alcalde Juan Manuel Diez Francos tras haber concluido el primero en 2010.
Homenaje a Porfirio Díaz
La ciudad de Orizaba se convirtió en la primera ciudad en el país en organizar un homenaje al controvertido presidente de la república Porfirio Díaz quien gobernó casi sin interrupción el país de 1876 a 1910 siendo la ciudad de Orizaba una de las más beneficiadas por el régimen del porfiriato al apoyar al establecimiento de escuelas, centros culturales y empresas como la fábrica textil de Río Blanco donde en 1907 el ejército federal aplastó una de las primeras huelgas en la historia del país. A pesar de las críticas generadas, el 1 de septiembre de 2015 fue inaugurada en el parque bicentenario una estatua del dictador.
Pueblo Mágico

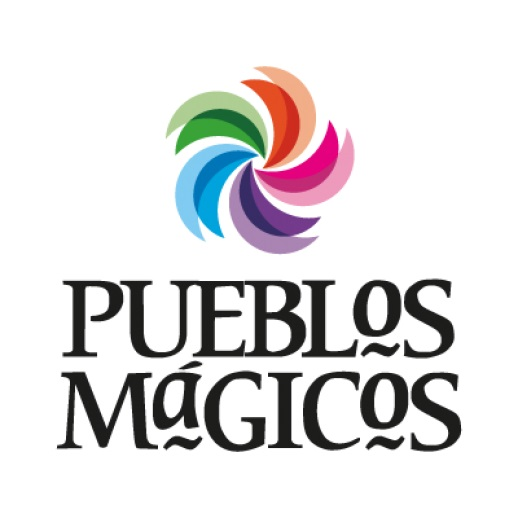
Insignia de pueblo mágico.

El 25 de septiembre del 2015, la secretaria de Turismo otorgó al alcalde de Orizaba Juan Manuel Diez Francos el nombramiento de Pueblo Mágico durante la Feria Nacional Pueblos Mágicos en la ciudad de Puebla. Orizaba fue reconocida gracias a sus atributos simbólicos como leyendas, historia, hechos trascendentes y manifestaciones socioculturales.

## Demografía

### Dinámica poblacional
El municipio de Orizaba cuenta con 120,995 habitantes, con lo que representa el 1.58% de la población total del Estado de Veracruz. Tiene una densidad de población de 4321.5 habitantes por km². Tiene una población de 55839 hombres y 65156 mujeres; con una relación de 85.7 hombres por cada 100 mujeres En 2011 se tenía un registro de 2,355 nacimientos anuales de acuerdo a datos del Inegi y 997 defunciones. 672 nuevos matrimonios y 268 divorcios

### Religión
La principal religión es la Iglesia católica. La ciudad es sede de la diócesis de Orizaba desde el año 2001, anteriormente la región perteneció a la arquidiócesis de Xalapa. La diócesis comprende 28 municipios de la Región. El tercer obispo de la diócesis es Mons. Francisco Eduardo Cervantes Merino nombrado el 2 de febrero de 2015 por el papa Francisco.
Conviven pacíficamente también otras denominaciones cristianas como la Iglesia Adventista del Séptimo Día, la Iglesia Evangélica, los Santos de los Últimos Días, los Testigos de Jehová, La Luz del mundo, entre otros. También existe una pequeña comunidad de la Asociación religiosa Hare Krisna

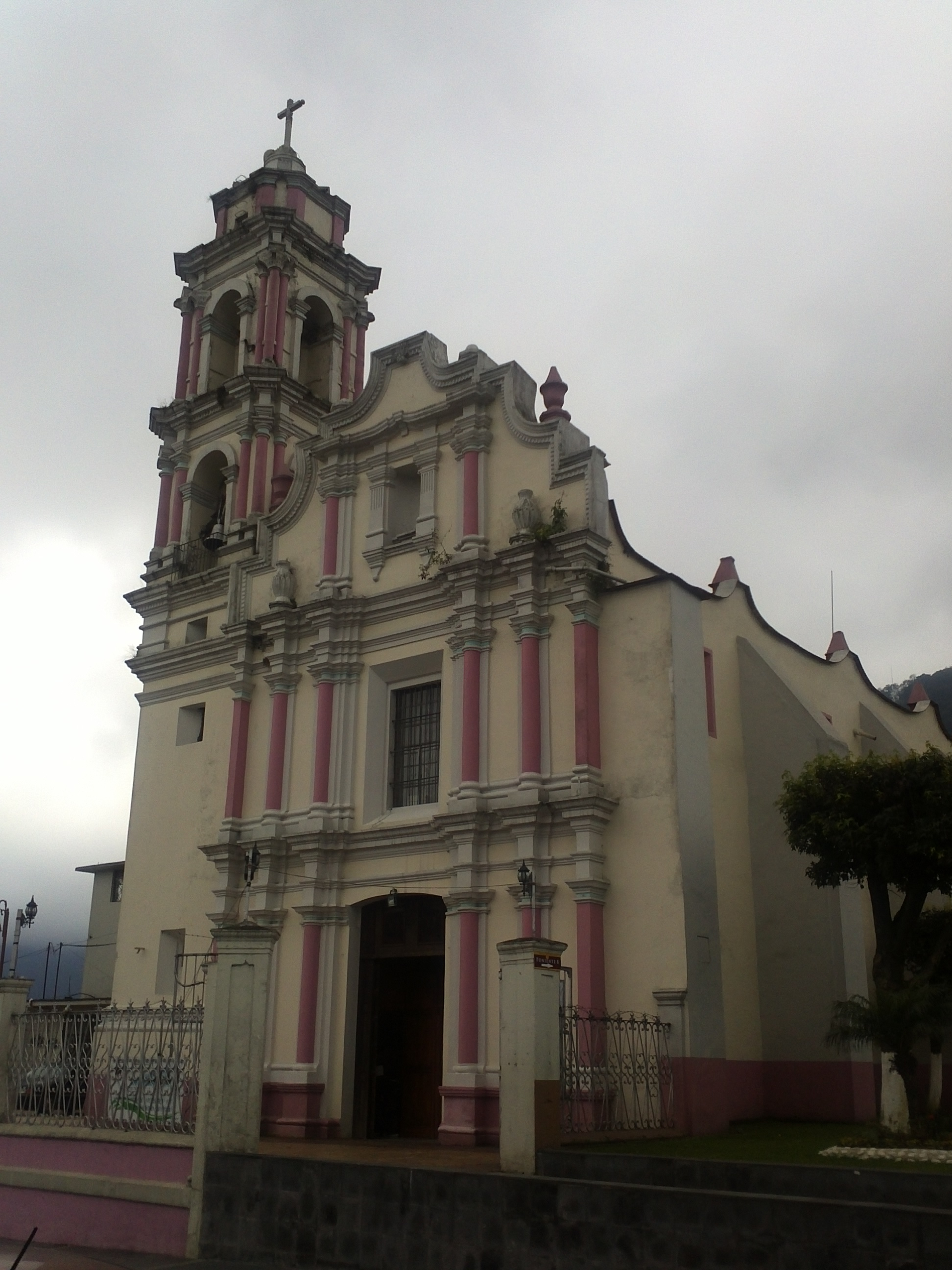
Rectoría de San Antonio de Padua
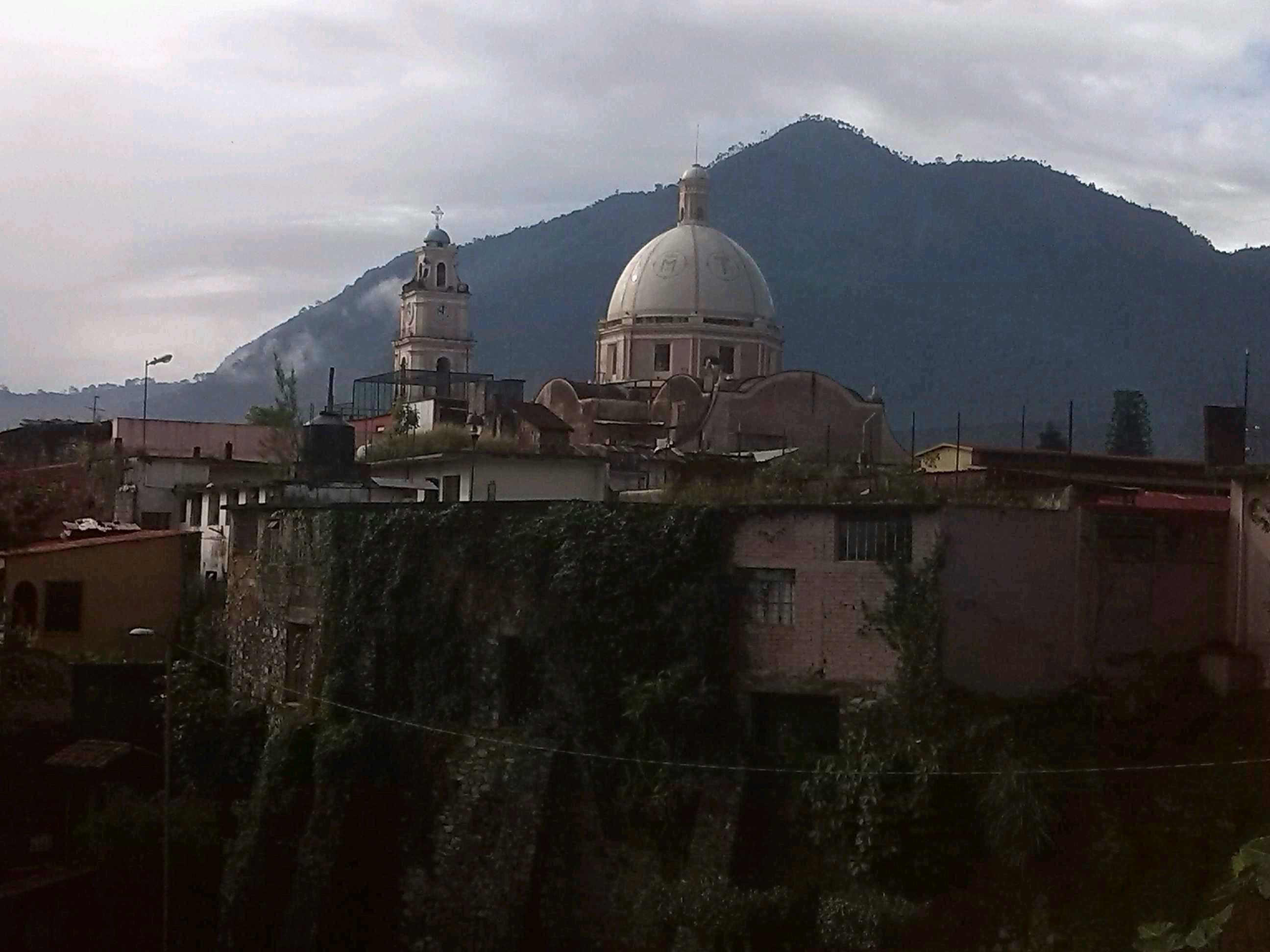
Parroquia de San José de Gracia
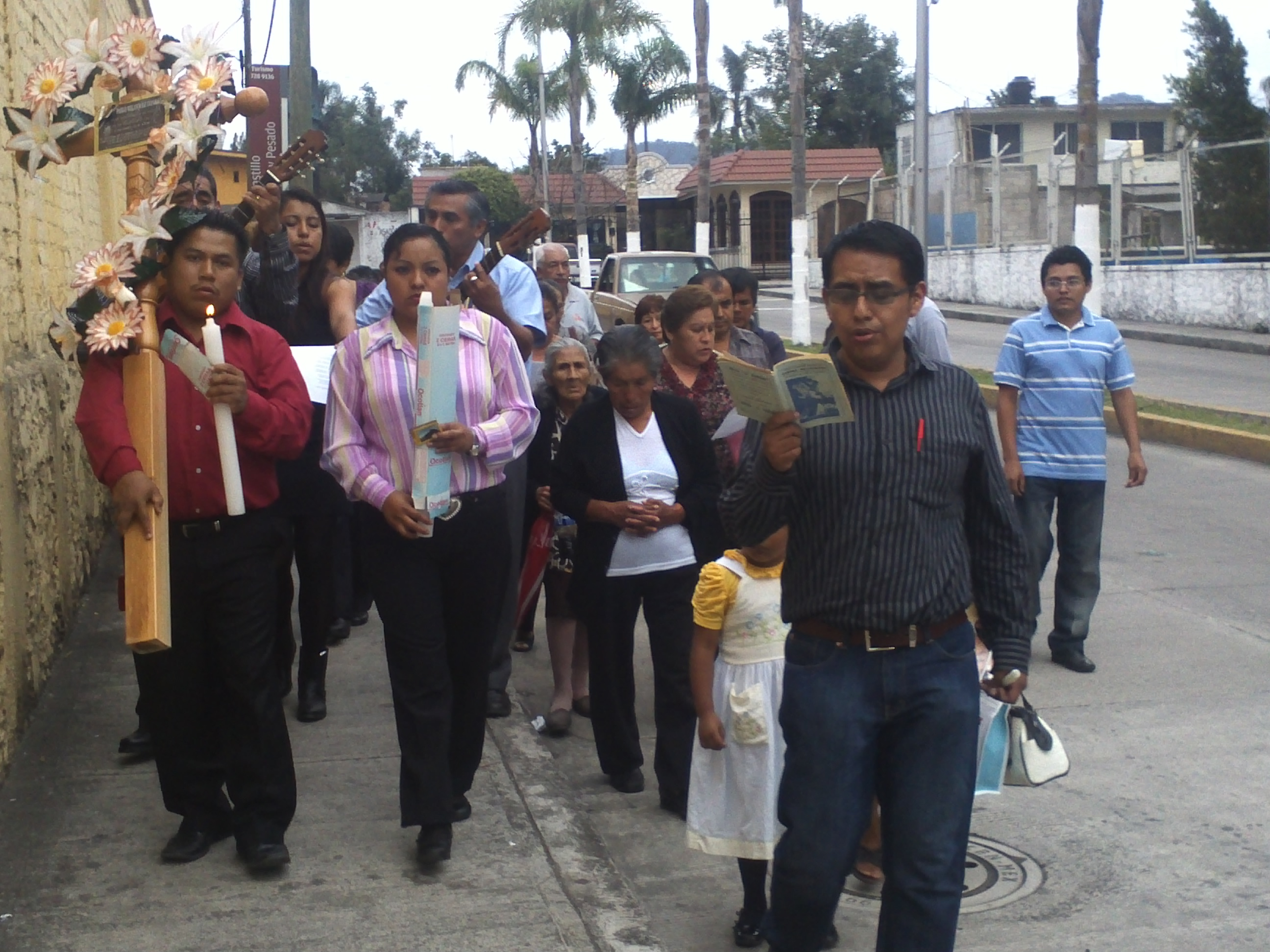
Tradición de la levantada de cruz de un difunto al término de su novenario
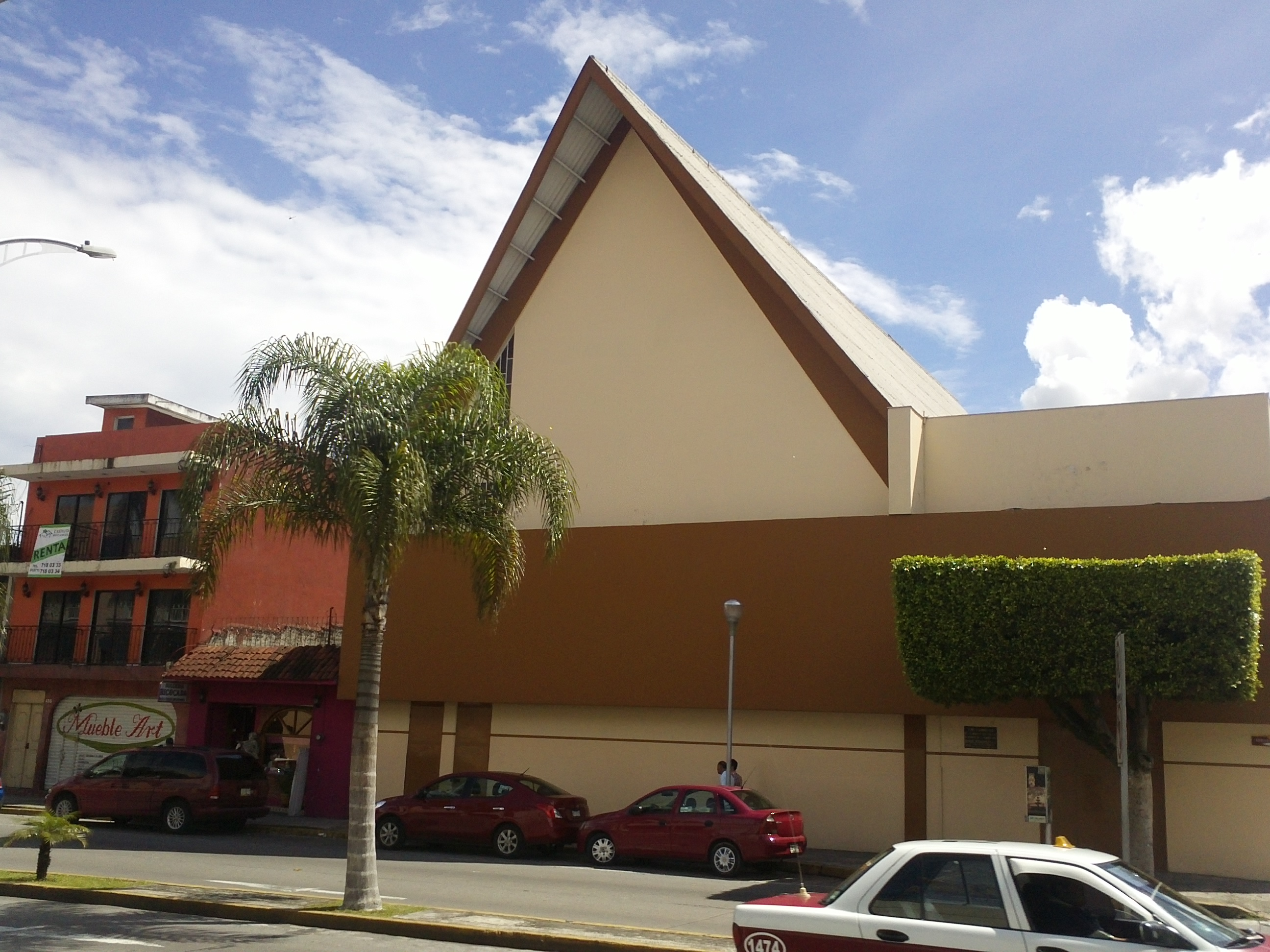
Iglesia evangélica
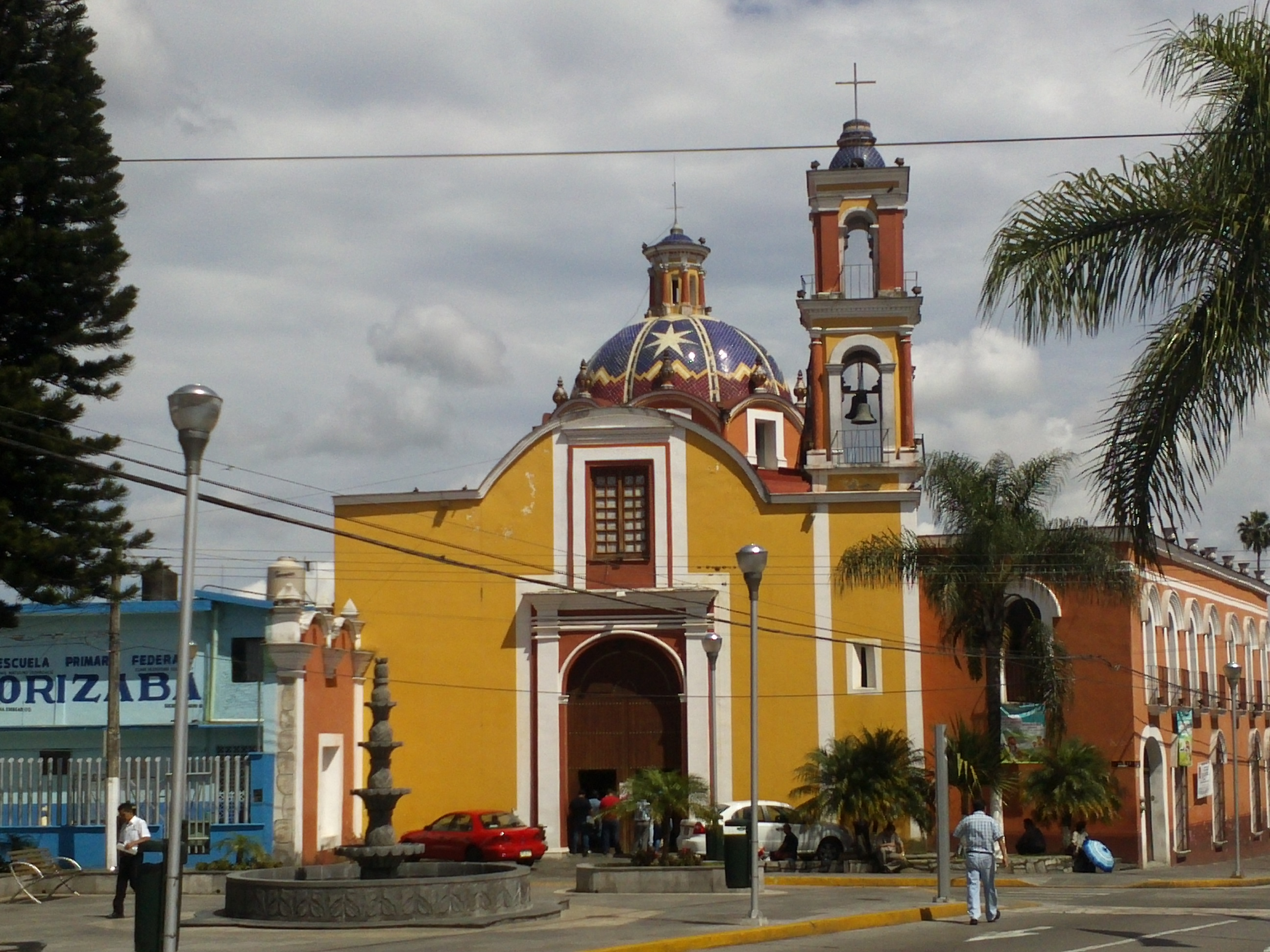
Iglesia de Los Dolores

## Política

### Gobierno municipal

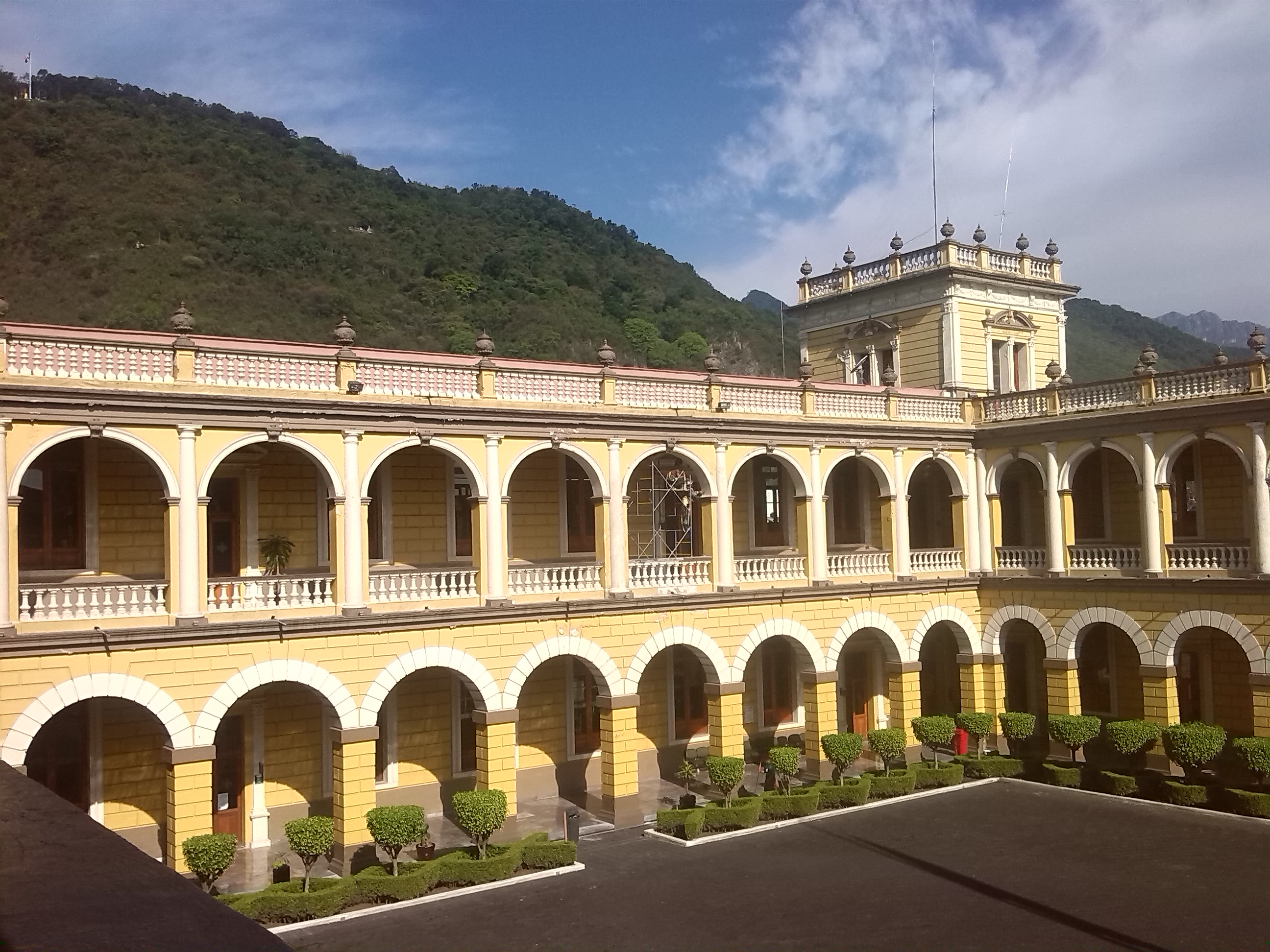
Palacio municipal

El gobierno del municipio está a cargo del H. Ayuntamiento, que es electo mediante voto universal, directo y secreto para un periodo de tres años que no son renovables para el periodo inmediato posterior pero sí en forma no continua, está integrado por el presidente municipal, un síndico único y el cabildo conformado por cinco regidores, cuatro electos por mayoría relativa y uno por el principio de representación proporcional. Todos entran a ejercer su cargo el día 1 de enero del año siguiente a su elección.

### Representación legislativa
Para la elección de Diputados locales al Congreso de Veracruz y de Diputados federales al Congreso de la Unión, el municipio de Orizaba se encuentra integrado en los siguientes distritos electorales:
Local
XX Distrito Electoral Local de Veracruz con cabecera en la ciudad de Orizaba.
Federal
XV Distrito Electoral Federal de Veracruz con cabecera en la ciudad de Orizaba.

## Economía

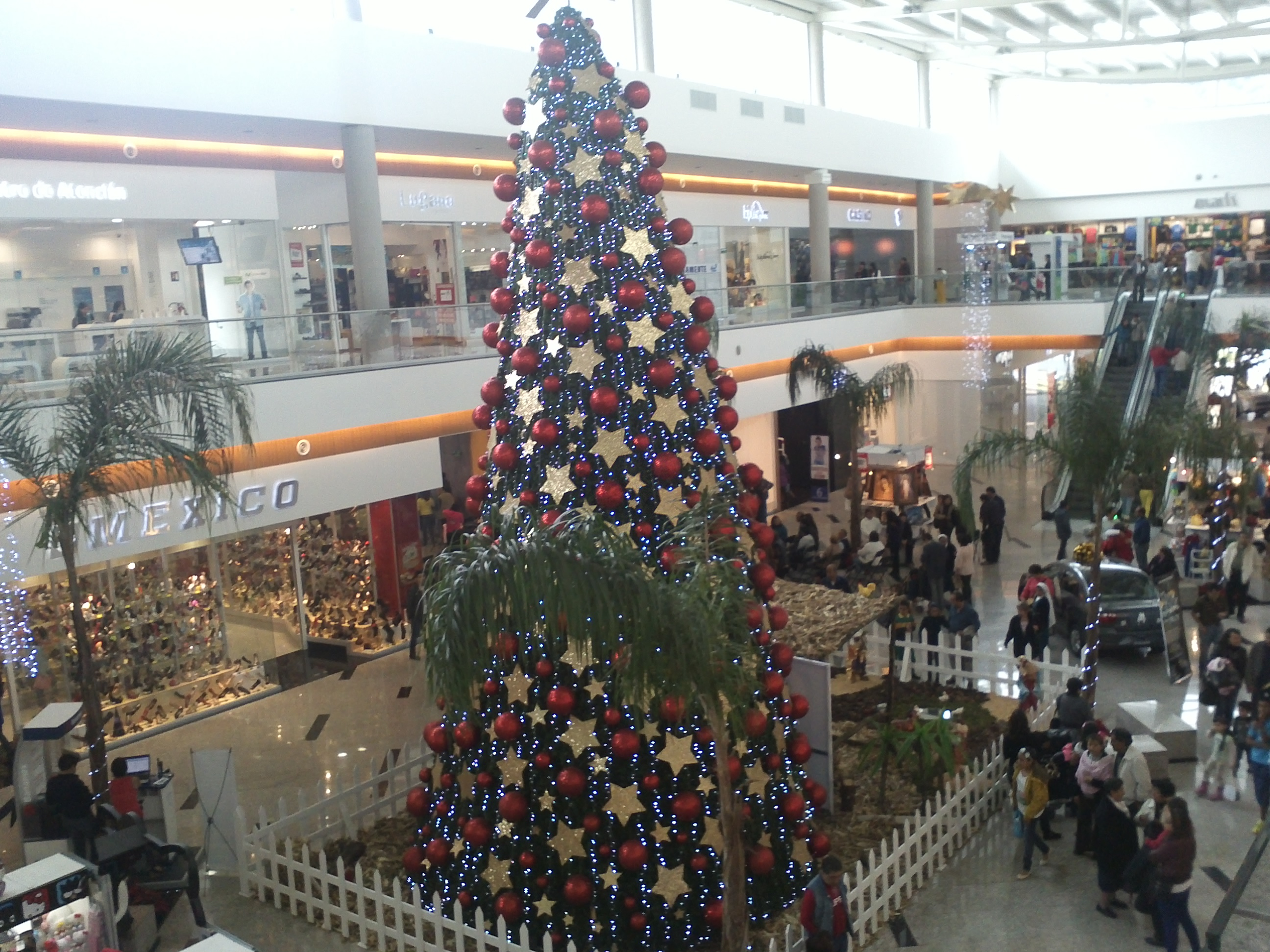
Plaza Valle

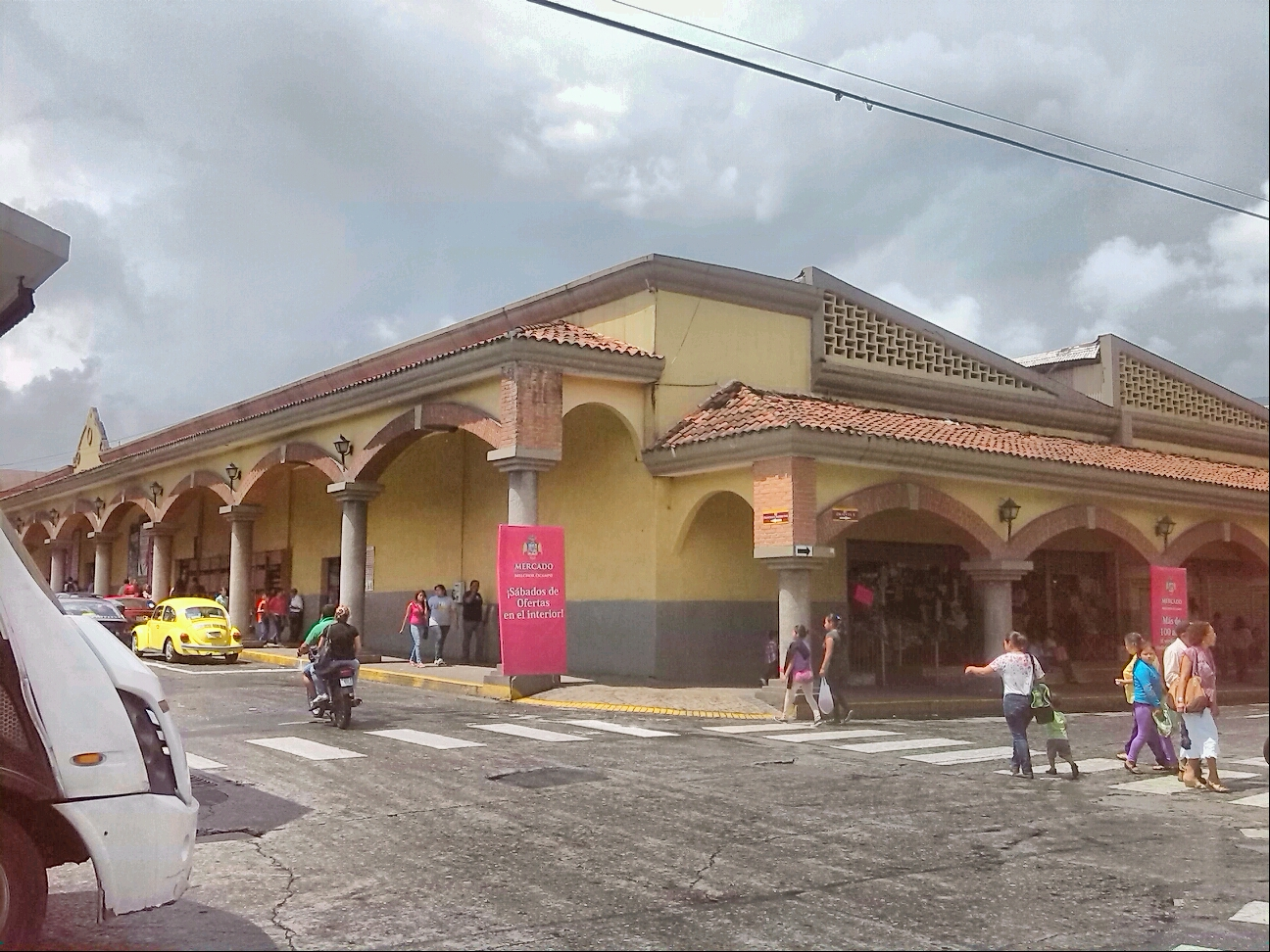
Mercado Melchor Ocampo

Al crecer el territorio del municipio de Orizaba se volvió completamente urbano sin dejar espacio para las actividades del sector primario de la economía ubicándose este en los municipios aledaños de la zona metropolitana. El sector secundario de la industria de transformación está ampliamente representado por la industria cervecera que llegó a Orizaba a finales del siglo XIX, de igual manera aún quedan algunos talleres de industria textil que fue la base del crecimiento de Orizaba en el siglo XIX, también persiste la industria papelera, alimentaria y farmacéutica principalmente.

### Comercio
La proliferación de centros comerciales ha hecho renacer en Orizaba su espíritu comercial con el que fue fundada, actualmente se encuentra con diferentes plazas comerciales y mercados de abasto, supermercados y tiendas de prestigio.
Los mercados que dan abasto a la ciudad son el mercado Melchor Ocampo y Emiliano Zapata en el centro de la ciudad así como el mercado Venustiano Carranza conocido como el "Mercado de flores".  Otro mercado importante es el mercado Cerritos al norte de la ciudad instalado dentro de la exfábrica textil del mismo nombre. Los mercados al igual que en varias ciudades del país se consideran sitios inseguros y focos de infección por la aglomeración de locatarios, instalaciones eléctricas y de gas.

### Turismo

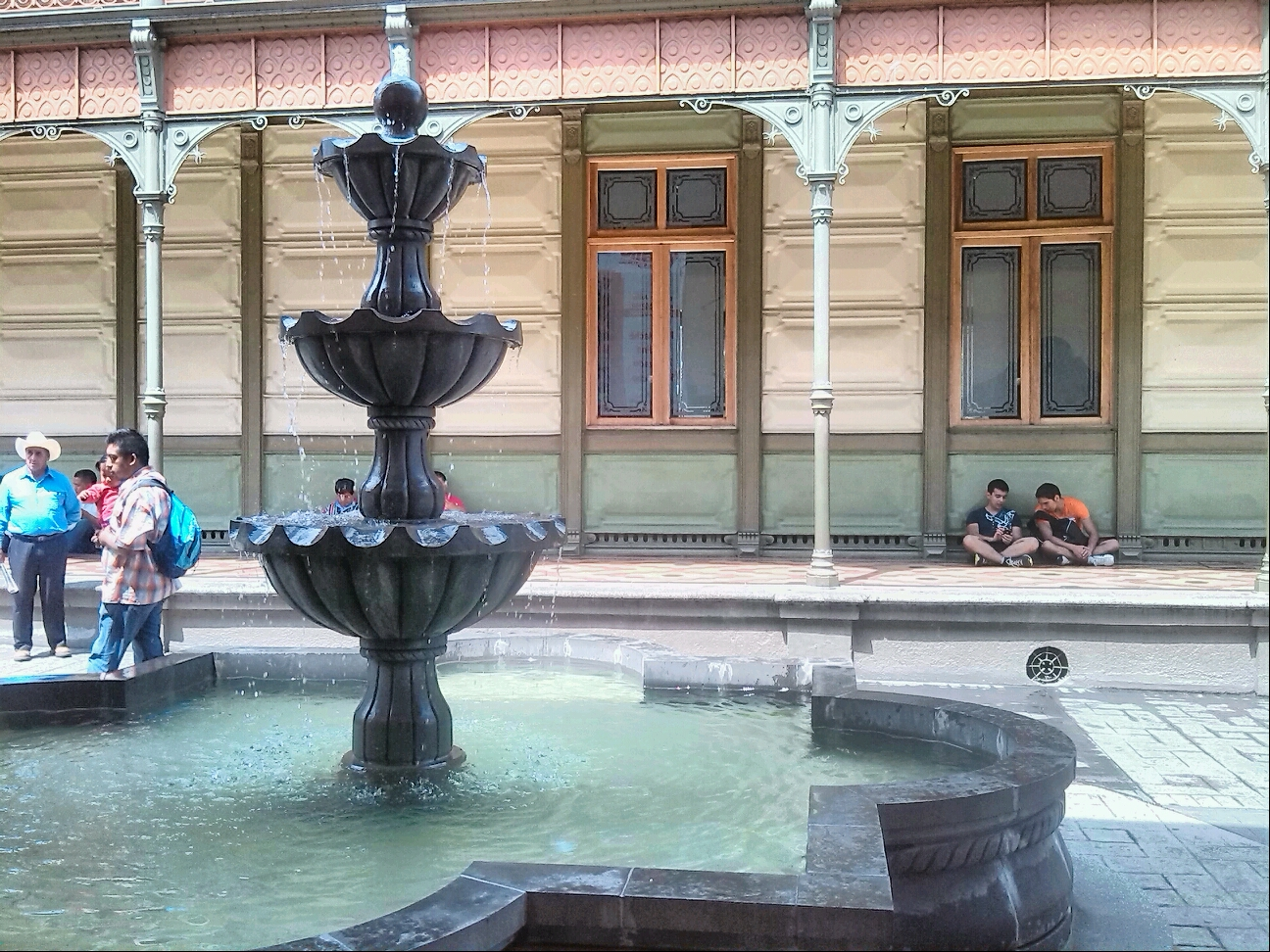
Fuente en el Palacio de hierro

La industria del turismo ha sido ampliamente apoyada y difundida tanto por las autoridades locales como por los empresarios de la región y otros venidos de diferentes lugares para invertir en la ciudad debido al patrimonio cultural con el que se cuenta así como basándose en la historia aunque esto no ha estado a salvo de polémicas ya que la vocación de la ciudad no es turística sino que fue primeramente de agricultura, después industrial y ahora se está enfocando más en el sector turístico y de servicios.
El municipio cuenta con infraestructura hotelera y de servicios para atender al turismo nacional y al cada vez más importante turismo internacional. Los factores que han apoyado al desarrollo del turismo en Orizaba han sido como antaño, un clima agradable y un lugar cómodo donde se puede disfrutar de un paseo rico en historia y en naturaleza en los municipios cercanos como Ixtaczoquitlán y Nogales entre otros.
Teleférico de Orizaba

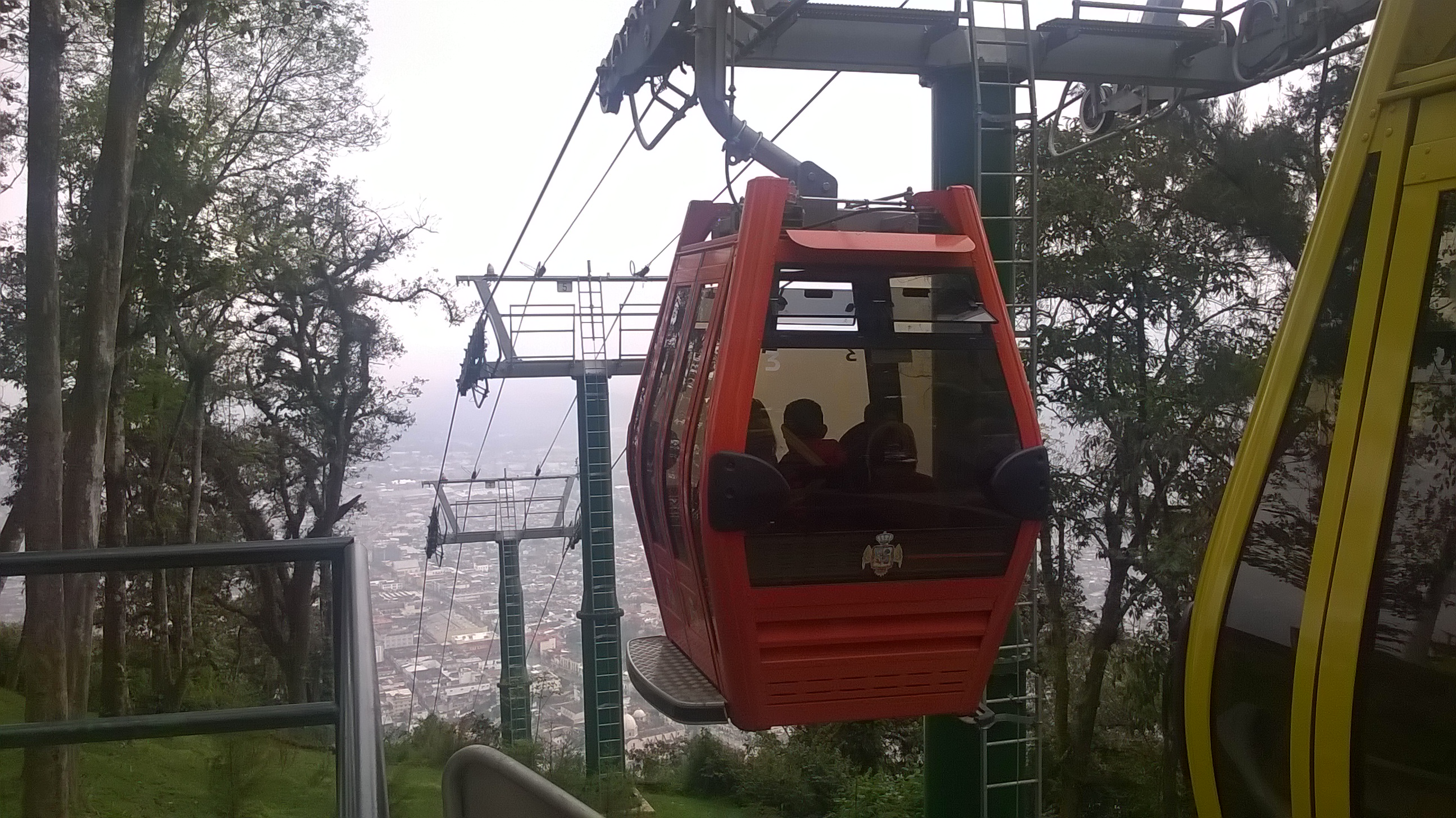
Teleférico

El domingo 26 de diciembre de 2013 fue inaugurado el teleférico de Orizaba con una inversión de 60 millones de pesos aproximadamente, este proyecto transporta personas desde el antiguo barrio de Pichucalco a un lado del Río Orizaba hasta la cima del Cerro del borrego en el centro de la ciudad. 
Cuenta con 917 metros de longitud y 320 metros de altura sobre el nivel de la ciudad, lo que lo convierte en el segundo más alto y el tercero más largo de todo el país. 
La inauguración y millonaria inversión no escapó del clima de protesta de diversas organizaciones que rechazan este proyecto que se prevé podría ser detonante del desarrollo turístico de la región. Las protestas se deben entre otros temas a la falta de atención en otras áreas prioritarias de la ciudad como servicios públicos, al impacto ecológico al causar desgajamiento del cerro del borrego y a la pérdida de imagen urbana con la introducción de los postes que sostienen al teleférico en puntos importantes de la ciudad como la Alameda entre otros.

## Transportes
Existen diferentes líneas de transporte dentro de la ciudad algunas de las cuales son intermunicipales es decir que pasan por dos o más municipios de la zona metropolitana, siendo por ejemplo una ruta la que a través de la antigua calle real (hoy oriente 6) es la avenida principal en los municipios de Ciudad Mendoza, Nogales, Río Blanco, Orizaba e Ixtaczoquitlán a través de los cuales hace su recorrido una sola línea intermunicipal.  Esta es una de las rutas que se ha cubierto desde el siglo XIX siendo inicialmente un vagón tirado por mulas siendo una de las primeras ciudades del estado en ofrecer un servicio de transporte público. En la actualidad, las rutas transportan a todos los puntos cardinales de la ciudad aunque también existe el reclamo por parte de la sociedad de ser el transporte bastante caro.

## Servicios públicos

### Educación

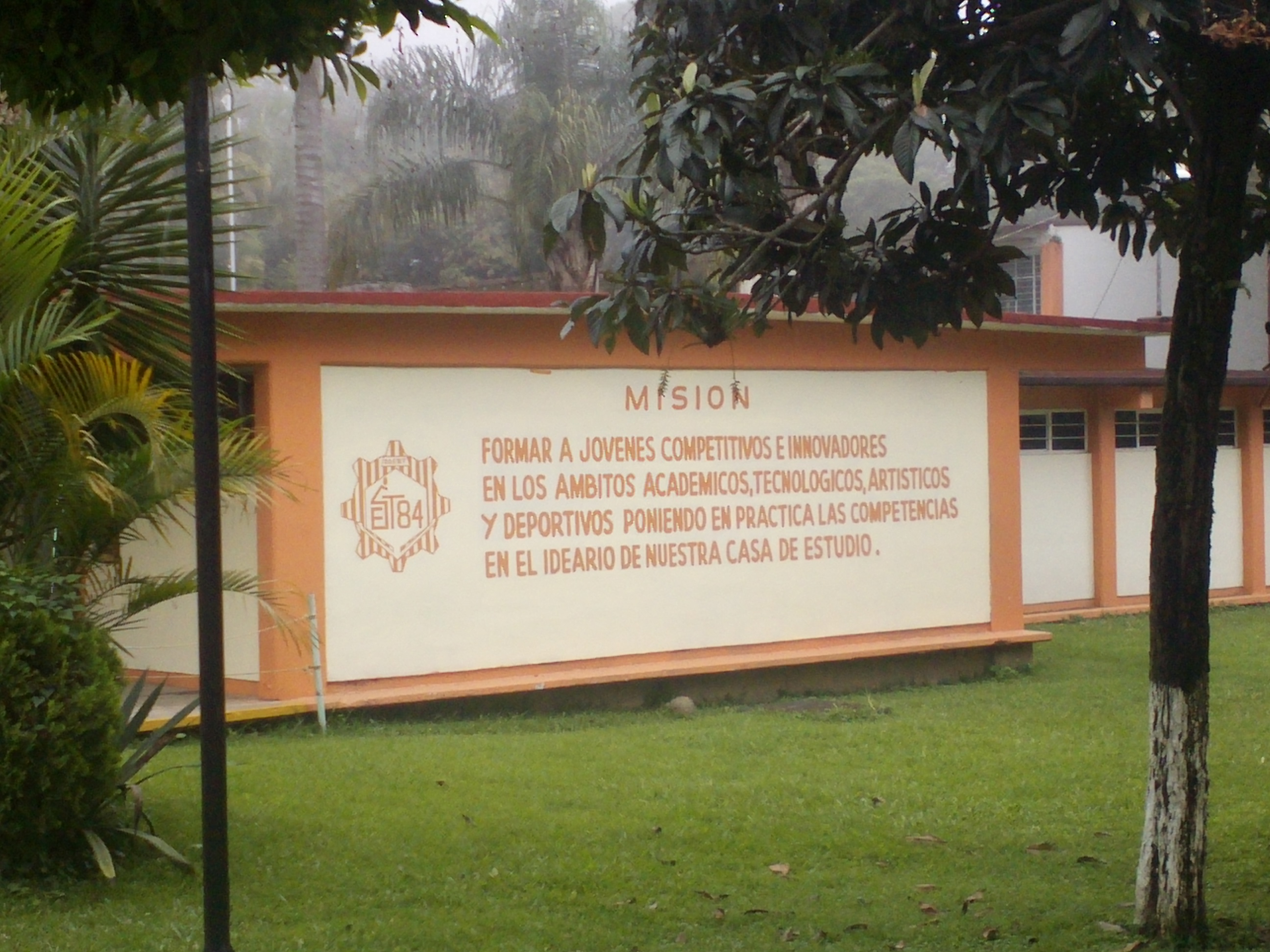
Secundaria Técnica n.º 84

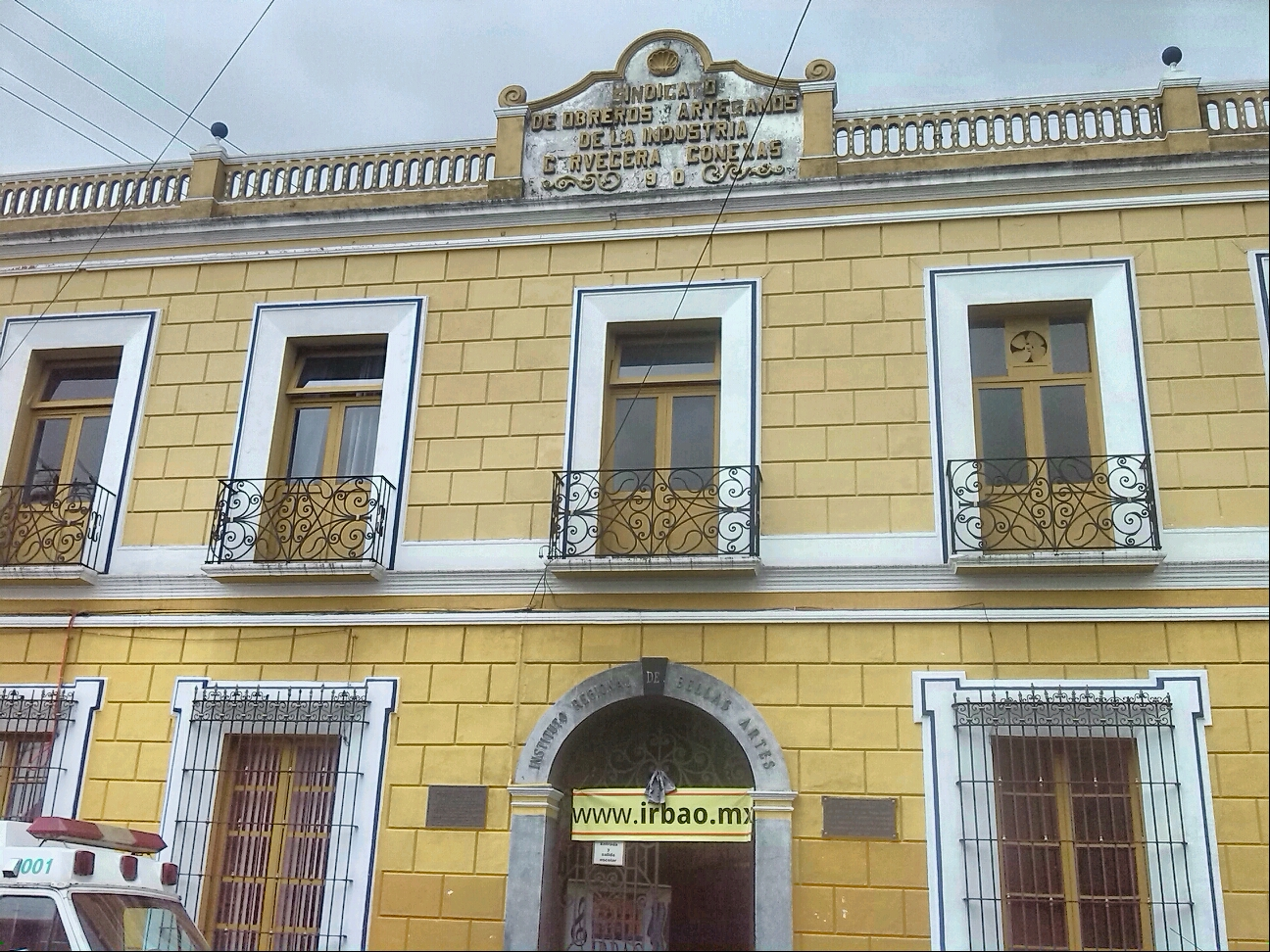
Centro Cultural IRBAO

Orizaba cuenta con instituciones educativas de todos los niveles y ámbitos de escuelas de gobierno y particulares.  Cuenta con instituciones educativas de trascendencia histórica como por ejemplo el Colegio Preparatorio de Orizaba que fue la primera institución de su tipo en el estado de Veracruz fundada en 1825,  la facultad de ciencias químicas de la Universidad Veracruzana o el Instituto tecnológico que han formado parte de la historia contemporánea de la ciudad.
Educación preescolar y básica
Existen 215 escuelas en los niveles básico y media superior de acuerdo al último censo del Inegi de 2010, algunas de las más antiguas son la escuela Federal Tipo que estuvo ubicada inicialmente en el edificio donde hoy en día es el Palacio Municipal.
Educación media superior y superior
Destacan sobre todas las facultades de la Universidad Veracruzana establecidas en Orizaba, como son la Facultad de Enfermería que fue absorbida por la institución después de haber sido una escuela independiente,  también fue establecida la Facultad de Ciencias Químicas en 1956 que imparte diferentes profesiones que únicamente se dan en este campus. Y desde 1957 fue fundado el Instituto Tecnológico de Orizaba el cual pertenece a la red Nacional de Institutos tecnológicos, dicha institución imparte educación técnica en carreras de Ingeniería.

### Agua potable y drenaje
La ciudad cuenta en su mayor parte con el servicio de agua potable y drenaje.  Aunque existen colonias a las que no se les ha satisfecho totalmente sus necesidades del vital líquido y el problema se hace mayor en los municipios de la zona metropolitana en donde se le demanda a Orizaba el bloqueo de agua dada la demanda de la ciudad.

### Infraestructura eléctrica y de alumbrado
De igual forma Orizaba tiene servicio eléctrico en todo el municipio y se cuenta con alumbrado público en gran parte de la ciudad.

### Salud
A principios del siglo XX llegó a radicar en Orizaba el asturiano Valentín González Suárez para laborar en la industria textil y en la industria panificadora. Escribió un documento titulado "Un estudio de seguro general de trabajo de previsión social". Dicho documento se considera uno de los principales antecedentes de lo que sería el Instituto Mexicano del Seguro Social. Debido a este hecho histórico social, a la ubicación estratégica de la ciudad y a las empresas que para ese entonces se hallaban ubicadas en la región; en 1947 el Instituto Mexicano del Seguro Social recientemente fundado, seleccionó a Orizaba como sede para fundar un hospital de servicios múltiples médicos en el estado de Veracruz. Inicialmente la atención se estuvo dando en el antiguo Hospital Ignacio de la Llave, (hoy en día el MAEV) hasta que en 1959 se inauguró su propio hospital en la ubicación actual, el cual contó inicialmente con 280 camas y dejó de prestar servicios en 1973 después del terremoto en que fue cerrado por dos años para reparar los daños causados por el movimiento telúrico. En 1975 reinició la prestación de servicios bajo el nombre de Hospital "Ignacio García Téllez" en honor al fundador del IMSS. En este lugar se atiende a los derechohabientes no solo de los municipios de la región sino también de varios lugares del estado, siendo los casos de hospitalización para dar a luz, las enfermedades crónico-degenerativas y los accidentes, la causa más frecuente de hospitalización en este nosocomio.  Este edificio cuenta con una planta baja, un sótano y seis pisos contando con las ramas básicas de la medicina como son ginecobstetricia, pediatría, cirugía general y medicina interna, cuenta además con especialistas en traumatología y ortopedia, oftalmología, urología, gastroenterología, proctología, dermatología y cardiología. Actualmente como sucede a nivel nacional, se hace énfasis en la medicina preventiva, en las inmunizaciones y en la detección temprana de padecimientos. En 1994, este hospital recibió un reconocimiento internacional de la UNICEF al ser acreditado como Hospital amigo del niño y la madre, en el año 2000 y 2003 sería certificado como Hospital de primer nivel.

### Cementerio

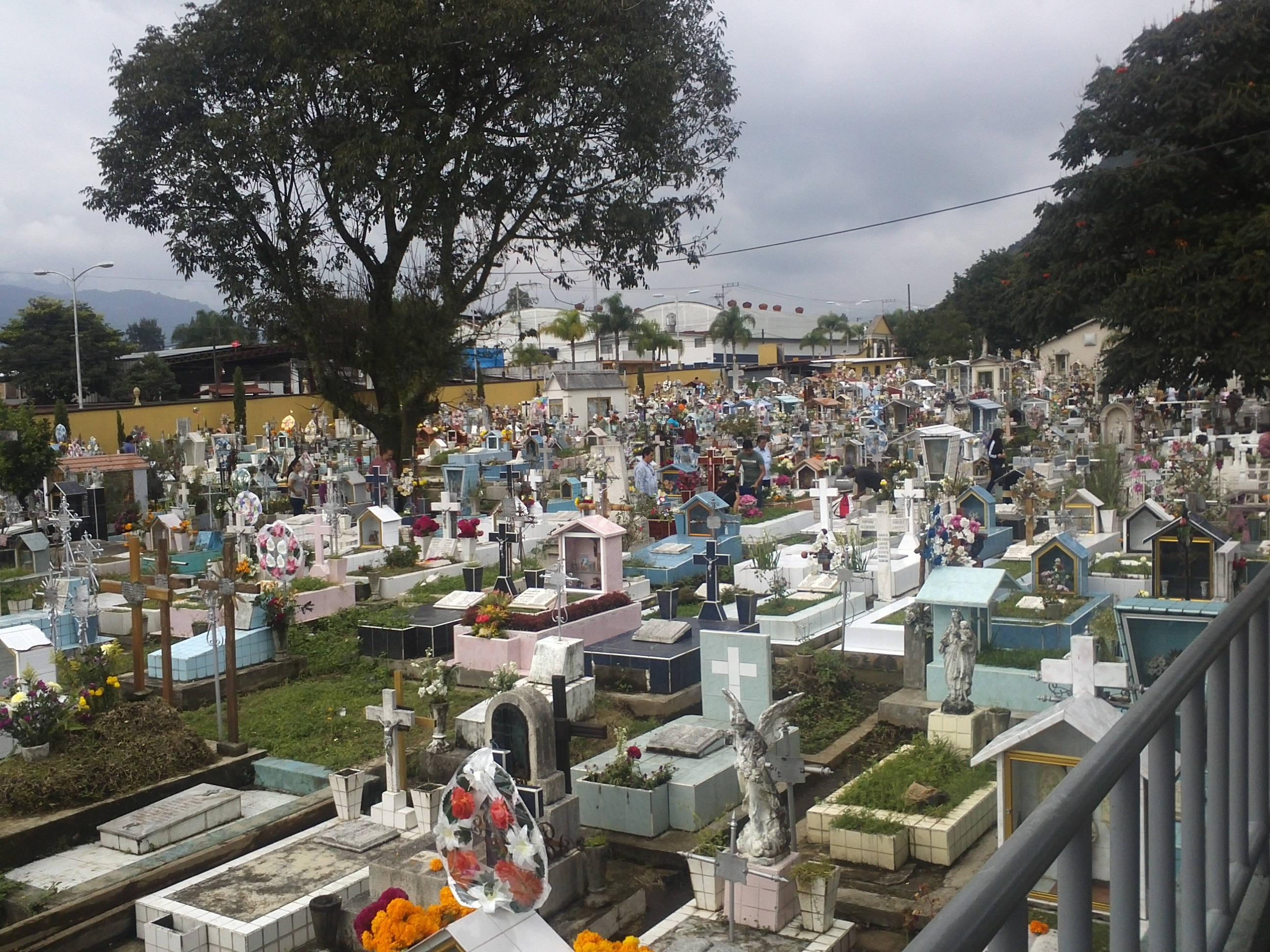
Panteón de Orizaba

Antiguamente como sucedió en varias ciudades mexicanas, los entierros se hacían dentro de las iglesias en lugares destinados para ello. Tras las Leyes de Reforma, el primer cementerio civil de la ciudad se fundó en terrenos de lo que ahora es la Cervecería Moctezuma hacia 1861. Posteriormente a finales del siglo XIX y principios del XX se funda el actual cementerio "Juan de la Luz Enríquez" en memoria del gobernador que trasladó definitivamente la capital del estado de Orizaba a Xalapa. El panteón De la Luz Enríquez ha sufrido diferentes modificaciones a lo largo de los años pero aun así continúa dando servicio a la población de la ciudad. En su interior se destaca "La Piedra del gigante" que es el primer documento histórico de la ciudad y la escultura de la "Niña del Ángel" una de las más visitadas.

## Medios de comunicación
Radio
En los primeros meses de 1932 se instaló la XEFD, que fue la primera radiodifusora que llegó a la ciudad de Orizaba, patrocinada por el Gobierno del Estado y que estableció sus estudios y cabinas en los altos del Teatro Ignacio de la Llave y su planta de transmisión en el fuerte militar que estuvo ubicado en el terreno donde hoy se ubica la Parroquia de San Juan Bautista de Cerritos. De esta forma, en este año, los orizabeños escucharon por primera vez programas de radio producidos por el gobierno y la música de los artistas que estaban de moda en ese entonces a nivel nacional y artistas locales que transmitían en vivo desde los estudios. En 1936 llegó la segunda emisora de la ciudad la XEPP, la primera también privada y que se puso el claro objetivo de ser "La voz de Orizaba" transmitiendo con objetividad los acontecimientos locales y nacionales a diferencia de la XEFD que era de gobierno, la radiodifusora XEPP que fue conocida como "la doble P" permanece en nuestros días, fue adquirida por la empresa ACIR y cambió su giro a ser una estación de corte popular conocida como "La Comadre", a mediados de mayo de 2015 Grupo Radio Digital, adquiere las frecuencias XHPP y XEPP, teniendo el mismo formato musical. Y finalmente, el 23 de agosto de 1941 transmitió por primera vez la estación XETQ, "La Q orizabeña" del grupo de radiodifusoras organizadas del golfo con sede también en el edificio ubicado a un costado del teatro Llave. Esta estación continúa transmitiendo hasta nuestros días cambiando a partir de 2011 su nombre y programación, así como llevada a frecuencia modulada con el nombre de "La Romántica".
Las estaciones que se transmiten actualmente en la ciudad son las siguientes:
Amplitud modulada
| Frecuencia | Estación | Nombre     | Grupo radiofónico / Dependencia |
| ---------- | -------- | ---------- | ------------------------------- |
| 1190       | XEPP     | La Comadre | Grupo Radio Digital             |

Frecuencia modulada
| Frecuencia | Estación | Nombre                 | Grupo radiofónico / Dependencia |
| ---------- | -------- | ---------------------- | ------------------------------- |
| 97.3       | XHOV     | La Ke Buena            | ROGSA/Radiopolis                |
| 99.3       | XHORA    | Oristereo              | Oristereo C.V.                  |
| 100.3      | XHPP     | La Comadre             | Grupo Radio Digital             |
| 101.3      | XHTQ-FM  | Romántica + 850 AM     | Grupo Radiorama                 |
| 105.5      | XHOBA    | RTV Veracruz Radio Más | Radio Televisión de Veracruz    |

Televisión
Existe un canal de televisión por cable que ofrece programación de carácter local, dicho canal se conoce como el canal 88 y que está al aire para el público de una empresa de televisión de paga desde el año 2011 con gestiones del ayuntamiento municipal.
Medios impresos
El primer periódico de la ciudad apareció en 1839, sin embargo, se consideran como antecedentes importantes las cartas de relación de Hernán Cortés en donde menciona por primera vez a Orizaba tras una sublevación indígena así como el documento histórico más antiguo de la ciudad que es la Piedra del gigante ubicado en el Panteón donde se intenta comunicar en piedra un suceso ocurrido posiblemente.
Tradicionalmente han sido dos periódicos los que han circulado de manera regular en la ciudad haciéndose competencia entre ellos, dichos periódicos son "El Mundo de Orizaba" del grupo Editorial Arroníz y "El Sol de Orizaba" perteneciente al grupo editorial de Mario Vázquez Raña.
Actualmente ya no circulan en Orizaba estos dos diarios impresos. El Mundo de Orizaba se edita de manera digital, existe en circulación otro diario llamado El Buen tono de manera impresa.

## Patrimonio

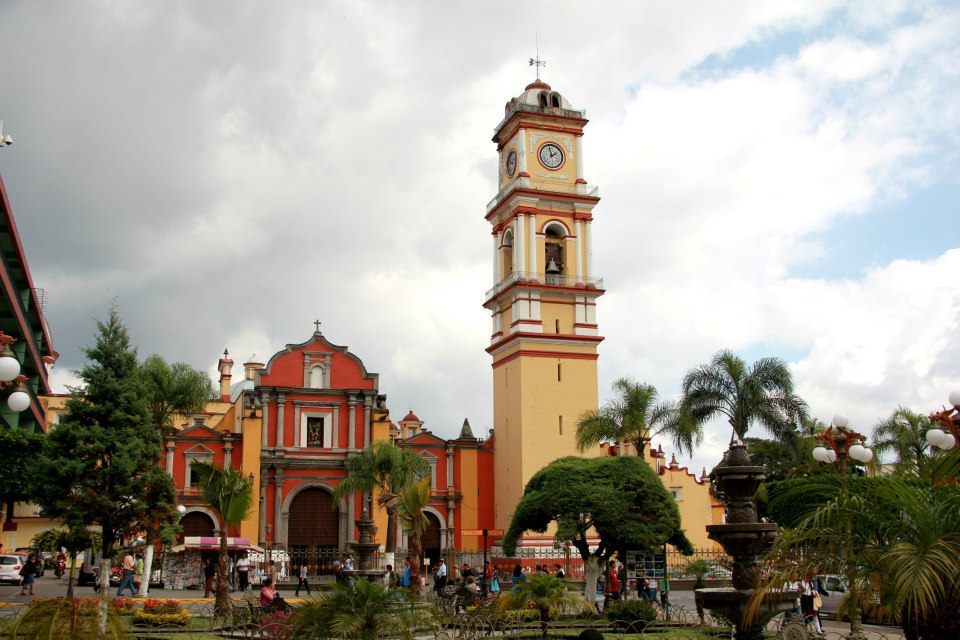
Catedral de San Miguel Arcángel.

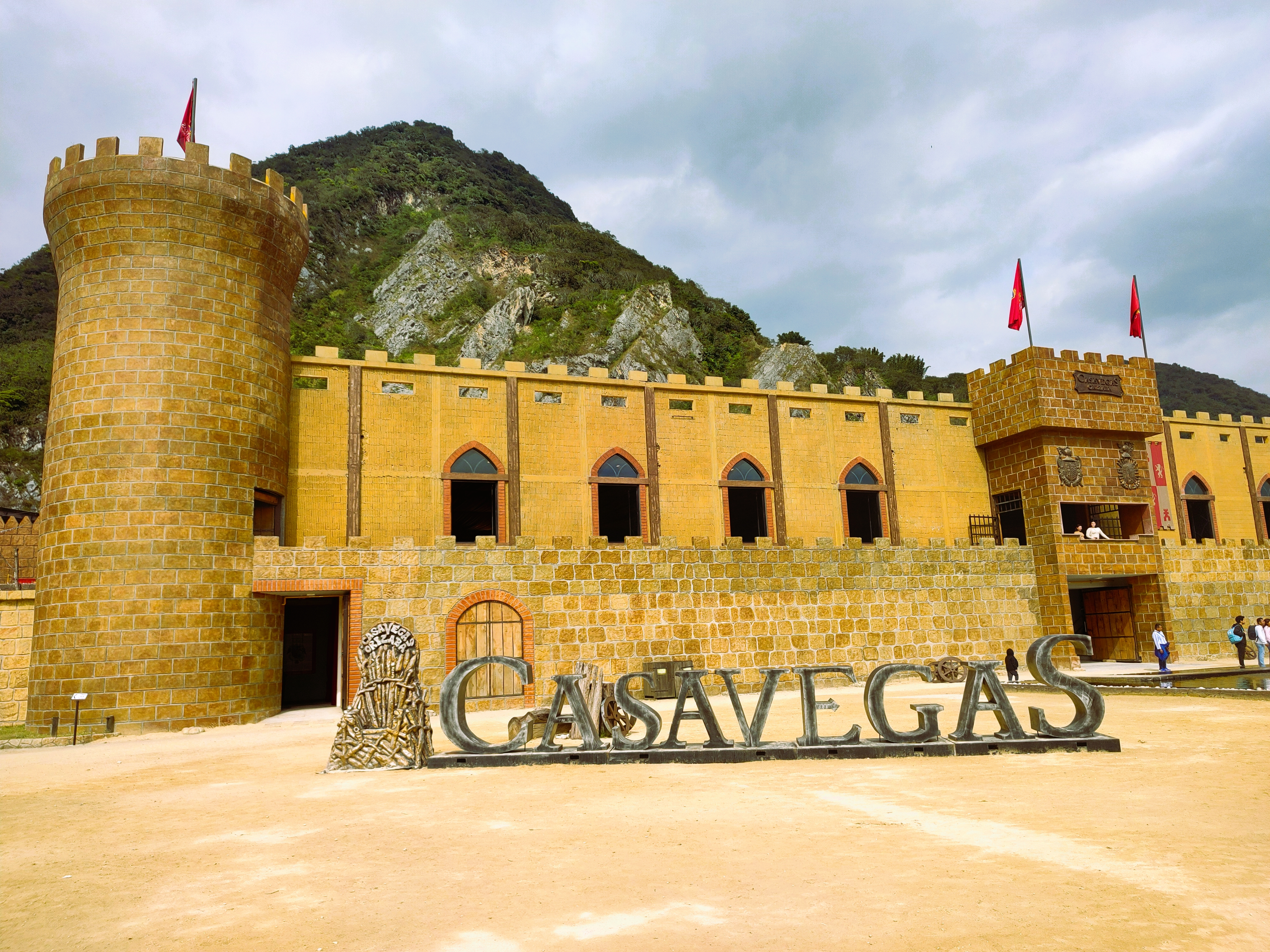
Casavegas.

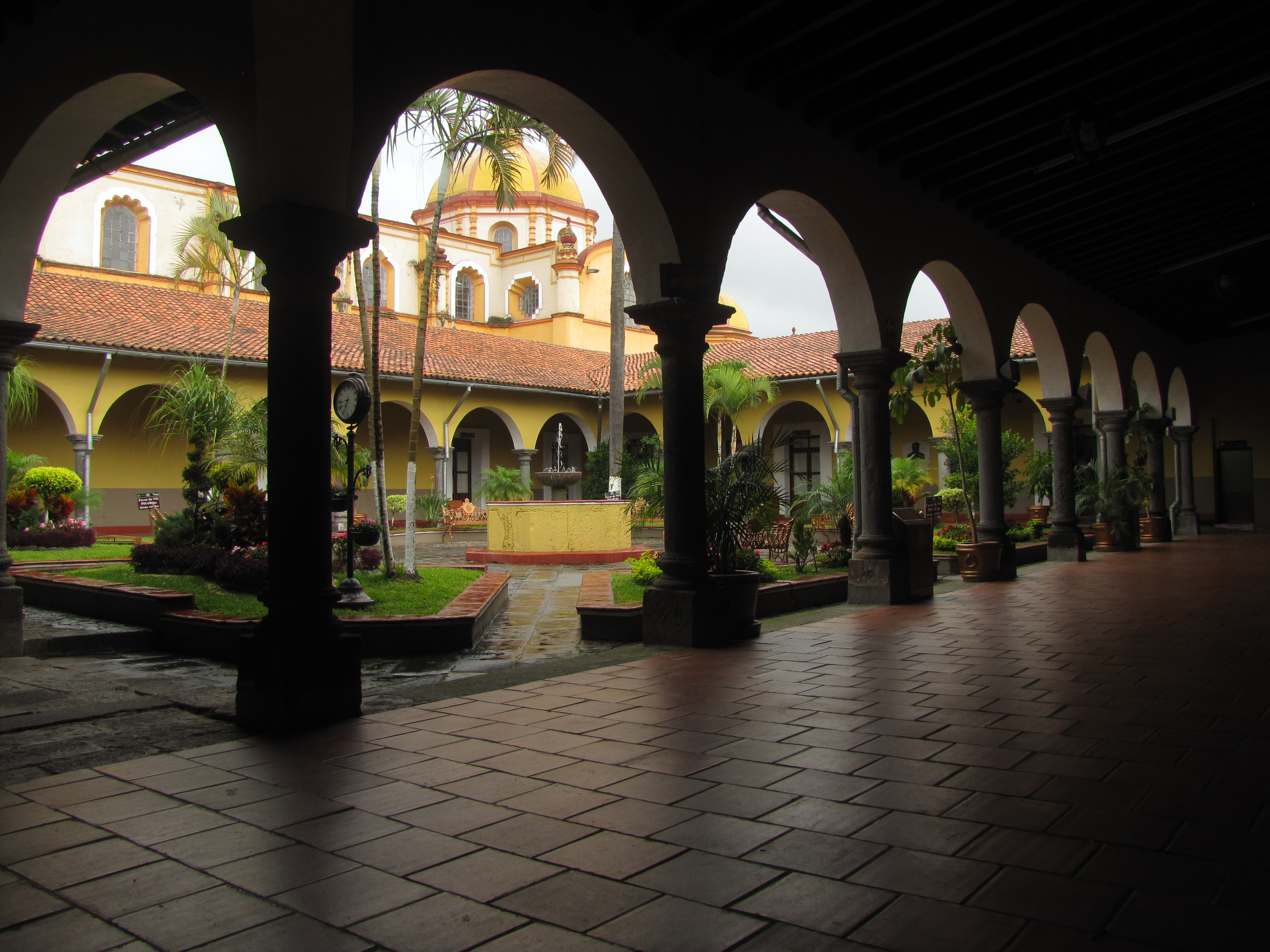
Exconvento del Carmen anexo a la iglesia del mismo nombre, hoy en día es el Archivo histórico municipal de Orizaba.

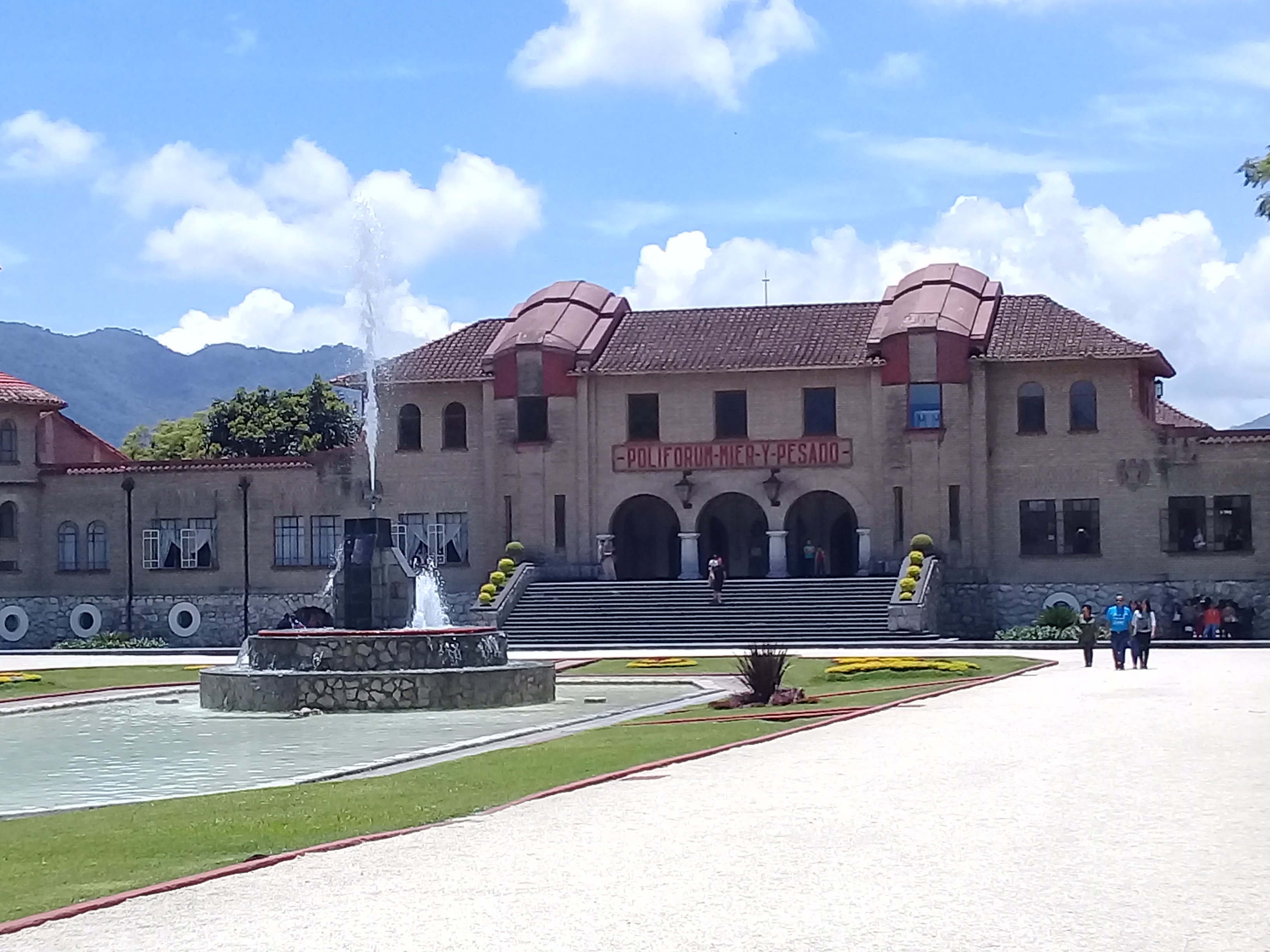
Poliforum Mier y Pesado.

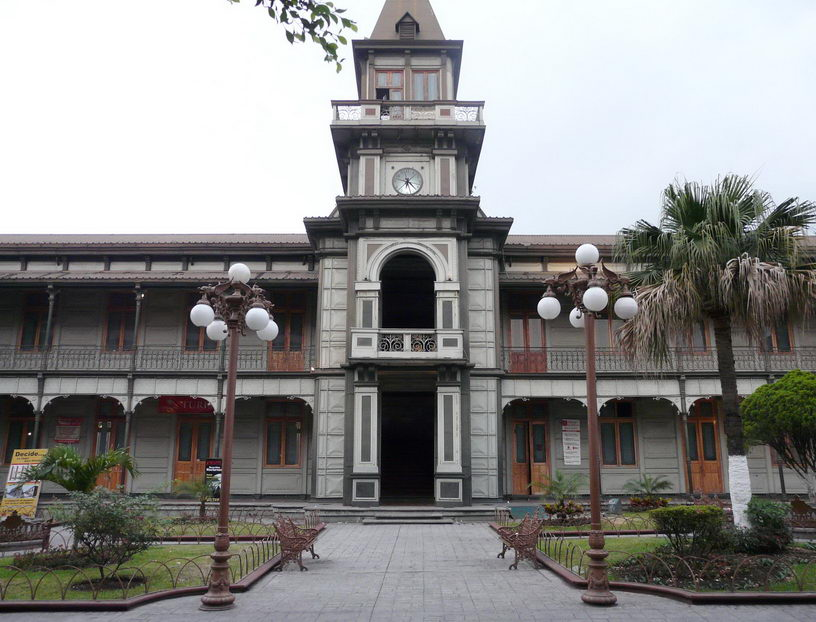
Palacio de hierro.

La ciudad de Orizaba cuenta con una importante riqueza arquitectónica que se puede observar en los diferentes edificios que fueron en gran parte durante el siglo XVIII, la mayoría de ellos son de carácter religioso, aunque también existen edificios de importancia con funciones civiles. Las iglesias de la ciudad conservan diferentes estilos arquitectónicos como el barroco, el neoclásico, el churrigueresco y el romántico.

### Civiles
- Palacio de Hierro Es un edificio único en su tipo en Latinoamérica al ser el único palacio metálico diseñado por Gustavo Eiffel y el único monumento metálico tipo Art Nouveau, el mismo autor de la Torre Eiffel de París. Fue construido en Bélgica y traído en tres embarcaciones: el París, el Havre y el Vala, desde el Puerto de Amberes, Bélgica hasta el Puerto de Veracruz. Posteriormente fue transportado en tren hasta llegar a la Estación La Redonda, que solía estar en la ciudad de Orizaba. Su ensamblaje duró 2 años.

Fue un gran proyecto de la generación de orizabeños de finales del siglo XIX, fue inaugurado finalmente el 16 de septiembre de 1894 y funcionó como Palacio Municipal hasta 1991 a partir del cual se convirtió en un importante recinto cultural de la ciudad.
Actualmente alberga en su interior una cafetería, las oficinas de la Coordinación de Turismo y 6 museos: Museo de la Cuna de Fútbol, Museo de la Cerveza, Museo Raíces de Orizaba, Mesoamérica, Planetario Rodolfo Neri Vela y el Museo Interactivo de Orizaba.
- Casa Consistorial. Edificio virreinal del siglo XVIII que funcionó como Palacio Municipal. Fue construido en 1765 y albergó los poderes del Gobierno del Estado de Veracruz durante siete años cuando Orizaba fue capital.[122][123][124]
- Palacio Municipal. Edificio de tipo neoclásico francés construido en 1905 para albergar al Colegio Preparatorio de Orizaba que era un importante recinto educativo en ese entonces. En 1920 se convierte en una escuela técnica industrial y comercial. En 1926 José Clemente Orozco plasmó un mural en su interior de tipo posrevolucionario. Durante su etapa educativa se le conoció como el Centro Educativo obrero o CEO. A partir de 1991 se convierte en el nuevo y actual Palacio Municipal de Orizaba.[125][126]
- Colegio Preparatorio de Orizaba. Escuela preparatoria más antigua del estado de Veracruz.[127]
- Poliforum Mier y Pesado. Aunque se encuentra alejado del centro histórico, este edificio de estilo arquitectónico inglés ubicado en Oriente 6 y Sur 33 es de tipo castillo fortaleza de estructura sólida que antiguamente albergaba un asilo de ancianos y actualmente es un centro cultural y turístico.
- Gran Teatro Ignacio de la Llave. Es una construcción del siglo XIX similar a los Palacios florentinos ubicada en pleno centro frente al Parque Castillo, fue ordenada su construcción por el patriota orizabeño Ignacio de la Llave quien fungía en 1855 como Gobernador de Veracruz siendo inaugurado hasta 1875 y dejándole su nombre al teatro después de su asesinato. Por su escenario pasaron grandes artistas de ópera y de música clásica así como importantes actos cívicos y culturales de la ciudad. En 1973 fue destruido por el terremoto del 28 de agosto de ese año, siendo restaurado recién 20 años después. Actualmente es el sitio donde se da el tradicional grito de Independencia.[128]

### Religiosos
- Catedral San Miguel Arcángel. Majestuoso templo de finales del siglo XVII y comienzos del XVIII, establecido inicialmente por religiosos franciscanos y saqueado en varias ocasiones por los movimientos políticos, en el año 2001 fue convertida en Catedral de la diócesis de Orizaba.[129]
- Exconvento de Ntra. Sra. del Carmen. Antiguo convento carmelitano de finales del siglo XVIII, el convento fue clausurado por las leyes de reforma de 1857 y posteriormente ocupado como cuartel militar por los franceses durante su intervención militar. Actualmente es una rectoría de la ciudad.[126]
- Exconvento de San José de Gracia. Obra de los franciscanos construido a finales del siglo XVIII, funcionó como convento de 1797 a 1860 en que cerró por las Leyes de Reforma, hoy en día, la Parroquia da servicio a comunidades del noroeste de la ciudad a cargo de los frailes franciscanos.[130][126]
- Iglesia del Calvario. La iglesia original se levantó alrededor de 1569 y fue la primera iglesia de la ciudad ubicada en el primer cuadro del centro histórico, fue fundada por los frailes franciscanos establecidos en Chocaman. El obispo de Puebla Juan de Palafox regaló la imagen del Cristo en 1642 que hasta el día de hoy se venera en esta iglesia.[131]
- Iglesia y Ex-Hospital de San Juan de Dios. Una de las iglesias más antiguas del barrio español que existió originalmente en este lugar a cargo de la orden de los juaninos. Fue parte del camino real que durante la Colonia llevaba del Puerto de Veracruz a la Ciudad de México, por ello era un lugar de descanso y alivio de las enfermedades del clima caluroso. Se cree que en su interior podrían encontrarse los restos de la Monja Alférez.[126]
- Iglesia de Ntra. Sra. de los Dolores. Fue un hospital de mujeres que funcionó de 1720 a 1868 en que empezó a ser iglesia. De estilo neoclásico.
- Iglesia de San Juan Bautista. Templo construido entre 1945 y 1962 de arquitectura moderna con limosnas de la población obrera orizabeña del siglo XX en el barrio de cerritos a un lado de lo que fue la Fábrica textil de Cerritos, hoy en día Mercado Cerritos.
- Iglesia de Santa Gertrudis. Iglesia de estilo churrigueresco con una bella fachada de este estilo. Antiguamente era el límite de la ciudad hacia el oriente. Fue patrocinada por una viuda con ese nombre quien quiso perpetuarlo en su santa patrona.[126]
- Santuario Guadalupano "La Concordia". Es la iglesia más visitada de la ciudad especialmente durante los primeros días del mes de diciembre a donde llegan cientos de peregrinaciones de diferentes municipios de la región a venerar a la Virgen de Guadalupe.[126]

## Organización territorial y urbanismo

### Zona metropolitana
El municipio de Orizaba forma parte de la Zona metropolitana del mismo nombre junto con los municipios de Atzacan, Ciudad Mendoza, Huiloapan de Cuauhtémoc, Ixhuatlancillo, Ixtaczoquitlán, Maltrata, Mariano Escobedo, Nogales, Rafael Delgado, Río blanco y Tlilapan. En esta zona viven 427,406 personas de acuerdo a datos del último censo del Inegi (2010), siendo la 35 zona más poblada a nivel nacional y la cuarta en el estado de Veracruz. Junto con todos estos municipios se forma un territorio metropolitano de 619.9 km².

### Vivienda y urbanismo

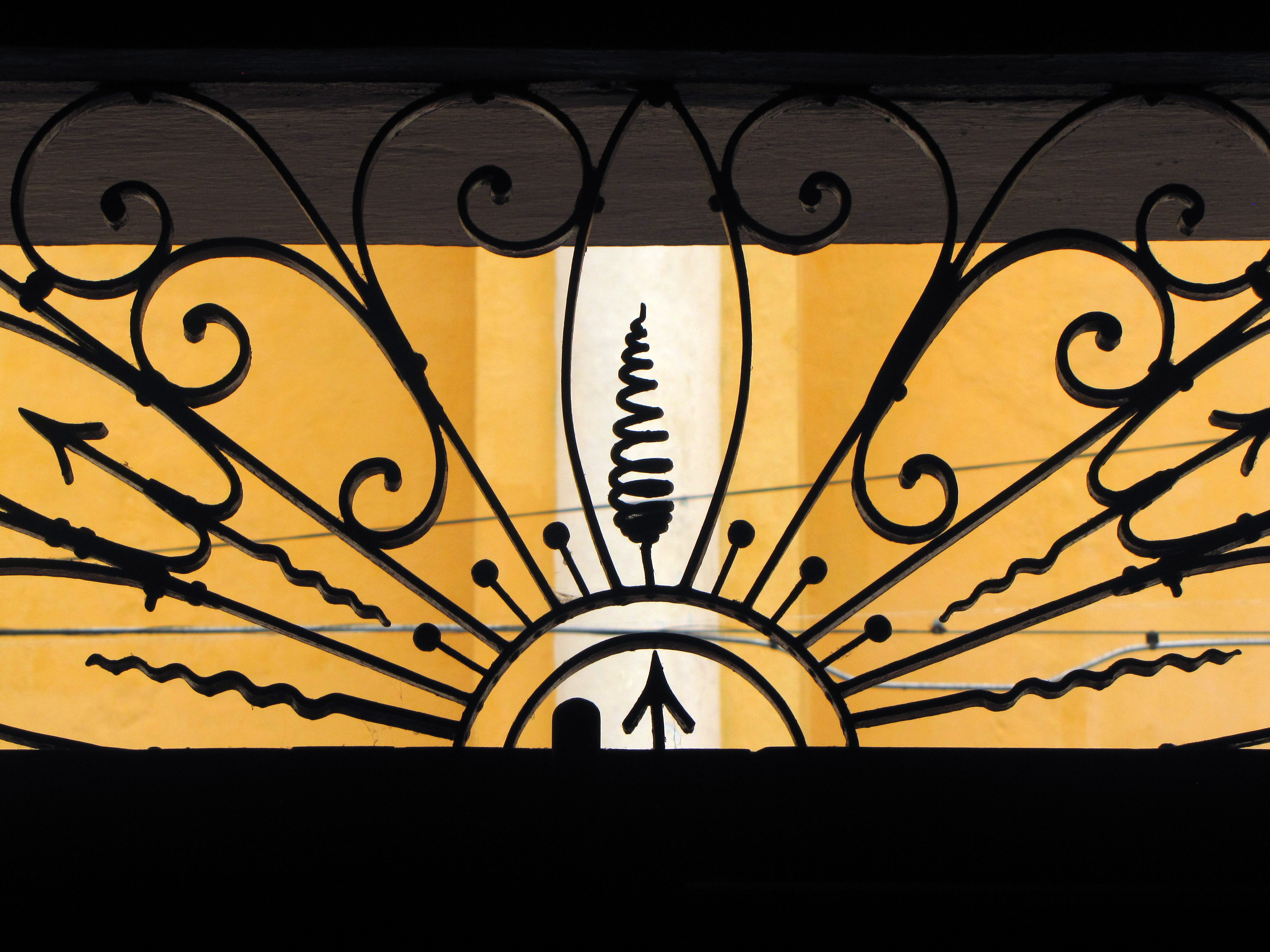
Enrejado típico de las casas antiguas de la ciudad

Debido al clima excesivamente húmedo durante todo el año, las viviendas de Orizaba se caracterizan por tener una temperatura fría y húmeda con su olor característico. Los edificios muestran sus fachadas llorosas y con pintura escurrida. De acuerdo al último censo del Inegi en 2010 en Orizaba existen 33 312 hogares habitados que representa el 1.68 % del total del estado. El tamaño promedio de los habitantes de una casa es de 3.6 habitantes. Aproximadamente una tercera parte de los hogares tienen jefatura femenina. Recientemente el Ayuntamiento de Orizaba fraccionó la antigua "Colonia Centro" debido al crecimiento de esta zona y la confusión por parte de los visitantes para buscar alguna dirección en el denominado centro histórico de la ciudad.
Algunas de las colonias y barrios más habitados y populares de la ciudad son:
- Barrio nuevo
- Cerritos
- Benito Juárez
- Ferrer guardia
- Cidosa
- Cauville
- Cocolapan
- El Chayotal
- 10 de mayo
- 27 de mayo
- Carlos Marx
- Infonavit Pluviosilla
- Unidad habitacional El Trébol
- Rincón grande
- Tlachichilco

### Principales calles

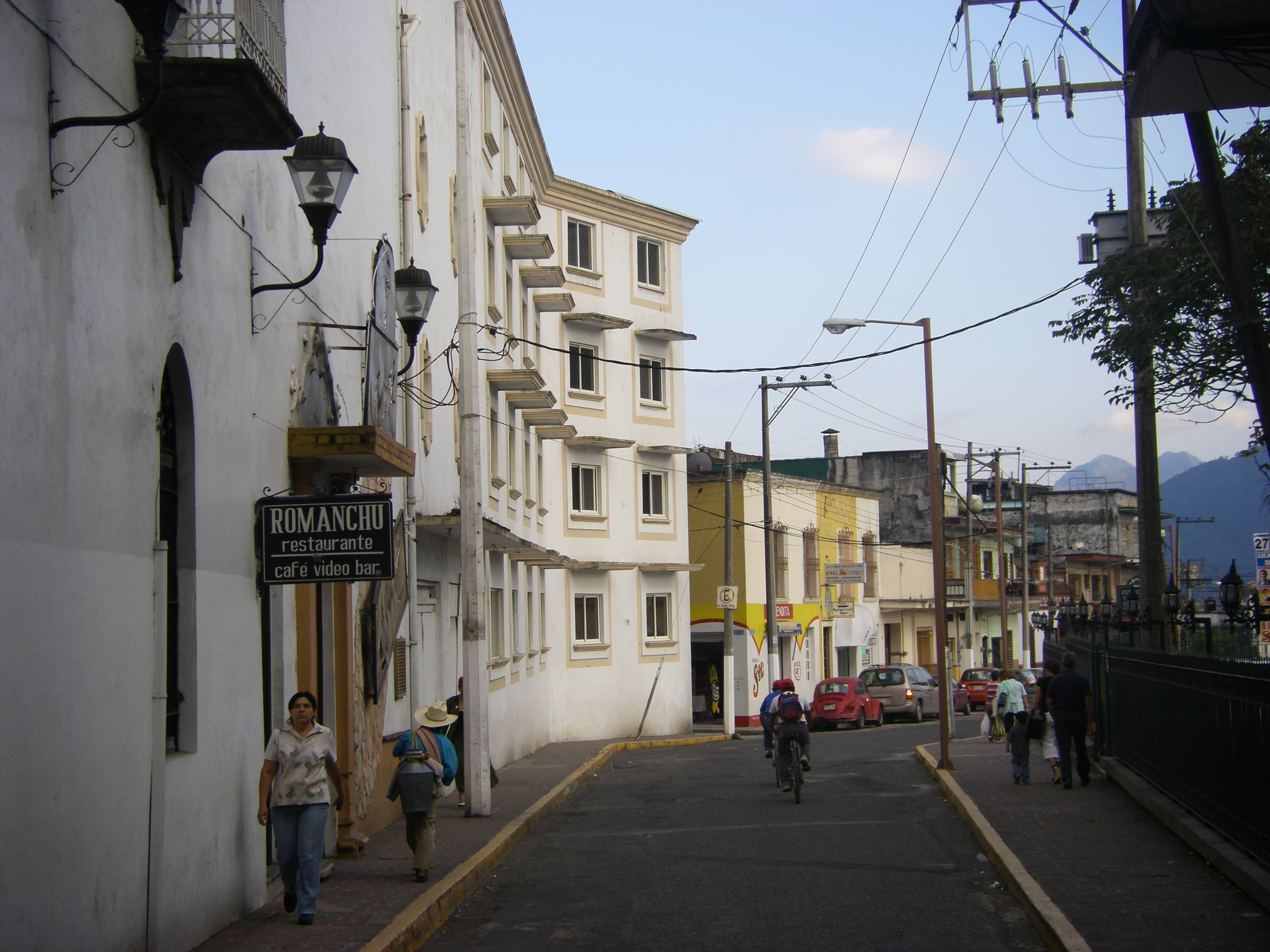
Calle del Sur de Orizaba

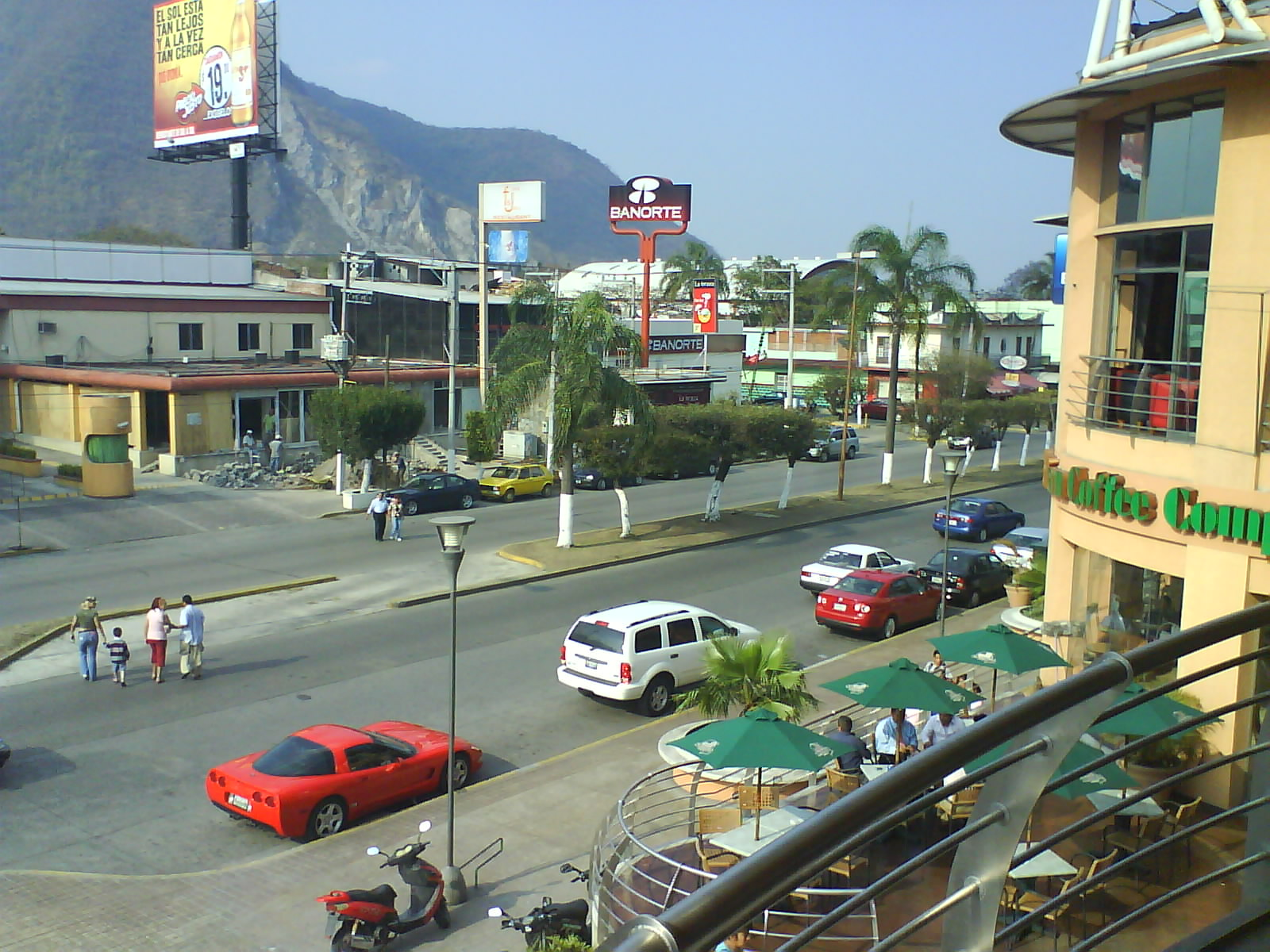
Calle Oriente 6

Existe una nomenclatura para identificar y nombrar fácilmente a las calles del centro de la ciudad. Este sistema instaurado en la década de los 70 consiste en establecer un cruce entre dos calles importantes del centro la calle Francisco I. Madero que atraviesa el centro de norte a sur y la calle Cristóbal Colón que empieza en la Alameda y atraviesa de poniente a oriente. A partir de este cruce se empiezan a nombrar las calles como Norte, Sur, Oriente, Poniente y un número que puede ser non o par de acuerdo al sistema de tal manera que una misma calle recibe dos nombres dependiendo de cuando cruza Madero y Colón. De esta forma, la principal calle histórica de Orizaba sigue siendo no solo en esta ciudad sino también Río Blanco, Ixtaczoquitlán, Nogales y Ciudad Mendoza la calle Real, oficialmente Oriente 6 o Poniente 7. Esta calle real que también en algún momento se denominó Miguel Alemán y calle Antonio I. Villarreal se le denomina así desde la época colonial en que formaba parte del único camino entre Veracruz y México, de tal forma que por esta calle transitaron todos los virreyes de la Nueva España a su llegada a tomar posesión del virreinato venidos de España a la Ciudad de México habiendo desembarcado en Veracruz. En realidad, empezaron a pasar por esta calle tras la inauguración del Puente de la Borda sobre el Río Orizaba a mediados del siglo XVIII ya que anteriormente la antigua calle real es la calle Oriente 8 o calle de San Juan de Dios que se encuentra una cuadra abajo. Actualmente la calle real aunque ya no es transitada como camino entre México y Veracruz sigue siendo la principal vialidad de Orizaba. A las salidas de la ciudad se ubican dos lugares conocidos como las Garitas, que marcan las puertas de entrada de la ciudad viniendo de Ixtaczoquitlán o de Río Blanco. También en esta avenida se ubicaron importantes bustos y otras estatuas dedicadas a personajes de la historia entre los cuales destacan el Monumento a la bandera, la fuente de la solidaridad en la Sur 21, el Obelisco donado por Cervecería Moctezuma y el monumento al Capitán Ramón Arnaud a la altura de la tienda Chedraui, el busto en honor a Carmen Serdán, y a don Rafael Delgado a la altura de la fundación Mier y Pesado al igual que una máquina de los ferrocarriles nacionales de México, una estatua ecuestre en honor a don Cándido Aguilar conocida simplemente como "El caballito" entre otros. Para poder auxiliar la vialidad congestionada en esta arteria, durante el ayuntamiento 1998-2000 se construyó una avenida alterna conocida como la Avenida Orizaba así como pasos a desnivel para evitar la congestión por el paso del ferrocarril a la altura del Panteón de Orizaba. En el centro de la ciudad las calles más importantes son las mencionadas Francisco I. Madero y Colón. En el norte de la ciudad se construyó durante los años 70 también la segunda avenida más importante de la ciudad que es el anillo de circunvalación conocido oficialmente como Oriente 31, Poniente 30 y Norte 7 según la altura a la cual se ubique.

### Parques, jardines y sitios de recreación

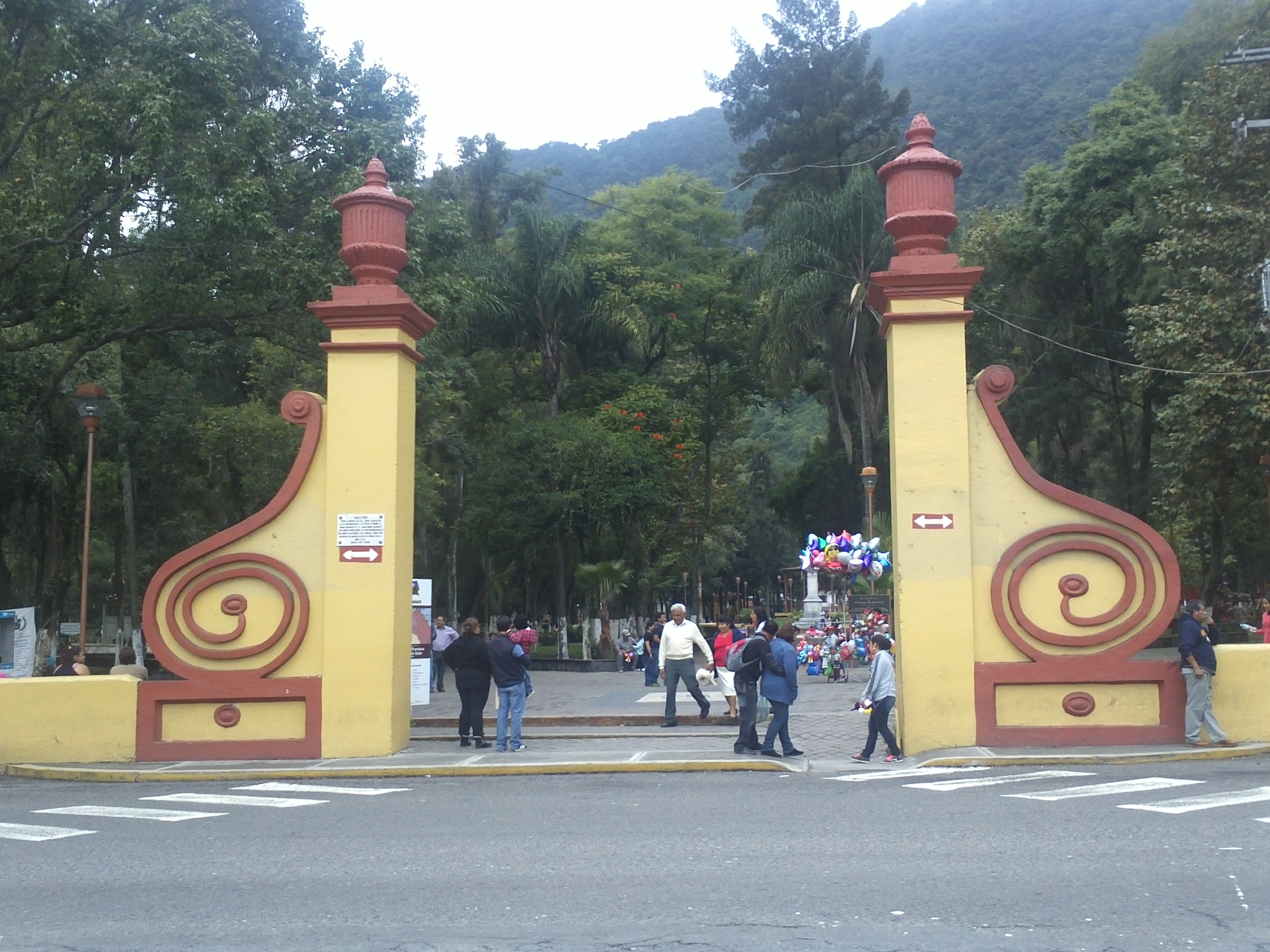
Alameda "Francisco Gabilondo Soler"

- Alameda Central. Es un paseo del centro de la ciudad que cuenta con diversas especies de árboles. El terreno formó parte del antiguo barrio de Santa Anita hasta que en 1854 se colocó la primera piedra de esta Alameda. En la actualidad es un sitio de recreación para las familias y para los deportistas que acuden diariamente. Dentro de la alameda se encuentran los monumentos al General Ignacio de la Llave y a Francisco Gabilondo Soler "Cri-Cri".

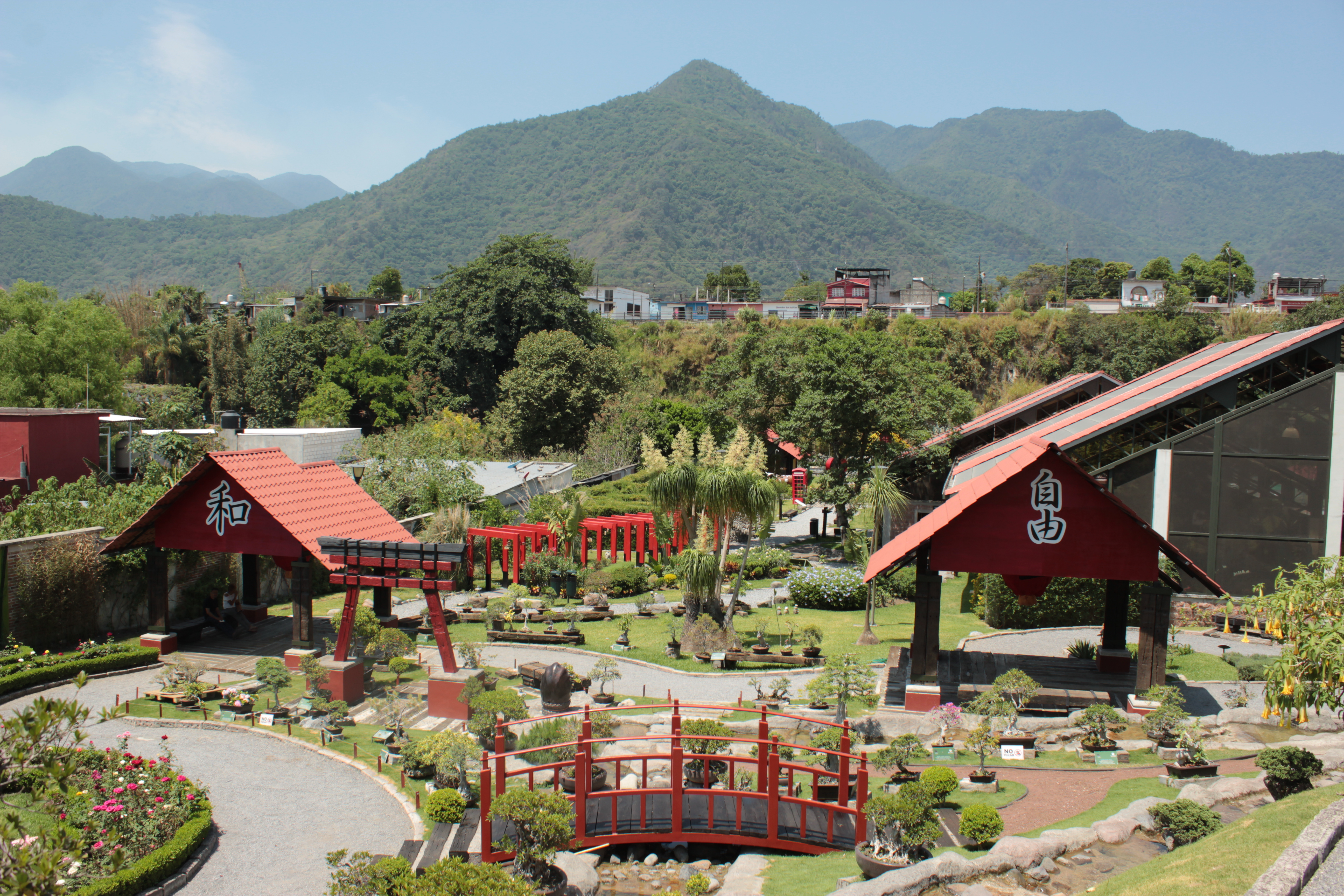
La sección asiática del Biori

- La sección asiática del BioriBiori. Un hermoso jardín botánico lleno de flores, que cuenta con un gran orquideario, múltiples secciones dedicadas a cada continente del mundo y estructuras de diferentes estilos, muchas especies botánicas con letreros didácticos, pasillos encantadores a la sombra y a la luz del sol con esculturas modernas, además de estacionamiento para bicicletas y autos.
- Parque Apolinar Castillo. Es un paseo ubicado en el primer cuadro del centro histórico de la ciudad. Es uno de los sitios de reunión popular desde su fundación a finales del siglo XIX cuando el gobernador Apolinar Castillo impulsó su construcción y Orizaba fue capital del estado de Veracruz durante algunos años.[136]
- Plaza Bicentenario. A un costado del Río Orizaba y su Reserva Animal se encuentra el edificio del siglo XVIII rescatado y adaptado para formar la Plaza Bicentenario; en la zona al aire libre cuenta con juegos para los pequeños y en la zona techada con espacios para exposiciones, eventos culturales y mesas de ping pong.
- Parque Alberto López Nava. Está ubicado enfrente de la Iglesia del Carmen, fue remodelado en el año 2007 cambiando las bancas y el piso.[137]  Dentro de su plaza se encuentra una escultura de mármol en homenaje a las madres. Durante la feria del libro de Orizaba, se suelen presentar eventos artísticos en este lugar.[138]
- Parque de la Concordia (Francisco I. Madero). Ubicado cerca de la Iglesia de la Concordia y el Museo de arte es uno de los sitios más concurridos durante las peregrinaciones del mes de diciembre por los asistentes a la iglesia. Cuenta con un kiosco y a diferencia de otros parques de la ciudad no está rodeado por comercios permanentemente.[139]
- Parque de Cerritos. Ubicado al norte de la ciudad, fue parte de las instalaciones que legó el sindicato de la extinta fábrica textil de cerritos a un lado del local de este sindicato y de la exfábrica que funciona hoy en día como mercado de abasto. El parque fue recientemente restaurado por el ayuntamiento.[140]
- Parque de San Juan de Dios (Jardín de los héroes). Cercana a la iglesia del mismo nombre, es uno de los parques más antiguos de la ciudad al estar ubicado en la primera calle real en el barrio español fundador de la ciudad.
- Laguna de Ojo de agua. Es un nacimiento de agua a los pies del cerro de Escamela y sirve como límite entre los municipios de Orizaba e Ixtaczoquitlán. Su acceso es gratuito y es muy visitado por bañistas especialmente durante Semana Santa. En el mes de junio se realiza un festival nocturno en recuerdo de las leyendas que existen en torno a este lugar.[35][31]

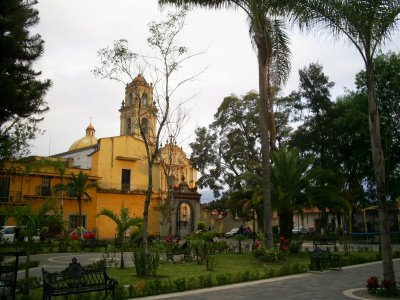
Parque Alberto López Nava.

- Laguna del chirimoyo.- Parque ecológico ubicado al norte de la ciudad, casi en el límite con el municipio de Mariano Escobedo y a los pies de la cara norte oriente del Cerro de Escamela. Es un proyecto de reciente rescate por parte del Ayuntamiento que incluye un eje vial y áreas recreativas para niños y adultos para realizar actividades deportivas al aire libre.[141]
- Plazoleta de Santa Gertrudis. Es el parque público de reciente creación en el año 2010 tras la demolición de parte del curato de la Iglesia de Santa Gertrudis para extender la última etapa del anillo de circunvalación en cuya esquina se levanta esta plazoleta.[142]
- Parque de San Antonio. Es un parque anexo a la iglesia del mismo nombre y enfrente del cuartel militar. Cuenta con canchas deportivas, y juegos infantiles y es cercano al aviario del paseo del río Orizaba. Dentro del parque también se encuentra el ministerio público que en el pasado fungió como cárcel y de donde se fugaron los generales Jesús González Ortega e Ignacio de la Llave entre otros, tras el sitio de Puebla en 1863.[143]

## Cultura

### Museos

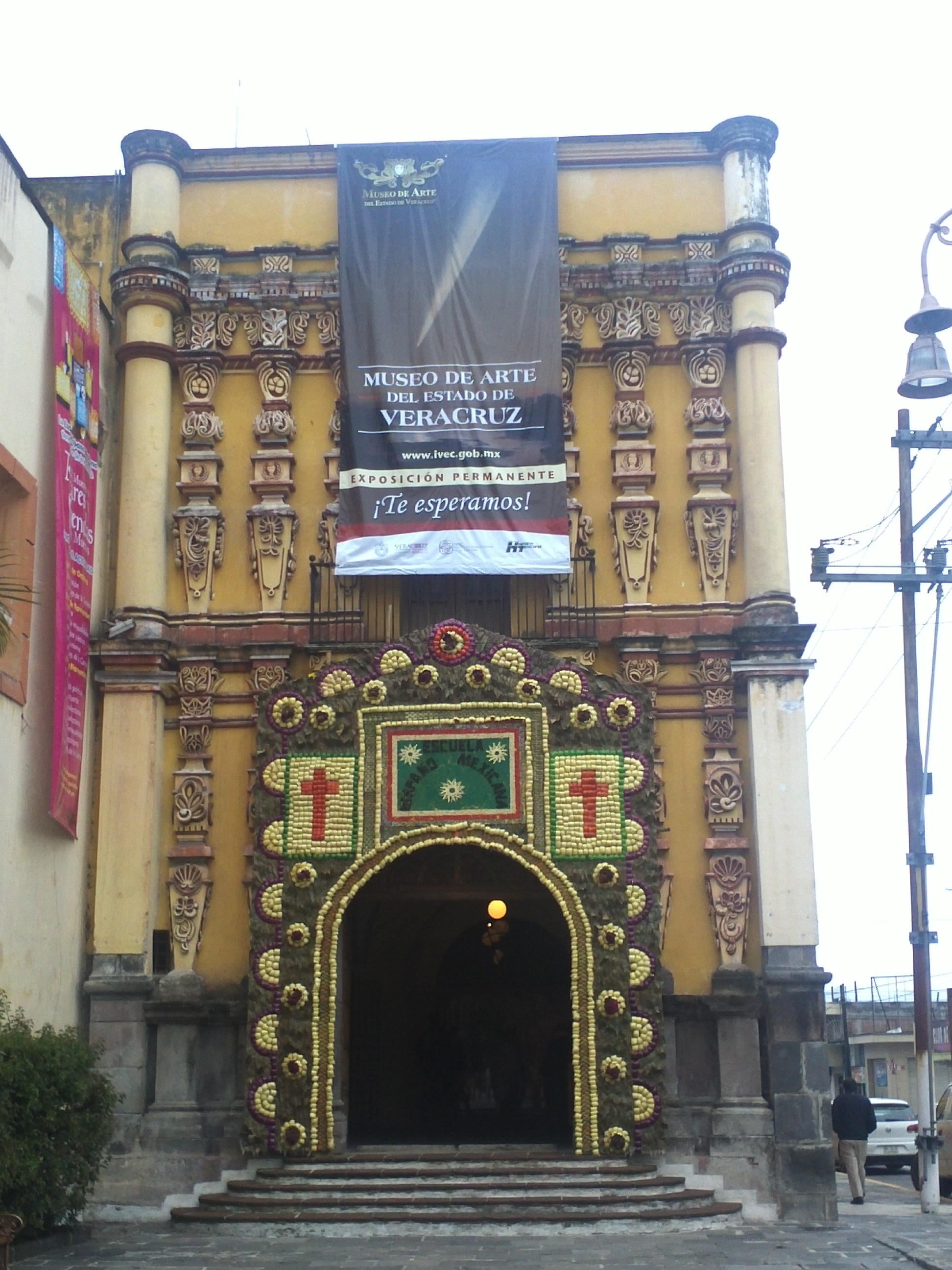
Museo de arte del estado de Veracruz

El principal museo de la ciudad y uno de los más importantes del estado es el Museo de Arte del Estado de Veracruz, que se encuentra ubicado en un antiguo oratorio dedicado a San Felipe Neri anexo al Santuario de la Concordia.  Este edificio arquitectónico data del siglo XVIII y cuenta con una importante colección pictórica de más de 100 años de producción artística en el estado de Veracruz en la que se plasmaron retratos, paisajes y costumbres de la sociedad veracruzana abarcando diferentes géneros y técnicas artísticas incluyendo 33 obras de Diego Rivera.
El recinto del Palacio de Hierro también cuenta con varios pequeños museos como son el Museo de la Cerveza, el Museo Orizaba cuna del fútbol, el museo de arqueología, el museo interactivo de Orizaba y el museo de sitio del mismo edificio histórico.
En un tiempo atrás la entrada a dichos museos era gratuita, hoy el acceso a cada sitio cultural o de esparcimiento tiene costo económico.
Detrás del predio del Palacio de Hierro se encuentra el Museo de Arte Popular de Veracruz.

### Bibliotecas
Actualmente la ciudad de Orizaba cuenta con algunas bibliotecas públicas de la red de la Secretaría de Educación Pública. La principal es la Biblioteca pública Municipal José Bernardo Couto que cuenta con diversos servicios bibliotecarios e informáticos. Otro recinto cultural importante es el Archivo Histórico Municipal donde se pueden consultar los documentos más antiguos de la ciudad y es uno de los archivos más completos y más destacados del país.

### Teatros y centros culturales

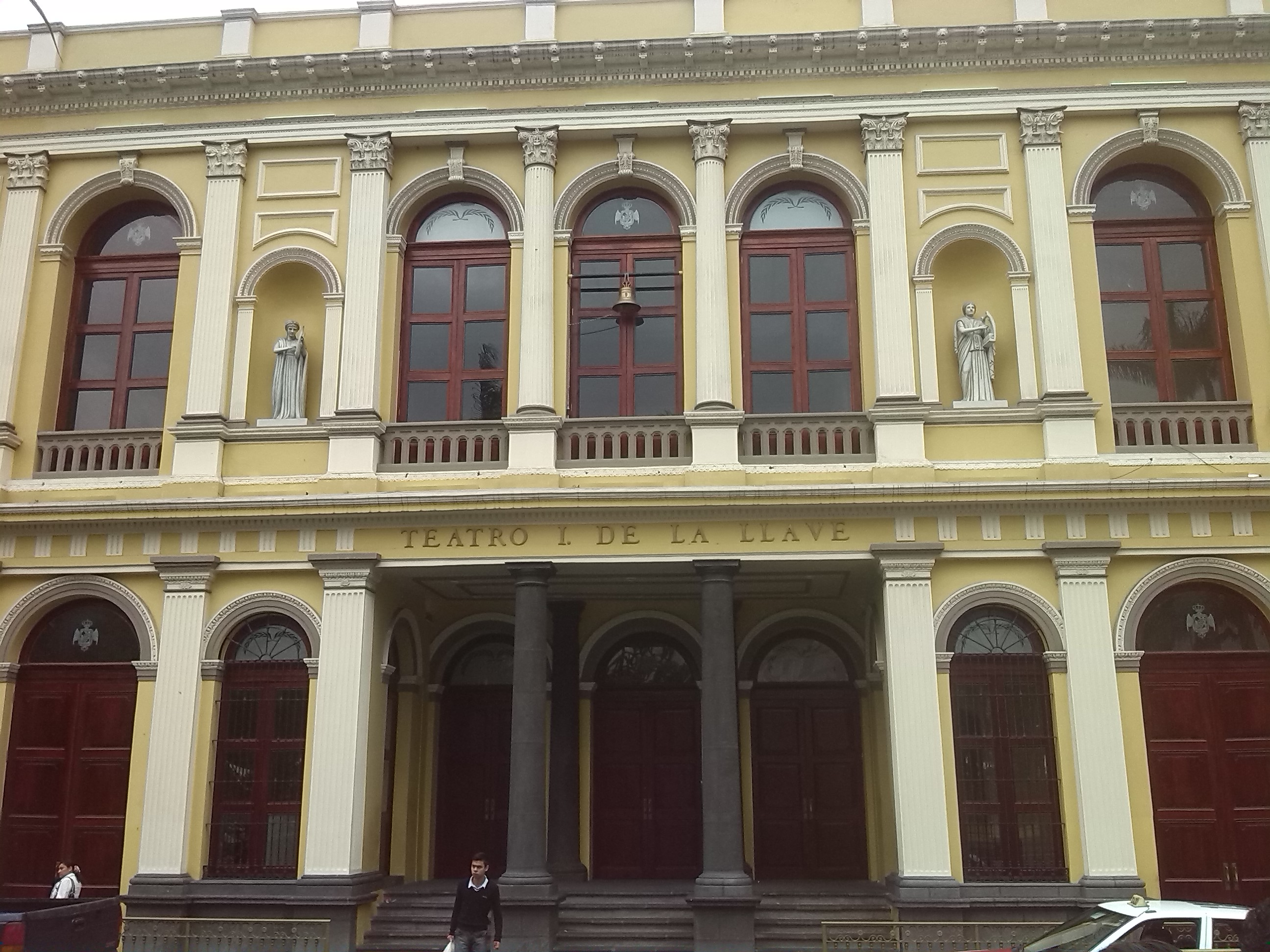
Gran Teatro Ignacio de la Llave

- Gran teatro Ignacio de la Llave. Es el principal recinto cultural de la ciudad fundado originalmente por el general Ignacio de la Llave. Es un palacio de estilo florentino que fue semidestruido por el terremoto de 1973 abriendo sus puertas nuevamente recién en los años noventa. Es el lugar tradicional para eventos políticos y culturales entre otros.[148][149]
- Instituto Regional de Bellas Artes de Orizaba IRBAO. Ubicado cerca de la Alameda, es una extensión del Instituto Nacional de Bellas artes en la ciudad. Ubicado en un antiguo edificio sindical, cuenta con el Teatro Rosario Castellanos, una galería de arte, una biblioteca y talleres de artes.[150]
- Teatro María Auxiliadora y Casa de Cultura del ITRO. Es una parte del antiguo convento de los padres carmelitas. Actualmente es administrado por el Instituto Tecnológico de Orizaba.[151]
- Auditorio Metropolitano antes Cinema Orizaba y Teatro Orizaba. Forma parte del edificio del sindicato de los obreros de la Cervecería Moctezuma. Fue una sala de cine por varios años y también teatro. Fue reinaugurado en diciembre de 2014. Actualmente es el teatro más grande del estado de Veracruz.[152]
- Plaza Bicentenario Centro cultural. Es el centro cultural más moderno inaugurado en 2010 para la celebración del bicentenario de la independencia en los terrenos de una antigua escuela ubicados a un costado del exconvento de San José.[31]

### Bellas artes
Pintura

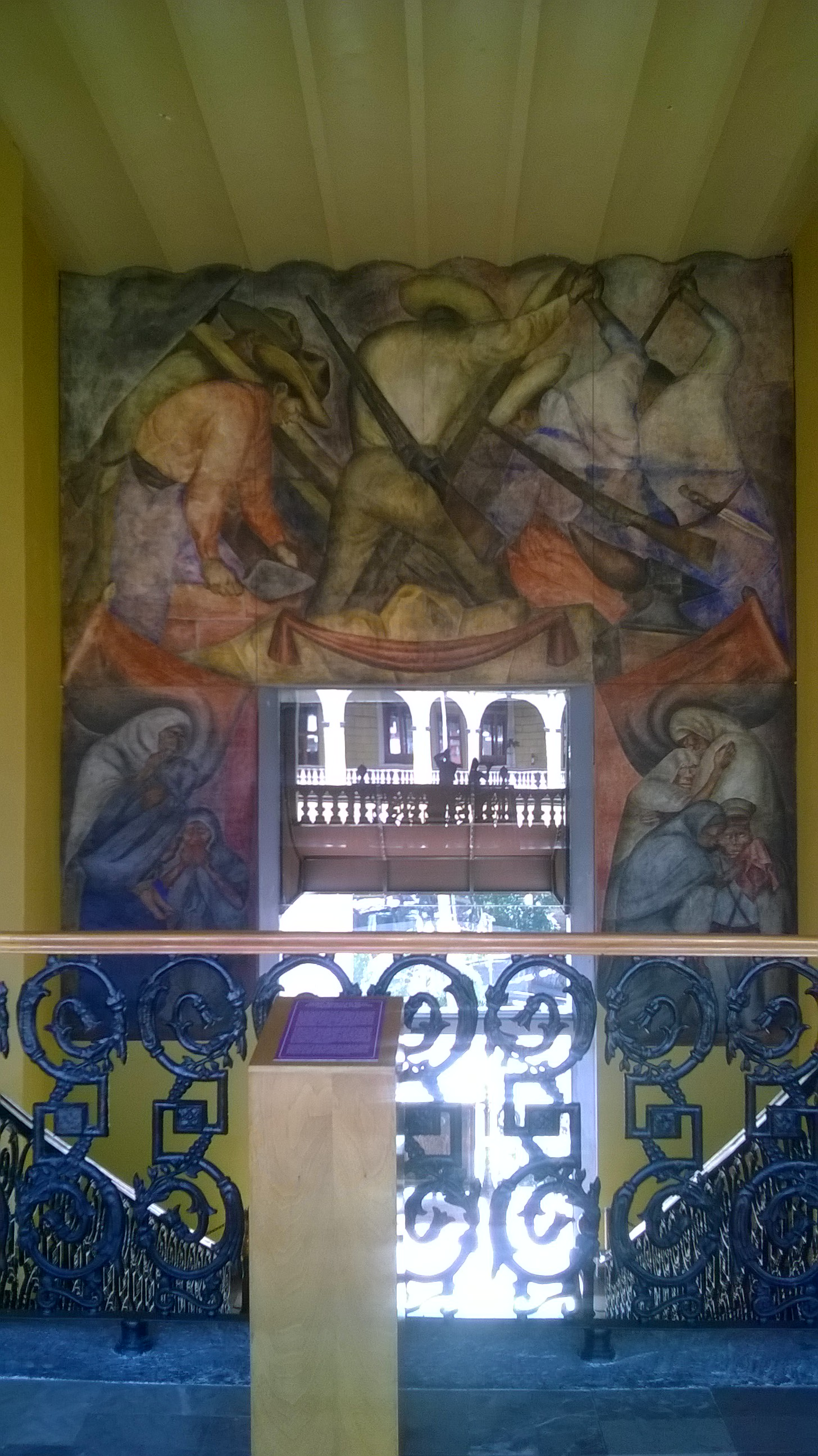
Mural de José Clemente Orozco en el Palacio Municipal.

La ciudad de Orizaba fue parte del movimiento muralista que se dio en México en los años posteriores a la revolución. José Clemente Orozco quien había visitado la ciudad durante la invasión carrancista de 1915 dejó un mural en la ciudad en el entonces Centro educativo orizabeño hoy Palacio municipal. Dicha obra fue realizada en el año de 1926 y tras algunos trabajos de restauración la obra se conserva en el recinto hasta el día de hoy siendo el mural más conocido y el único que se ha restaurado de la ciudad. No menos importantes son el mural que se encuentra al interior del Teatro Cinema Orizaba y el de la Facultad de ciencias químicas de la Universidad Veracruzana de autores desconocidos. Recientemente el maestro Carlos Castillo ha dado a la ciudad los murales ubicados en el Instituto Tecnológico de Orizaba y en la Universidad del Valle de Orizaba así como el mural del Gran Teatro Ignacio de la Llave. En cuanto a pintura de caballete, se pueden encontrar obras de arte sacro de valor artístico en las iglesias del centro histórico en donde destacan las obras del maestro orizabeño Gabriel Barranco en la Catedral de San Miguel y en la Rectoría del Calvario.  El principal lugar para encontrar pintura es el Museo de Arte del Estado. Actualmente se sigue produciendo arte en la ciudad el cual se expone frecuentemente en las galerías del Teatro Llave.
Escultura

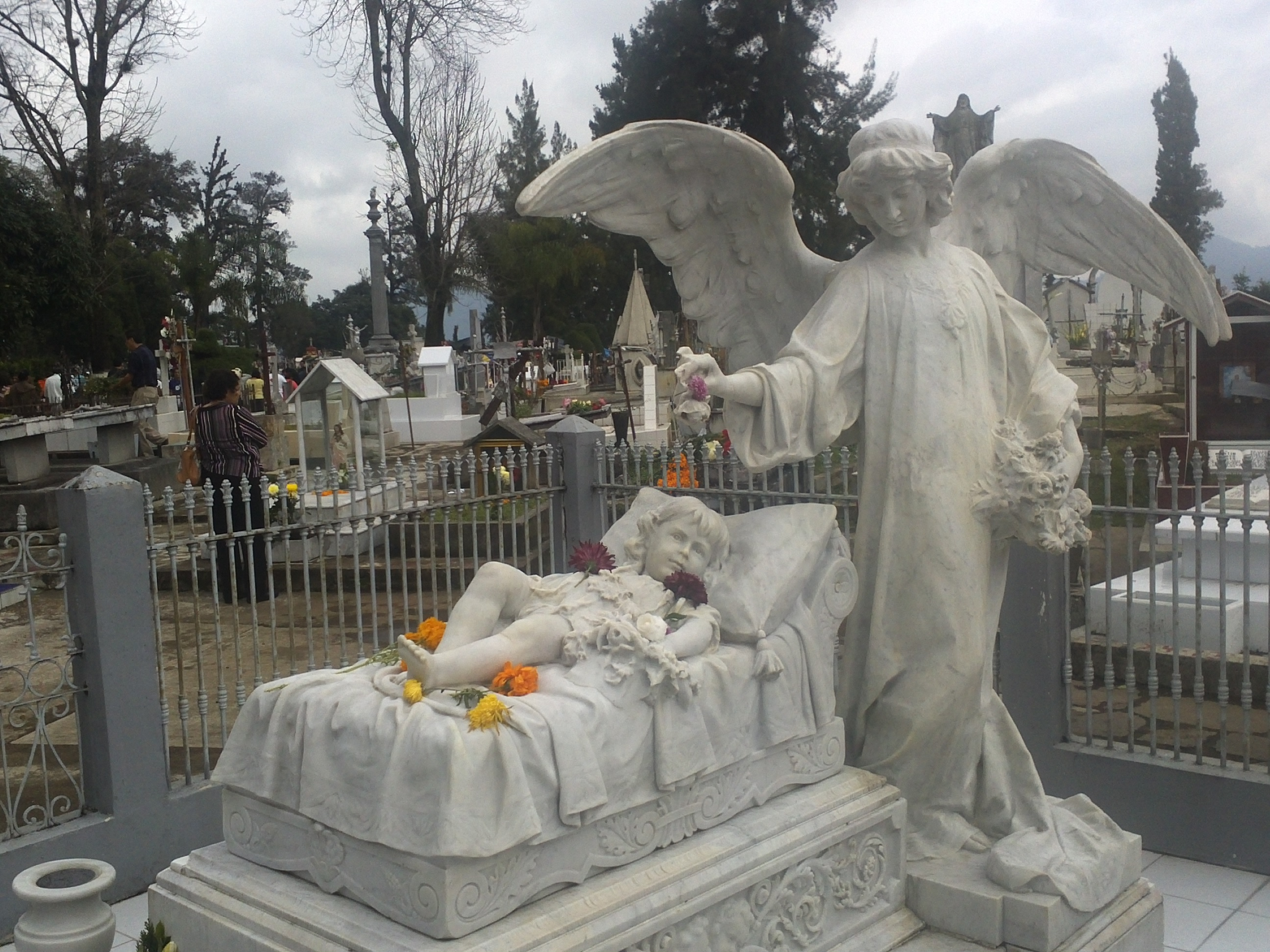
Niña del Ángel en el panteón de Orizaba

En el ámbito de la escultura se destacan diversos artistas que han dejado su trabajo para la posteridad expuestos principalmente sobre la antigua calle real (hoy oriente 6) en donde existen diversos monumentos a personajes ilustres y anónimos que tuvieron algo que ver con la ciudad. Dentro del centro histórico también existen algunas esculturas en el centro histórico relacionadas con personajes del ámbito cívico, religioso y artístico.
Música
Orizaba también ha sido cuna de hombres y mujeres dedicados a la música destacándose la figura del compositor infantil del siglo XX Francisco Gabilondo Soler.  Se han formado diversas instituciones musicales en muchos géneros y actualmente en los centros culturales de la ciudad es una de las disciplinas más demandadas. A pesar de que la ciudad no cuenta con un centro de enseñanza profesional de música, los músicos amateur y profesionales que han estudiado en otros lugares han formado instituciones musicales de prestigio entre las cuales se destaca la Orquesta Clásica de Orizaba dirigida desde su fundación por el maestro Armando López Macip.
Cinematografía

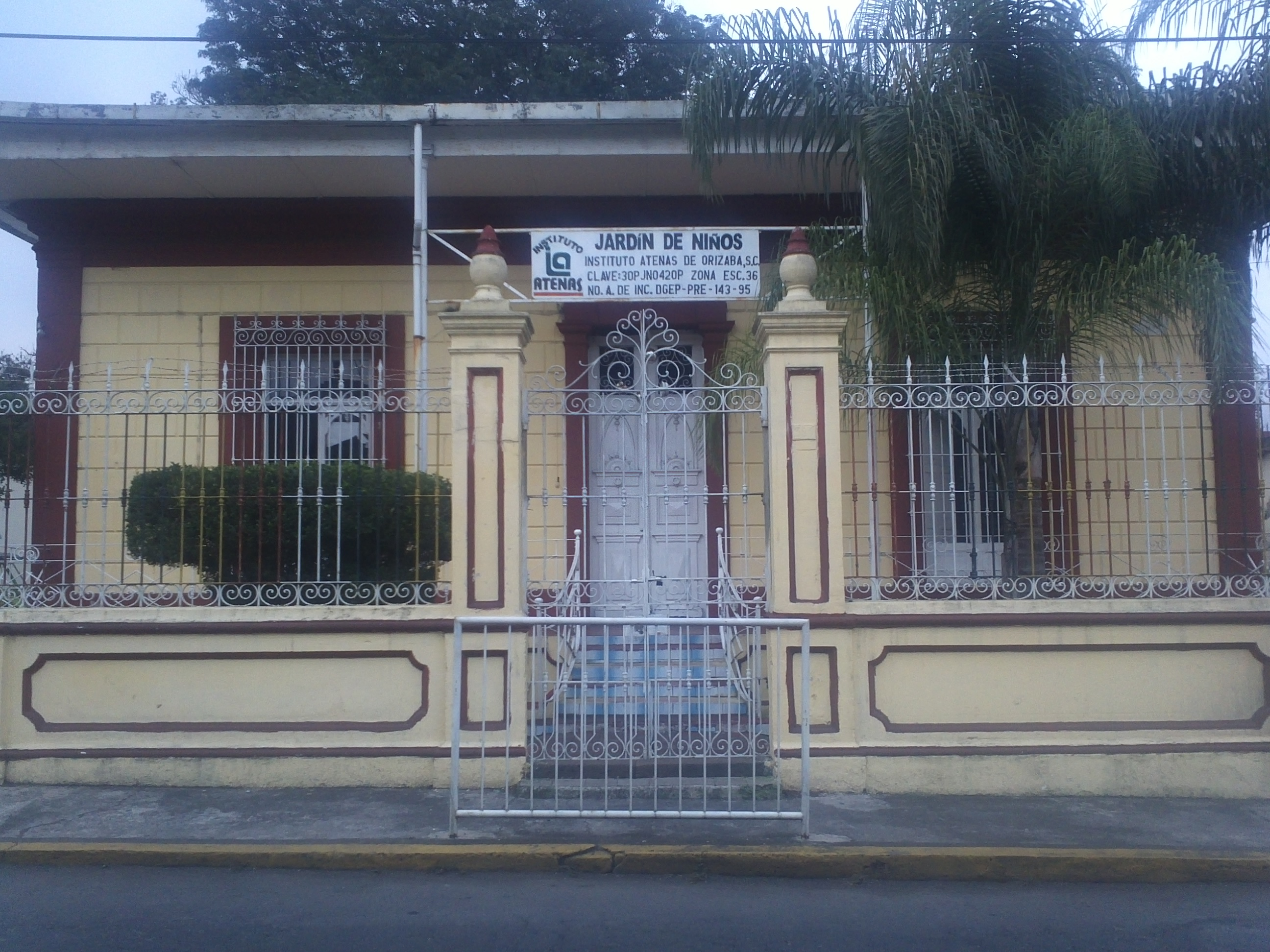
La actriz Sara García, conocida popularmente como "La abuelita del cine nacional" nació en esta casa en el centro de la ciudad en 1895.

Los paisajes y escenarios de la ciudad de Orizaba han sido elegidos por algunos directores de cine para sus obras, desde finales del siglo XIX en que se instalaron muchos inmigrantes en la ciudad, prácticamente en los inicios del cine mexicano. En 1899, el camarógrafo Carlos Mongrand, conocido de los hermanos Lumière, realizó el primer filme registrado en la historia de la ciudad: "Salida de los obreros de la cervecería". Posteriormente se irían filmando y produciendo varias películas en la ciudad de las cuales se tiene poco conocimiento y registro por parte de la historia del cine mexicano. Hacia 1903, la familia Becerril continuó con la costumbre de grabar escenas cotidianas de la ciudad dejando como testimonio los filmes "Salida de la misa de 12 en Orizaba" y "El jarabe tapatío", en 1905 el señor Gonzalo T. Cervantes realizó otros filmes cotidianos como "Grupo de señoritas de las principales familias de Orizaba", "Jamaica del 5 de febrero en la Alameda de Orizaba", "Diez vistas de los lugares más concurridos y poéticos de Orizaba", "Vista artística de una niña" y unas escenas muy trágicas en el filme "Doce vistas tomadas seis horas después de la catástrofe del ferrocarril mexicano en el puente de Metlac", que fue uno de los primeros documentos fílmicos de la historia nacional que dejaron testimonio de una tragedia de esta magnitud. Para el año de 1907 el actor español Manuel Noriega asociado con los empresarios orizabeños Juan Aguilar y su hijo del mismo nombre dueños de periódicos locales, forman una compañía cinematográfica y producen el primer cortometraje de México: "El san lunes del velador" comedia que llegó a ser popular en todo el país. En el año de 1926 el capitalino Gabriel García Moreno fundó la primera compañía fílmica de producción de largometrajes en el país con sede en la ciudad de Orizaba después de haber convencido a varios empresarios orizabeños de invertir en la naciente industria cinematográfica. Con un capital de 100 mil pesos, García Moreno inauguró el primer centro cinematográfico a un costado del Puente de San Antonio en el antiguo Molino de la Marquesa, hoy en día el cuartel militar. Realizó algunos filmes que lamentablemente se encuentran perdidos o recuperados algunas partes. Los únicos filmes que llegaron a nuestros días completos son dos de los únicos tres largometrajes que se conservan del cine silente. Dichos filmes fueron nombrados como "El puño de Hierro" y "El tren fantasma".
Las películas que han contado con escenas dentro de la ciudad de Orizaba son las siguientes:
| Año  | Película               | Director                         | Locaciones                                                   |
| ---- | ---------------------- | -------------------------------- | ------------------------------------------------------------ |
| 2009 | Sin nombre             | Cary Joji Fukunaga               | Puente del Toro (ferrocarril), antigua fábrica de Cocolapan  |
| 1969 | La gran aventura       | Roberto Rodríguez                | Estación del ferrocarril, autopista                          |
| 1965 | ¿Qué haremos con papá? | Rafael Baledón                   | Balneario Ojo de agua, Pico de Orizaba, Cervecería Moctezuma |
| 1927 | El puño de hierro      | Gabriel García Moreno (cineasta) | Parque Castillo, Catedral, MAEV                              |
| 1926 | El tren fantasma       | Gabriel García Moreno (cineasta) | Estación y vías de ferrocarril                               |

Literatura
Orizaba ha sido cuna de hombres y mujeres de letras, y ha servido de inspiración para ajenos a este lugar. Destaca la figura del novelista y profesor Rafael Delgado, quien en sus obras dejó testimonio sin mencionar a la ciudad por su nombre de las costumbres y tradiciones de la sociedad orizabeña de su época a pesar de haber nacido en la vecina ciudad de Córdoba. Sobre Orizaba la poetisa y profesora de literatura María Enriqueta Mac Naught escribió:
Eres como un alhajero
donde se esconde mi vida
como una perla prendida
de hermosa superstición
porque dice la leyenda
que quien bebe de tus aguas
cristalinas y embrujadas
jamás puede abandonarte
si el embrujo tiene gotas
de ilusiones y de amor.

## Patrimonio cultural inmaterial

### Gastronomía

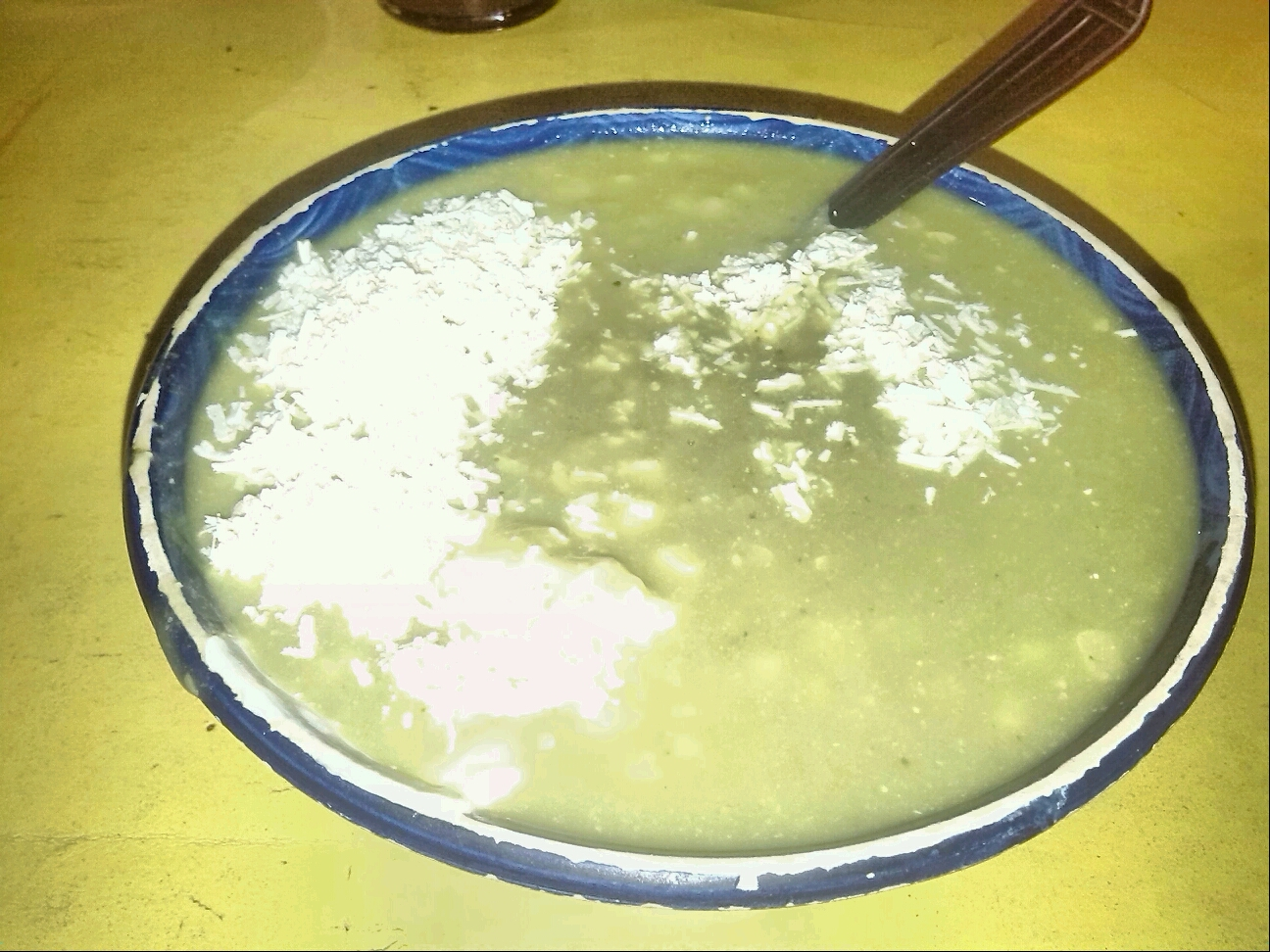
Chileatole verde de chito

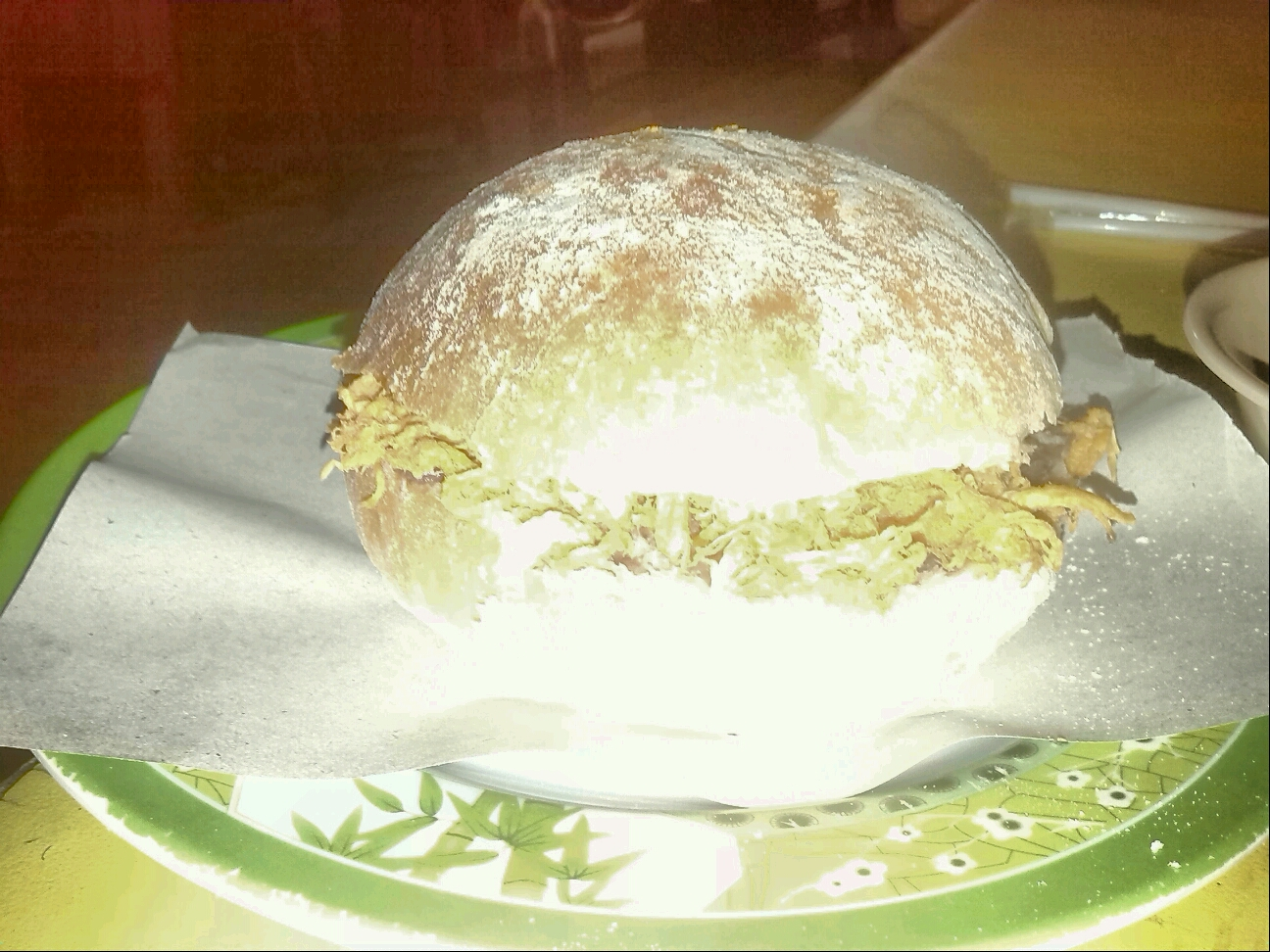
Pambazo de carne polaca

La gastronomía de la ciudad de Orizaba es una de las más variadas y de mayor tradición en el estado de Veracruz debido a la gran cantidad de personas llegadas de varias partes del mundo que dieron origen, sabor y color a la gastronomía regional teniendo entre sus principales platillos fuertes característicos el chileatole, que es un guisado de masa, elote y chile que se sirve como un antojito en las noches, acompañado por pambazos de carne polaca o de queso de hebra. Existen dos variedades de chileatole, el verde al que se le acostumbra poner carne de chito que es carne seca de chivo o el chileatole rojo al cual se le pone camarón seco y camarón molido. El alimento es aderezado con zumo de limón, mayonesa y queso rallado.
También son tradicionales de Orizaba las fritangas que son alimentos fritos a base de masa que se comen de desayuno o en la noche de cena. De día se comen las picadas que son tortillas con el borde picados para que sirvan como plato y poner adentro salsa verde o roja y salsa macha, cebolla picada y queso jarocho molido. También se comen los tacos de flor de calabaza con chicharrón molido como almuerzo. En la noche se consumen las memelas que son una mezcla de masa con frijoles que se vuelve una tortilla gruesa a la cual una vez frita se le agregan también encima queso, frijoles y crema además de su salsa. Existen las empanadas de pollo, de picadillo o de queso de hebra, las garnachas que son muy populares en la costa también que son tortillas fritas con salsa y carne o pollo deshebrados y salsa, las tostadas con pollo o con carne deshebrada y las muy populares tripas que son tacos de tripa de cerdo con lechuga, cebolla y su tradicional salsa, crema y queso.
Las tortas de pierna orizabeñas se han convertido en otra tradición importante de Orizaba al ser la forma de preparación de la carne y el llenado de las tortas imitado por otras torterías de las originales hasta el grado de llegar a haber muchas torterías en el centro de Orizaba que compiten entre sí por ofrecer la torta más deliciosa y más económica posible a la vez. En cuanto a guisados es tradicional el tesmole de barbacoa, el tesmole de res o de pollo que en algunas otras regiones del estado se le llama chileatole a este guisado y el mayor de todos los alimentos típicos de Orizaba es el chayote por encontrarse anteriormente muchos cultivos en la ciudad de esta verdura y que dio a los orizabeños el mote de chayoteros. El chayote se puede consumir como acompañamiento o como platillo principal tanto en alimentos salados como en alimentos dulces teniendo al dulce de chayote como uno de los platillos típicos más representantes del chayote y de Orizaba. El chayotextle que es una raíz derivada del chayote; se prepara capeada con caldillo de jitomate y también se puede preparar rellena de queso. Este tubérculo también forma parte de la gastronomía orizabeña.

## Deporte

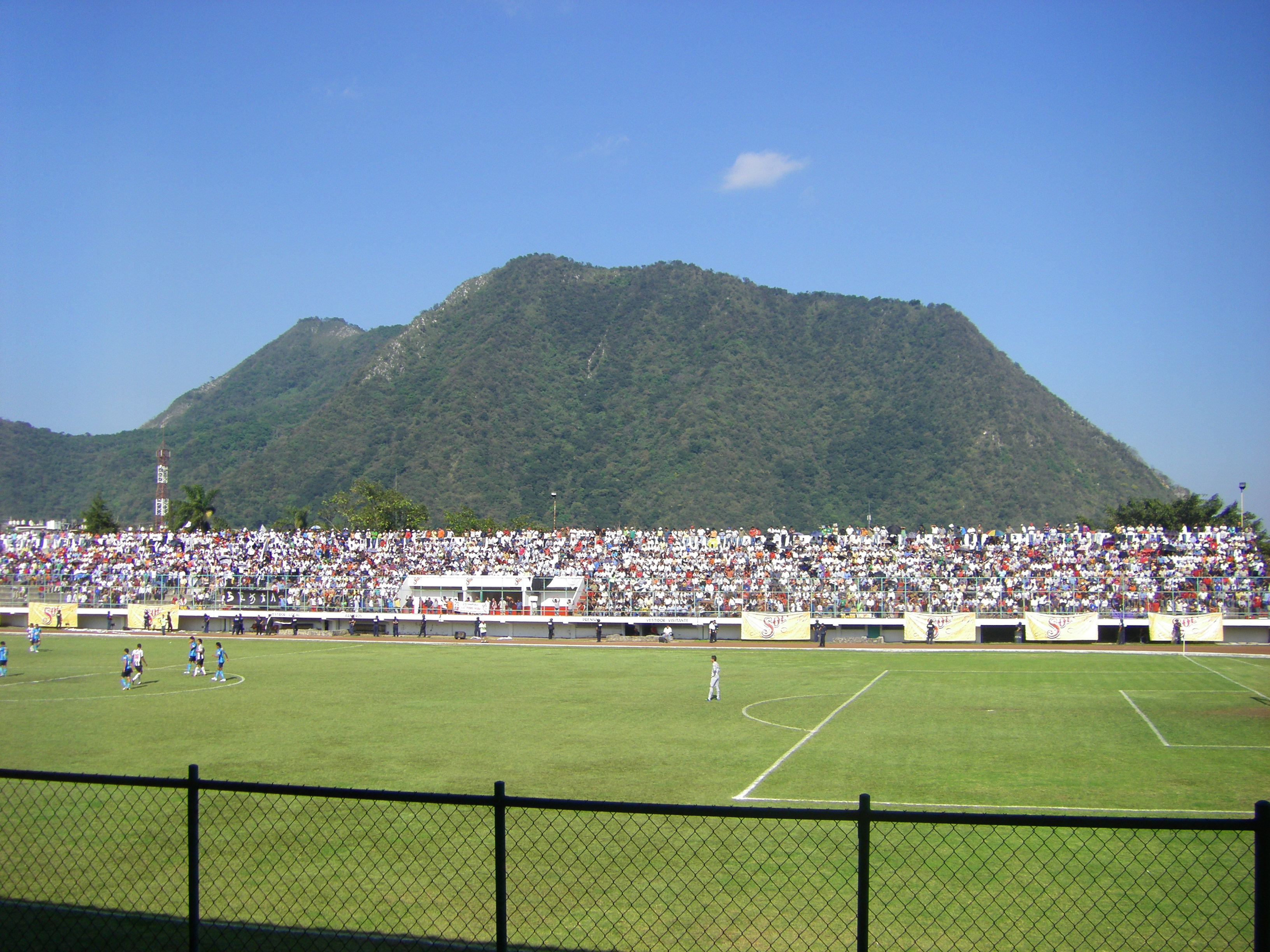
Estadio Socum

### Fútbol
El fútbol es el deporte más popular en México y también en Orizaba de donde es debatible el origen junto a la ciudad de Pachuca de Soto de los inicios de este deporte en México.  El principal antecedente a favor de Orizaba es que el primer equipo fundado oficialmente en 1898 y el equipo que ganó la primera liga nacional amateur de la historia de México en 1902 fue el Orizaba Athletic Club que fue fundado por inmigrantes escoceses que radicaban en Orizaba dado el resurgimiento que la ciudad tuvo en este año durante el porfiriato por la instalación de empresas extranjeras, principalmente inglesas en la región y en la empresa del "Yute" se jugarían en un campo anexo los primeros partidos de fútbol en México. Otro equipo deportivo importante con sede en la ciudad fue la Unión Deportiva Moctezuma de Orizaba durante algunos años en el siglo XX.

### Centros deportivos
El principal centro deportivo de la ciudad es el Estadio Socum propiedad de la cervecería Moctezuma, este estadio es la casa de los Albinegros de Orizaba de segunda división profesional. Actualmente tiene capacidad para 7000 espectadores aunque permanece en remodelación. Está ubicado al centro norte de la ciudad Otros centros deportivos de importancia en la ciudad son el Gimnasio Humberto Gutiérrez Zamora, las Canchas de Santa Gertrudis, de Cocolapan, el Campo Moctezuma, las canchas de la Biblioteca José Bernardo Couto, el Campo de Cerritos, la Asociación Deportiva Orizabeña (ADO) entre otros.

## Localidades hermanadas
Orizaba tiene las siguientes ciudades hermanas
- Burgos, España[178]
- Bogotá, Colombia (2011)[179]
- Portsmouth, Estados Unidos[180]

### Convenios
- Universidad de las Américas Puebla, México:[181]